# Le Jardin des délices
Vous lisez un « article de qualité » labellisé en 2017.
Pour les articles homonymes, voir Le Jardin des délices (homonymie).
Le Jardin des délices est une peinture à l'huile sur bois du peintre néerlandais Jérôme Bosch, appartenant à la période des primitifs flamands. L'œuvre est structurée en triptyque, format souvent utilisé par les peintres du début du XVe siècle jusqu'au début du XVIIe siècle dans la partie septentrionale de l'Europe. Elle est le plus souvent datée de 1490 à 1500, bien que des chercheurs en avancent la création jusqu'aux années 1480.
Le commanditaire n'est pas connu avec certitude mais le plus probable semble être Henri de Nassau-Breda et ce serait à l'occasion de son mariage en 1503 que le triptyque aurait été réalisé.
En 1517, le récit de voyage du chanoine Antonio de Beatis situe l'œuvre dans le palais de Nassau. Par le jeu des héritages, elle devient la propriété de Guillaume d'Orange, puis est confisquée par le duc d'Albe en 1567 qui l'emporte en Espagne en 1570. Ses descendants la cèdent à la couronne d'Espagne en 1593 et elle demeure au palais de l'Escurial jusqu'en 1939, date à laquelle elle est déplacée au musée du Prado où elle se trouve encore actuellement.
De nos jours, Le Jardin des délices constitue la plus célèbre des créations de Jérôme Bosch, notamment pour la richesse des motifs qui la composent. Pour cette raison, elle demeure très énigmatique et a fait par le passé l'objet de nombreuses interprétations ésotériques. La thèse de Wilhelm Fraenger selon laquelle cette peinture aurait été exécutée pour une secte comme les Adamites ou les frères du Libre-Esprit n'a plus cours. Les chercheurs en histoire de l'art s'accordent sur une lecture de l'œuvre en fonction de sa finalité : elle serait un speculum nuptiarum, c'est-à-dire un « miroir nuptial », servant à instruire les nouveaux mariés de l'importance du respect des liens du mariage.
L'œuvre serait à lire de façon chronologique : les panneaux extérieurs présenteraient la création du monde ; le panneau de gauche décrirait l'union conduite par Dieu prenant la forme du Christ d'Adam et Ève, dans le Paradis ; le panneau central représenterait une humanité pécheresse avant le Déluge ; et le panneau de droite offrirait la vision de l'Enfer où les pécheurs subissent les affres de la torture.

## Description

### Dimensions

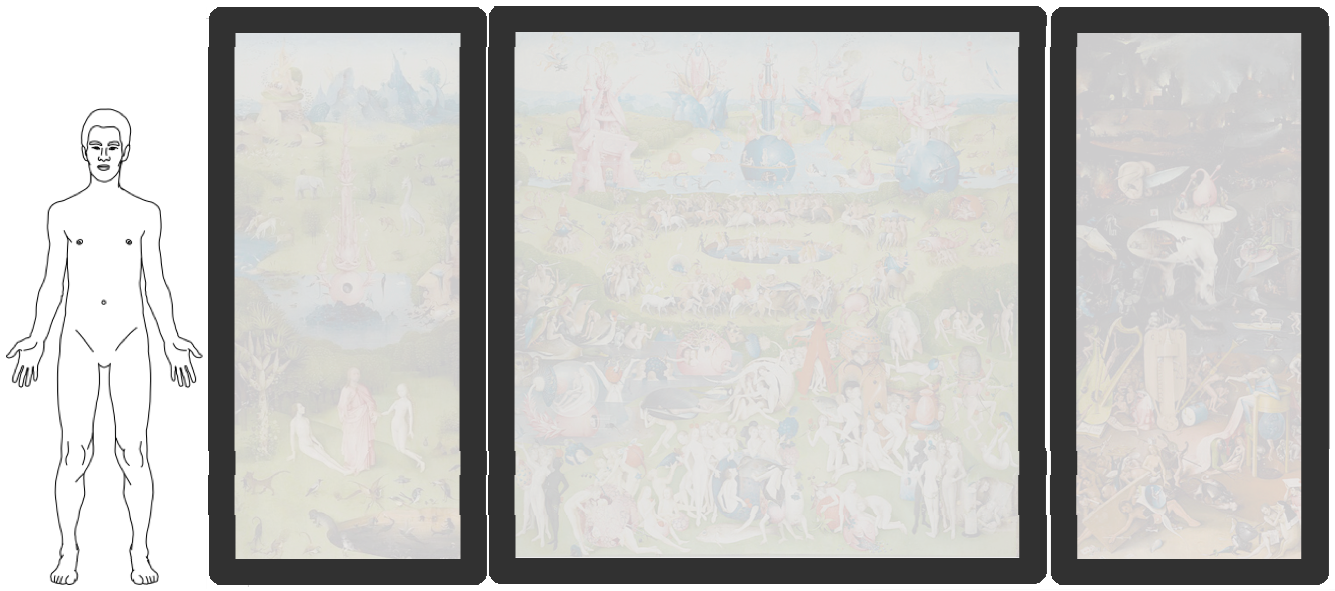
Comparaison indicative de tailles entre un homme de stature moyenne (178 cm) et le triptyque ouvert (220 cm × 386 cm, cadre compris).

Le Jardin des délices se présente sous la forme d'un triptyque réalisé sur bois peint à l'huile. Il mesure 220 cm de haut, et, quand il est ouvert, sa largeur totale est de 386 cm. Son panneau central est pratiquement carré (220 cm × 195 cm),. Ses panneaux latéraux sont donc rectangulaires et de dimensions identiques (220 cm × 97 cm chacun). L'œuvre est présentée dans un cadre de bois peint en noir et rehaussé de deux liserés dorés (un intérieur et un extérieur) ; il est large de 15 cm.

### Volets fermés

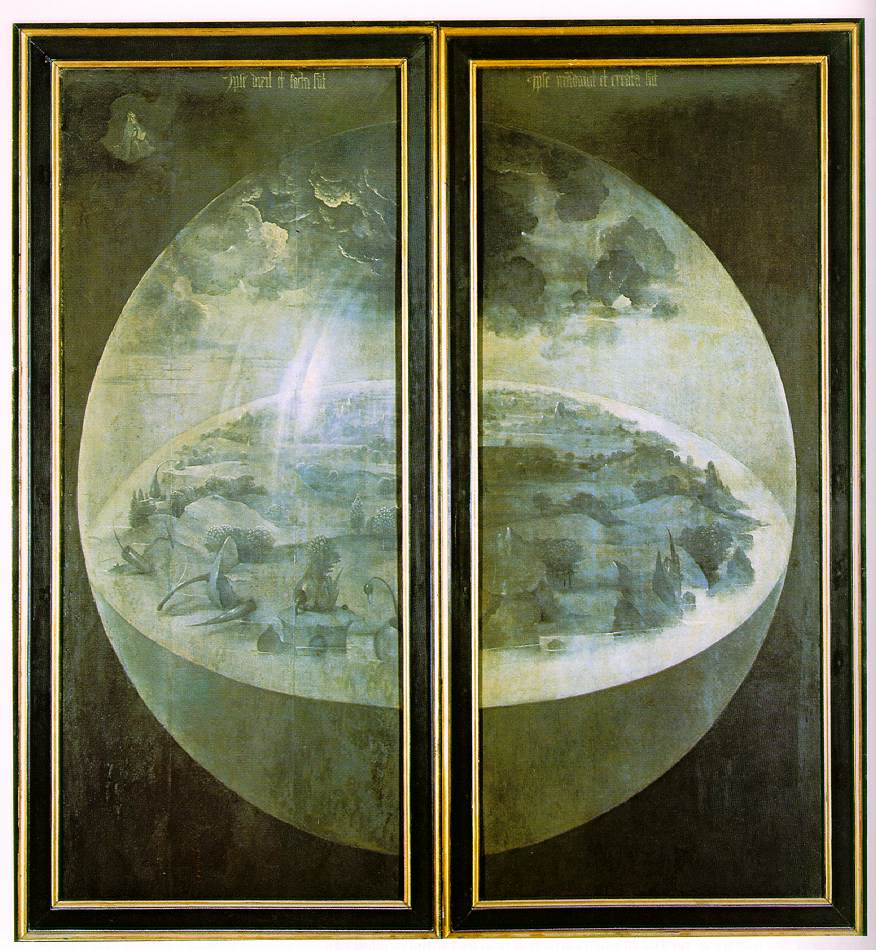
La Création du monde de Jérôme Bosch.

L'ensemble de la production portée sur les volets fermés est peint en grisaille (nuances de gris). L'arrière-plan est fait d'un gris anthracite presque uniforme composé d'un très léger camaïeu sur la diagonale descendante, allant d'une très faible clarté dans le coin supérieur gauche où se trouve Dieu à un gris anthracite tirant au noir dans le coin inférieur droit.
La quasi-totalité de sa surface laisse voir un globe transparent dont on perçoit les parois grâce à des reflets de lumière dans sa partie gauche. Ce globe contient une espèce d'île qui comprend une grande plaine surmontée de collines et comporte quelques arbres : il s'agit de la Terre représentée sous la forme d'un disque. Au-dessus d'elle, le ciel est chargé de nuages noirs. Dessous, le globe est empli d'une eau représentée par un gris assez uniforme et plus profond.
En dehors de la sphère, dans l'angle supérieur gauche de la représentation, un minuscule personnage se tient assis, un livre à la main. Lui aussi est peint en grisaille. On comprend qu'il s'agit de Dieu ayant créé le monde.
À côté de lui, en haut du tableau, une phrase est écrite en fines lettres gothiques dorées : « Ipse dixit et facta sunt », sur le volet gauche, et « Ipse mandavit et creata sunt », sur le volet droit. Cette citation correspond au psaume 33,9 : « Car Il dit et la chose arrive ; Il ordonne et elle existe,. »

### Volets ouverts

#### Panneau de gauche,Le Paradis, la création d'Ève, sa présentation à Adam et leur union.

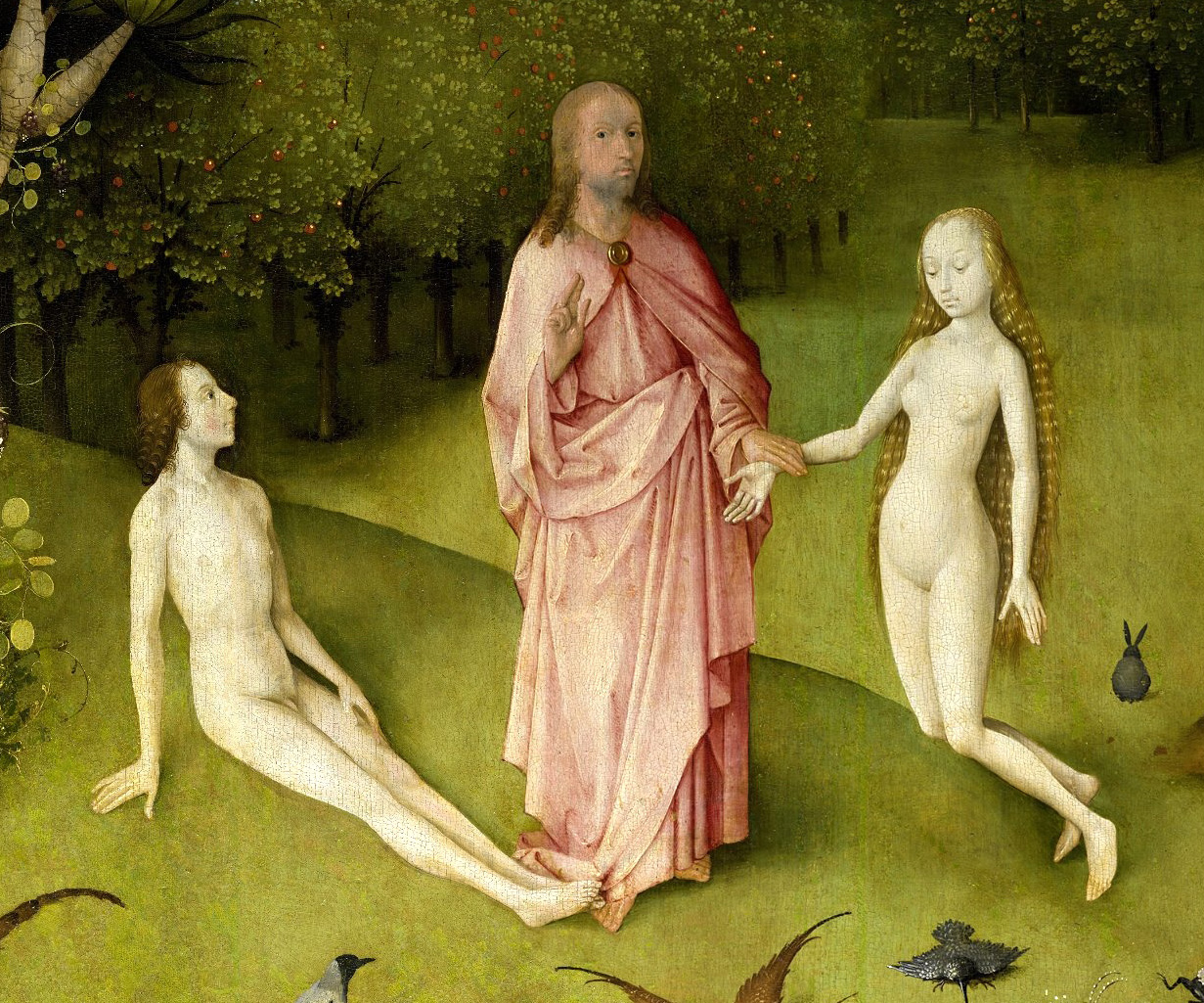
Détail du panneau de gauche où Dieu unit Ève et Adam, thème directeur du panneau mais aussi du triptyque entier.

Le panneau représente une scène campagnarde en trois plans. Le premier d'entre eux correspond au tiers inférieur du panneau. Il expose le thème principal de la scène, la présentation d'Ève et son union avec Adam célébrée par Dieu. Il présente trois personnages : un homme nu (Adam), assis dans l'herbe ; une femme (Ève), également nue, agenouillée et tournée vers lui ; et, entre eux, fixant le spectateur, une représentation personnifiée de Dieu sous les traits de Jésus. De sa main gauche, ce dernier tient le poignet droit d'Ève, semblant attirer la jeune femme vers Adam, tandis que sa main droite fait un geste de bénédiction. Il est barbu et vêtu d'une longue robe rose clair. De par leur clarté, la carnation des trois personnages et la robe du Christ contrastent avec le vert de la végétation qui les entoure ; de même, leur place dans la composition du tableau les met efficacement en évidence. À gauche d'Adam se dresse un arbre exotique que les recherches ont identifié de par la forme caractéristique de son tronc comme un dragonnier des Canaries. Les chercheurs en histoire de l'art l'associent à l'arbre de vie. À leurs pieds, au premier plan, une série d'animaux s'extraient d'une cavité remplie d'eau : se côtoient alors, dans une proportion à peu près égale, des animaux chimériques et réels.
Derrière eux, au second plan, un lac se déploie sur toute la largeur du tiers médian du panneau. En son centre s'élève une fontaine à la construction très organique et toute de rose peinte. Les chercheurs la rapprochent de « la fontaine de la Connaissance ». Elle se situe exactement au centre du panneau. À sa droite, apparaît l'arbre de la connaissance du bien et du mal dont les branches portent des fruits et autour duquel s'enlace le serpent,. Au pied de cet arbre, se trouve un rocher évoquant un visage humain. Dans cette partie du tableau cohabite toute une faune composée d'animaux réels mais dont certains sont exotiques en Europe, et d'espèces fabuleuses : vache, cygne et lapin ; éléphant et girafe ; lézard à trois têtes évoquant l'hydre de Lerne et licorne.
Le tiers supérieur du panneau forme l'arrière-plan : une chaîne de montagnes bleutées se détache sur une étroite bande de ciel bleu clair nuancé dans lequel volent quelques groupes d'oiseaux.

#### Panneau central,L'Humanité avant le déluge.

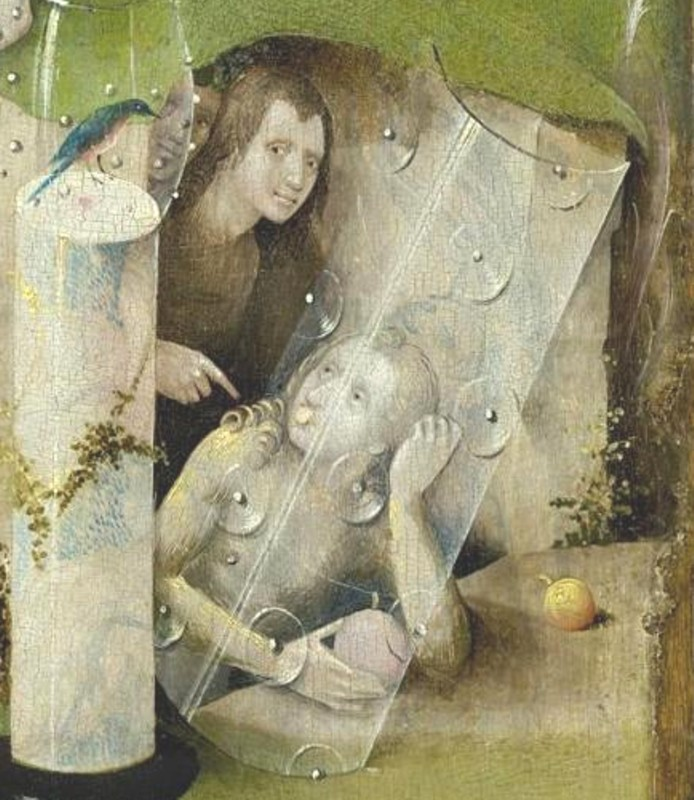
Adam et Ève se trouvent également dans le panneau central (détail).

Il est difficile pour l'œil de discerner tous les motifs dans le panneau central tant abondent les détails : une multitude de personnages, dévorant de gigantesques fruits, côtoient un grand nombre d'animaux dans un décor verdoyant où se déploient points d'eau et tours-montagnes. Ce panneau est également divisé en trois plans horizontaux sensiblement équivalents de telle manière qu'ils prolongent ceux du panneau de gauche.
Au premier plan, plus de 120 personnages nus sont représentés, qu'ils soient hommes ou femmes, de peau blanche ou noire. Ils se mêlent selon des poses impudiques et charnelles au cours de conversations, de festins autour de fruits énormes (cerises, mûres et arbouses) ou de danses folles. Renou décrit ainsi la scène comme un « enchevêtrement » de corps, où l'acte sexuel est fortement sous-entendu et omniprésent même s'il n'est jamais clairement représenté. En bas à droite, un couple accompagné d'une troisième personne dont on n'aperçoit que le visage occupe une grotte : les chercheurs les ont identifiés à Adam, Ève et Noé. À leur gauche, les autres personnages semblent avoir pour habitat des tentes que certains occupent encore. Les chercheurs en concluent qu'il s'agit de la descendance du couple originel ayant pu acquérir une vie un peu plus confortable que ses aïeux.
Au deuxième plan, une autre multitude d'hommes forme une ronde autour d'un large bassin dans lequel évoluent quelques baigneuses. Ces hommes chevauchent autant d'animaux dont certains sont chimériques tel ce cheval à tête de chat et portant une corne sur le front. Sur la rive gauche, un groupe d'hommes assis, dont quelques-uns sont tonsurés à la manière des moines, entoure une immense fraise dont ils semblent se délecter.
Enfin, au dernier plan, quatre fleuves, dont chacun prend sa source sur une éminence à la fois montagne et construction de couleur bleu ou rouge, convergent en un point d'eau au centre duquel s'élève également une nouvelle éminence. Ici, les humains deviennent très rares : ils laissent peu à peu la place à des êtres plus fantastiques et disparaissent totalement dans l'espace de l'étroite bande de ciel où ne se trouvent que des oiseaux, des anges ou des êtres hybrides (griffon ou poisson volant).

#### Panneau de droite,L'Enfer.
Le panneau de droite offre un grand contraste chromatique avec les deux autres panneaux : là où le vert de la nature dominait, une majorité de couleurs chaudes (brun, ocre) et le noir s'imposent maintenant. De fait, le panneau est construit chromatiquement par une opposition entre les couleurs froides des personnages (carnation, vêtements) et un fond de couleurs chaudes (sol, obscurité, feu...).

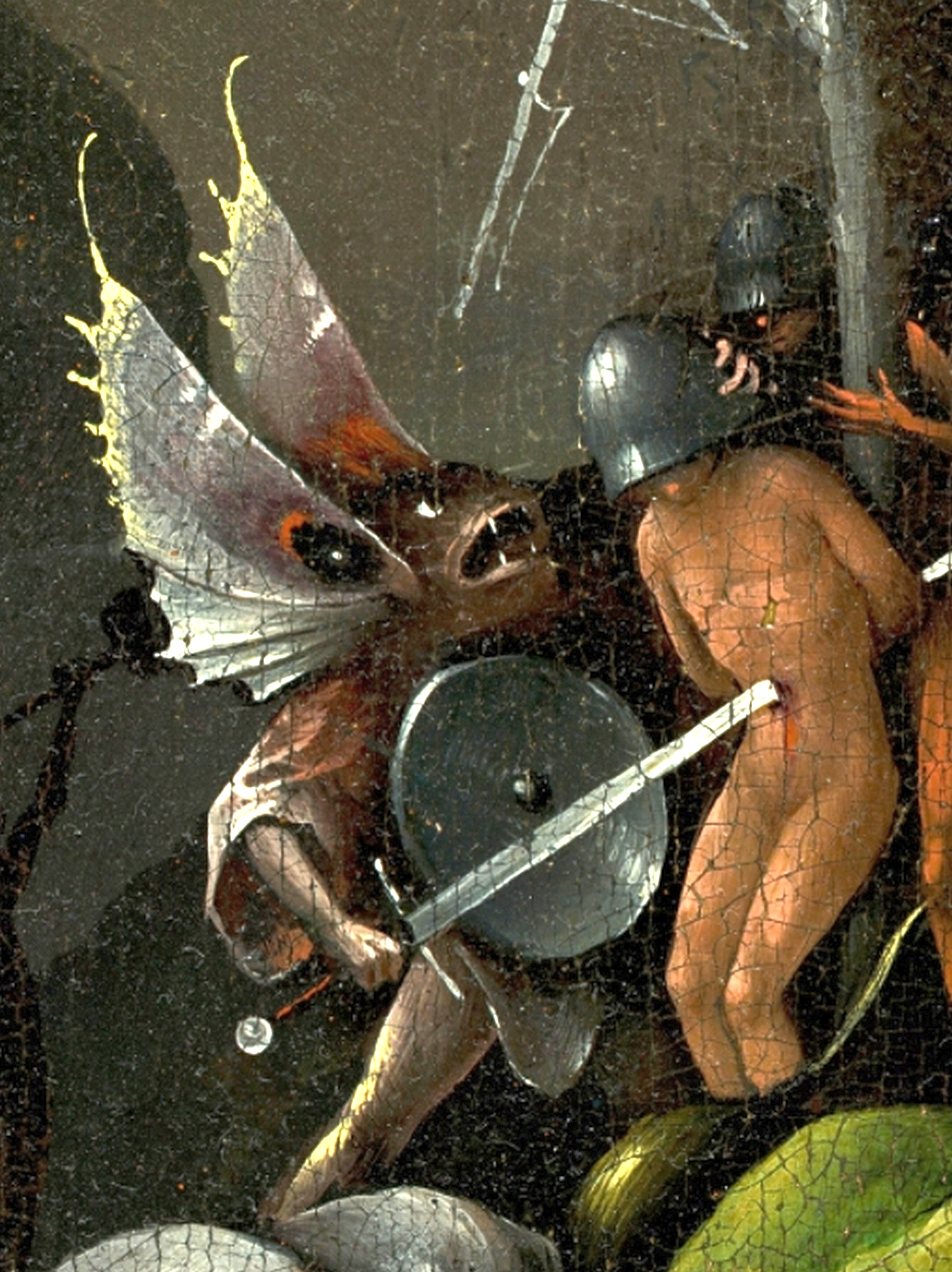
En cohérence avec la vision traditionnelle, l'Enfer de Bosch est animé par des êtres monstrueux et agressifs (détail du panneau de droite).

Quant à la structure de l'œuvre, le panneau est divisé horizontalement en trois parties mais ces dernières ne prolongent pas celles du panneau central. Ici, ces divisions apparaissent grâce à des différences narratives : « la dénonciation de certains vices du monde » dans le tiers inférieur du panneau, « les tortures physiques » dans son tiers central et l'« apocalypse » dans son tiers supérieur. Ici, et contrairement aux panneaux de gauche et central, les divisions ne correspondent donc plus à des différences de profondeur de champ : cela produit une grande confusion visuelle, à tel point que l'historien de l'art Stefan Fischer qualifie la composition de « chaotique ».
Dans le tiers inférieur du panneau, de nombreux personnages subissent des tortures infligées par des êtres hybrides, composés d'un corps humain surmonté d'une tête d'animal (lapin, oiseau notamment). Le plus visible de ces êtres est un personnage à tête d'oiseau assis sur une chaise percée, dévorant un humain et en déféquant d'autres. Les scènes de torture se déroulent par l'intermédiaire d'instruments de musique (vielle à roue, harpe, cithare, flûte, tambour, trompette et cornemuse), au point que le panneau a pu être décrit comme « l'enfer des musiciens »,. D'autres objets sont également représentés, puisque, au tout premier plan, des supports de jeux s'éparpillent aux pieds de damnés : cartes, trictrac (ancêtre du backgammon) ou dés.
Dans le tiers central, les personnages nus subissent des supplices. Contrairement aux représentations traditionnelles d'alors où le feu domine, le froid s'impose : l'eau d'un lac est gelée, et des personnages nus y patinent. Dans cette scène, deux éléments se détachent particulièrement : une lame de couteau enchâssée entre deux oreilles, figure que d'aucuns ont rapproché, de par leurs formes, à une verge en érection et ses deux testicules ; et d'autre part, regardant le spectateur, un personnage sans bassin ni jambes, dont le buste évidé contient des personnages ripaillant, et dont les bras, semblant des troncs d'arbre, lui servent à se tenir debout, les mains enchâssées dans deux barques. Cette figure est appelée « l'Homme-arbre » : par sa taille relative aux autres personnages, mais aussi parce qu'elle prend le spectateur à témoin en le regardant et enfin parce qu'elle se situe dans le centre géographique de l'œuvre, cette figure constitue une base autour de laquelle l'œil peut se repérer dans l'œuvre ; elle est donc essentielle à la compréhension de la structure de cette dernière.
Enfin, dans le tiers supérieur, sur un fond chromatique très sombre, les personnages sont beaucoup plus réduits, et sont donc difficilement identifiables : appartenant à des groupes importants, ils sont indifférenciés. Ici, le noir domine qui dépeint une ville en flammes plongée dans l'obscurité.

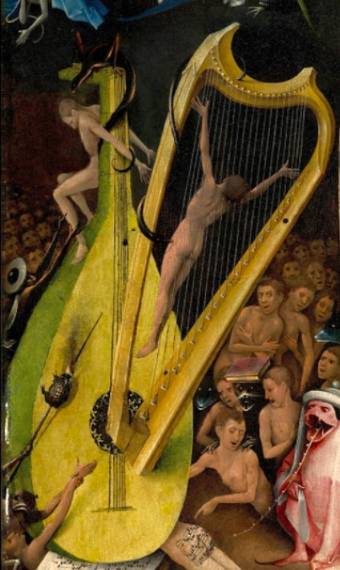
Scène de crucifiements sur une cithare et une harpe.
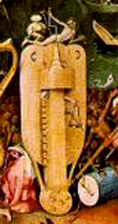
Un damné est enfermé dans une vielle à roue qu'actionne un autre personnage.
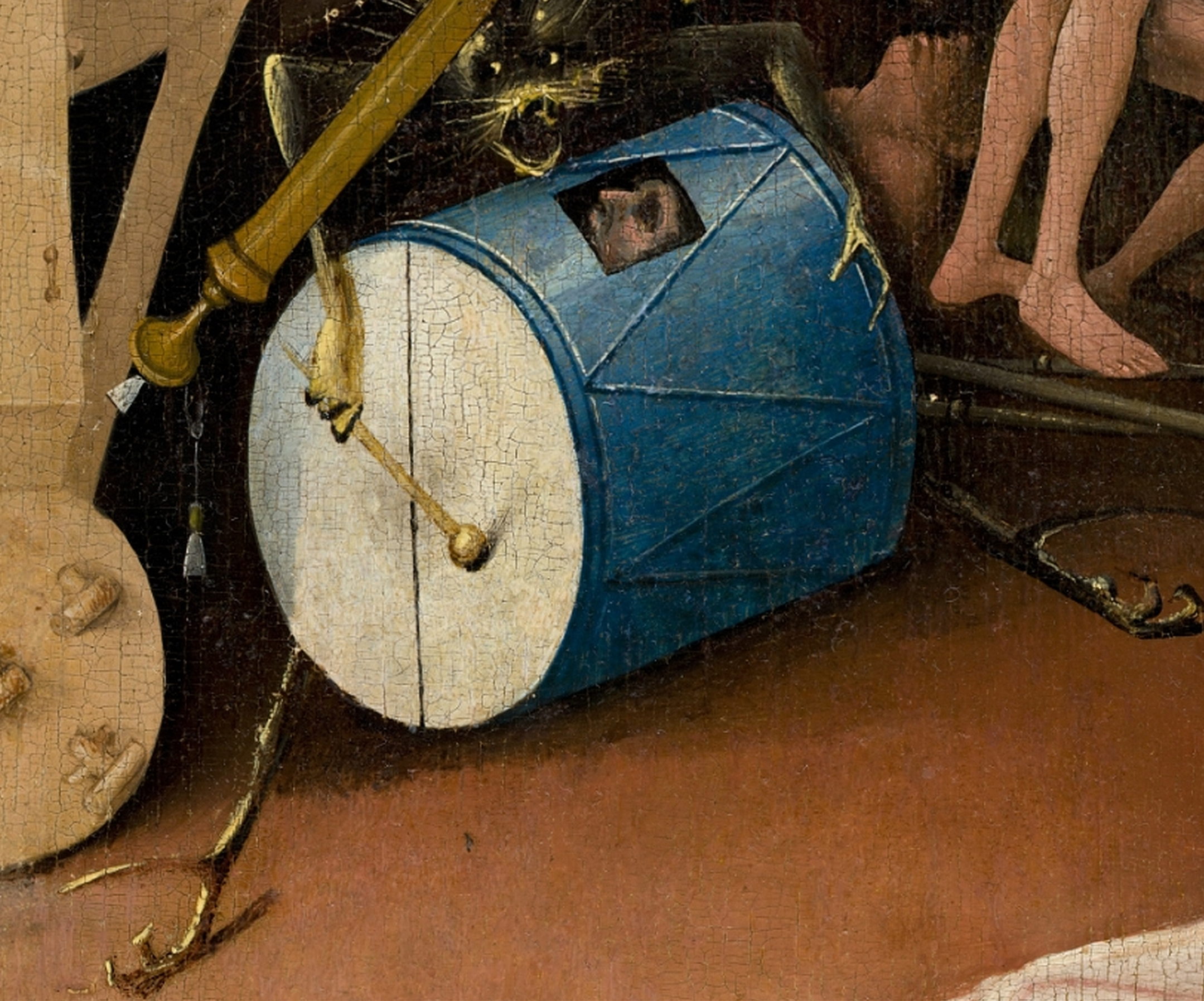
Un personnage est enfermé dans ce tambour qu'utilise un être hybride.
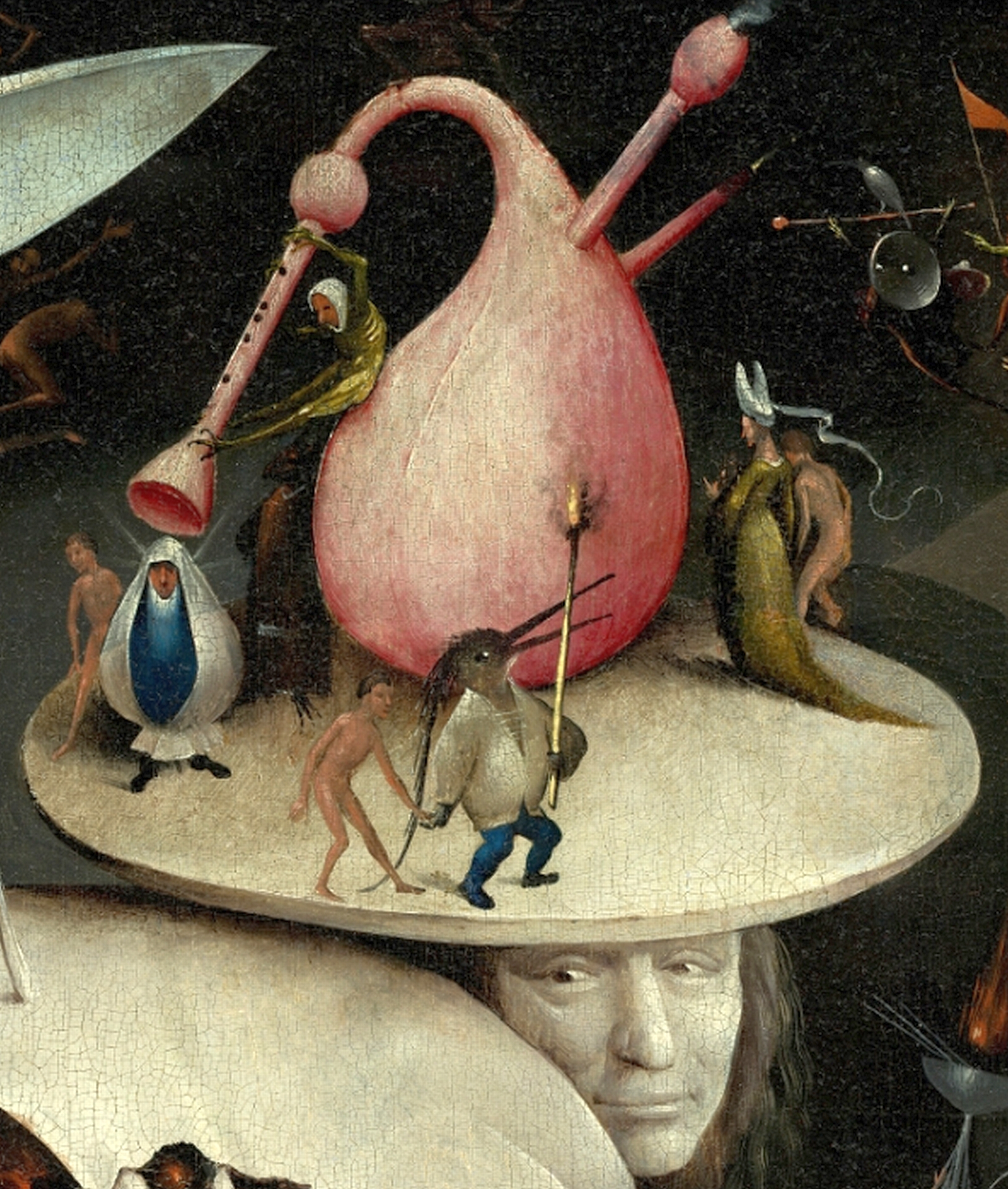
Le pavillon du tuyau mélodique d'une cornemuse en action englobe la tête d'une femme.
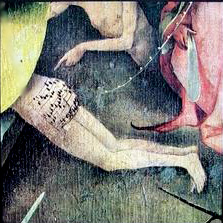
Une partition est tatouée à même les fesses d'un personnage.

## Historique de l'œuvre

### Attribution et datation

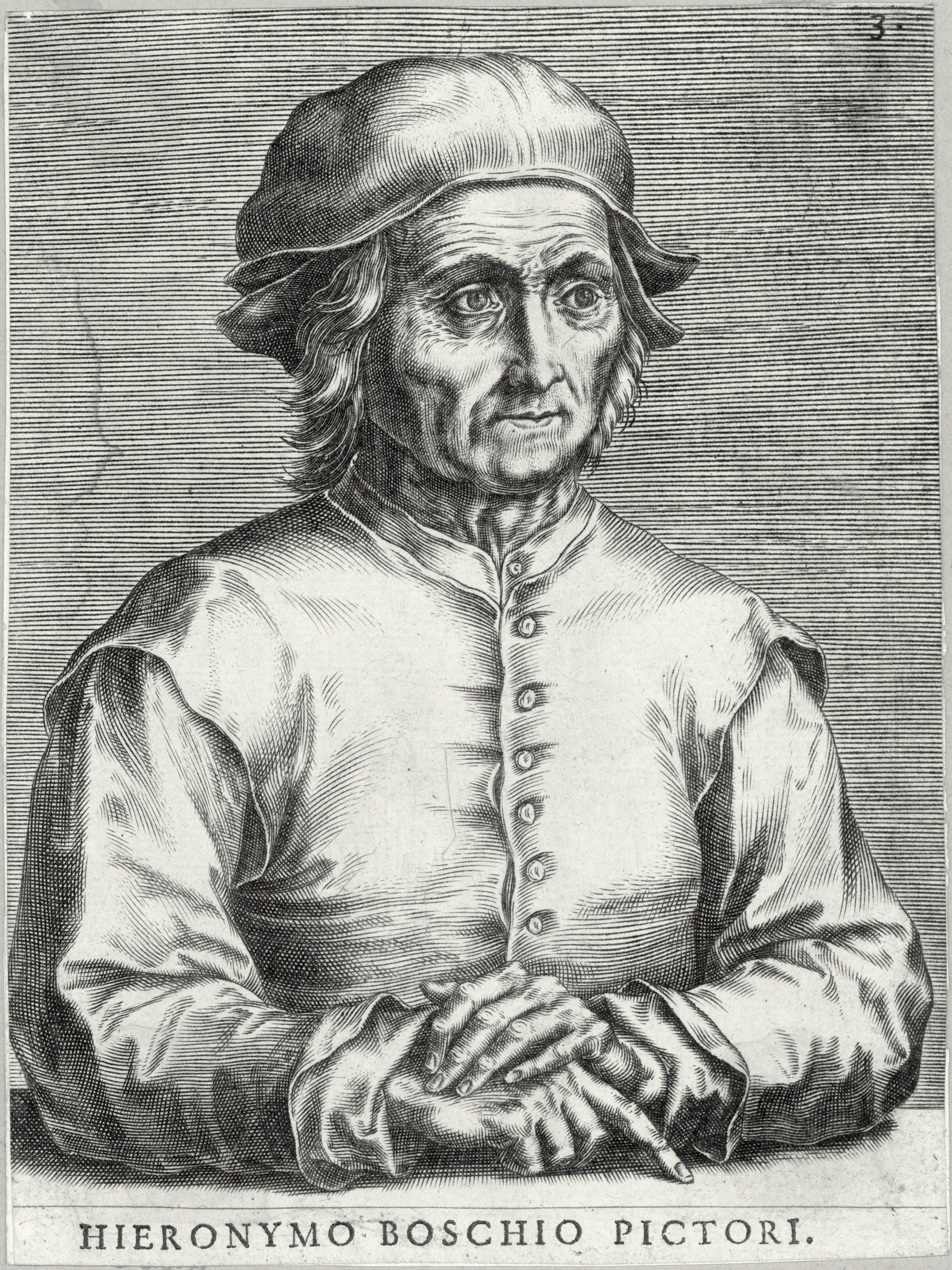
Portrait de 1572 de Jérôme Bosch par Cornelis Cort.

Le Jardin des délices est une œuvre difficile à attribuer avec une parfaite certitude et à dater avec précision. En effet, les historiens de l'art et les chercheurs se trouvent confrontés à plusieurs obstacles. Premier obstacle, l'œuvre ne comporte pas de signature. Néanmoins, celle-ci n'aurait pas constitué une preuve définitive de la main ayant créé l'œuvre puisqu'il est avéré que certaines productions signées de Bosch n'ont en fait pas été exécutées par lui mais par des membres de son atelier,. Autre obstacle, les études dendrochronologiques portant sur le bois qui constitue les trois panneaux montrent que celui-ci remonterait à 1458, soit plusieurs dizaines d'années avant que l'œuvre puisse être réalisée, Jérôme Bosch étant né en 1450,. Cela conduit à ce constat paradoxal : au vu de la date d'abattage de l'arbre, et même en tenant compte du temps de séchage, le triptyque pourrait tout aussi bien être une œuvre de jeunesse, alors qu'il est plutôt décrit comme une œuvre de maturité du peintre. Enfin, dernier obstacle, Le Jardin des délices n'est pas directement documenté : à ce jour, les recherches n'ont permis de retrouver ni commande écrite, ni facture. A contrario, après le succès du Jardin des délices et l'accession de Jérôme Bosch à une certaine renommée, les œuvres suivantes seront signées. De fait, le premier document évoquant le triptyque ne date que d'un an après la mort du peintre.
Il en découle que si l'attribution du Jardin des délices à Jérôme Bosch fait l'unanimité parmi la communauté scientifique,, elle ne peut être confirmée que par des preuves indirectes. Ainsi, les chercheurs s'appuient sur une œuvre connue et documentée, Le Jugement Dernier, qu'ils utilisent comme base de comparaison : une thématique complémentaire ; une inspiration commune très forte, notamment dans les personnages monstrueux qu'il imagine et qu'un observateur décrit comme « souvent superposables » d'un tableau à l'autre ; ou une technique très proche, notamment dans le rendu des personnages et le choix des couleurs. Par ailleurs, les chercheurs s'appuient sur des témoignages de visiteurs de l'époque, dont le plus ancien est celui d'Antonio de Beatis, secrétaire du cardinal Louis d'Aragon, et qui, dans son récit de voyage, décrit Le Jardin des délices lors de sa visite du palais de Nassau à Bruxelles en 1517, ce qui permet d'établir un lien entre l'œuvre, le peintre et la cour de Nassau.
Quant à la chronologie de création de l'œuvre, il est possible de l'estimer entre les années 1480 et 1505. Cette grande variation des datations estimées par les chercheurs s'explique par la faiblesse de la documentation.
Ainsi, au plus tôt, elle aurait été créée dès les années 1480 selon Bernard Vermet qui s'appuie sur les études dendrochronologiques et l'analyse stylistique. Néanmoins, cette conclusion est critiquée par de nombreux chercheurs,. Leur argument principal est que le résultat de l'étude dendrochronologique ne constitue qu'un terminus post quem d'utilisation du support : en effet, parmi les œuvres contemporaines de Bosch, il arrive que la mise en œuvre effective du support soit chronologiquement très éloignée de sa fabrication. De plus, certains rétorquent à Vermet que l'absence de tout témoignage ou réaction (artistique ou autre) avant celui de De Beatis en 1517 est significatif pour une œuvre pourtant si riche et radicale. En outre, il apparaît que Bosch s'est fortement inspiré de certaines gravures de La Chronique de Nuremberg écrite par Hartmann Schedel, illustrée par Michael Wolgemut et Wilhelm Pleydenwurff, qui date de 1493. Il est donc possible de dater la création du Jardin des délices, en tenant compte du temps de diffusion de la Chronique jusqu'à Bois-le-Duc, à partir de 1494.
Cependant, des recherches récentes indiquent qu'au plus tard, l'œuvre ne peut avoir été créée après 1505 : les historiens de l'art, à la suite des recherches du généalogiste Xavier Duquenne dans la revue L'intermédiaire des généalogistes, s'accordent en effet à dire que le triptyque ne peut avoir été peint après 1505 du fait de la mort à cette date d'un des donateurs de Bosch.
De fait, les années entourant 1500 semblent être des années charnières en ce qui concerne cette création. Ainsi, d'après des analyses thématiques et de leur mise en œuvre, Le Jardin des délices daterait d'après 1500, le peintre y démontrant l'étendue et la maturité de sa production. Néanmoins, certains chercheurs rejettent cette dernière datation pour l'estimer plus précoce, le style boschéen ayant évolué dès avant cette date.
Dans ses recherches de 2015, l'historien de l'art Reindert Falkenburg situe la création de l'œuvre vers 1498-1499. Pour cela, il s'appuie notamment sur le fait que Jérôme Bosch quitte Bois-le-Duc en mai 1498 pour une destination qui n'est pas formellement connue mais que le chercheur situe à Bruxelles. Or, le fait que le peintre donne procuration à un certain Johannes Greven pour la gestion de ses biens indique qu'il part pour une longue durée, soit le temps pour lui de créer Le Jardin des délices[source secondaire souhaitée].
Néanmoins, s'attachant particulièrement au thème central du premier volet, la présentation d'Ève à Adam par Dieu, les chercheurs pensent volontiers que le triptyque a été créé à l'occasion d'un mariage et, pourquoi pas, celui de son commanditaire. Il s'agit de la thèse la plus souvent défendue par les chercheurs en histoire de l'art et il n'est guère que Reindert Falkenburg pour la réfuter. Deux possibilités émergent donc : le triptyque a pu être réalisé en 1496 à l'occasion du mariage de Philippe le Beau avec Jeanne la Folle, ce que retient notamment l'historien de l'art Erwin Pokorny ; ou bien il a été créé lors du mariage d'Henri III de Nassau-Breda en 1503, date vers laquelle penche une majorité de chercheurs,. En tout état de cause, il semble bien que pour connaître la date de création du Jardin des délices, il faut connaître avec exactitude l'identité de son commanditaire.

### Titre

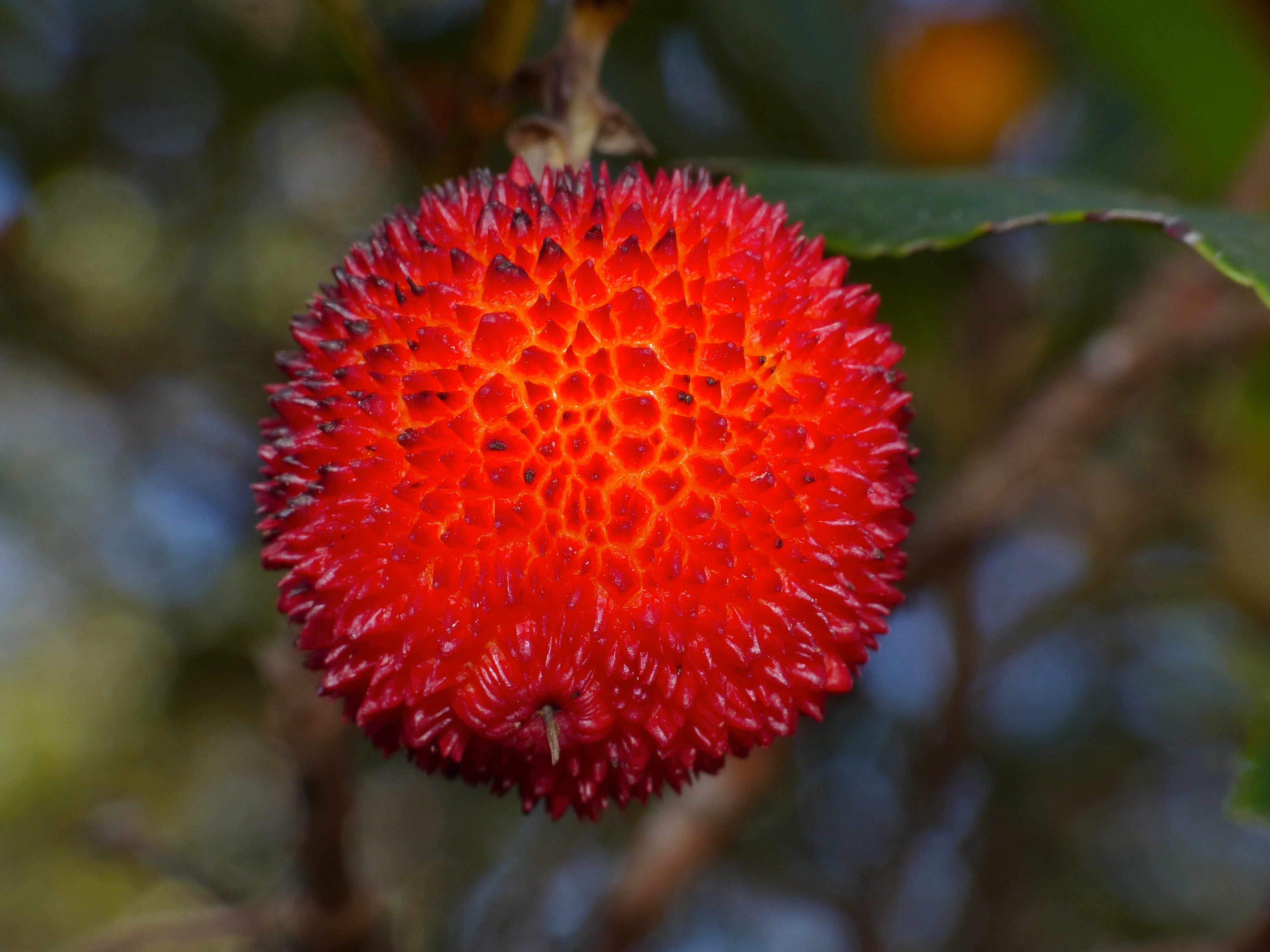
La répétition du motif de l'arbouse a pu, par le passé, donner son titre à l'œuvre.

De nos jours, le titre donné au triptyque, Le Jardin des délices, est très largement partagé dans les pays occidentaux, si ce n'est dans le reste du monde.
Les chercheurs ignorent quel était le titre initial de l'œuvre et même si celle-ci en possédait un. De fait, la première mention de titre donnée à l'œuvre n'apparaît que près d'un siècle après sa création. À partir de là, l'œuvre est nommée en fonction du motif frappant de l'arbouse (qui apparaît à plusieurs reprises et à différentes tailles sur le tableau) ainsi que de son contenu (l'idée de description du monde). Ainsi, en 1593, lors d'un inventaire des objets appartenant au palais de L'Escurial, le triptyque apparaît comme « un panneau peint sur la diversité du monde », référence qui est complétée dans le même document par « peinture de l'arbousier ». Dans le même ordre d'idées, José de Sigüenza le considère, quelques années plus tard, en 1605, comme un « panneau de la vanité et de la brève jouissance des arbouses ou de l'arbousier ». Dans les mêmes années, le triptyque est également nommé selon un point de vue plus biblique : « Comme il en était aux jours de Noé » dans la description d'achat du tableau par l'archiduc Ernest d'Autriche en 1595 ; puis « L'humanité corrompue avant le Déluge » selon un inventaire des propriétés de son héritier réalisé en 1621.
Finalement, ce n'est que récemment que le titre Le Jardin des délices semble s'être fixé puisqu'il n'apparaît dans les différentes publications que depuis la fin du XIXe siècle, début du XXe siècle,. Leur lecture et leur interprétation de l'œuvre ont pu conduire certains chercheurs à la renommer d'autorité, tel Wilhelm Fraenger qui, en 1947, l'appelle Le Royaume millénaire (en allemand : Das Tausendjährige Reich) mais sans réussir à imposer ce titre.

### Commanditaire et propriétaires successifs
Le Jardin des délices n'est pas documenté quant aux conditions de sa création. Il en résulte que l'identité de son commanditaire exact demeure sujette à controverses.
Les moyens dont les chercheurs disposent pour répondre à cette question ne sont donc constitués que d'indices indirects. Premier indice, le triptyque apparaît comme une œuvre profane destinée à un propriétaire privé. Deuxième indice, il apparaît que le triptyque entre dans la tradition du speculum nuptiarum, c'est-à-dire du « miroir nuptial », tableau que le couple reçoit à l'occasion de son mariage et dont le but est d'enseigner les écueils à éviter pour un mariage réussi. Cette affirmation s'appuie sur le thème même de l'œuvre, à savoir le mariage symbolique d'Adam et Ève sur le panneau de gauche, ainsi que sur les attitudes et comportements des personnages du panneau du milieu qu'il est possible d'interpréter comme la présentation aux mariés des péchés auxquels ils pourraient succomber. En outre, autre indice, une telle réalisation ne peut être faite que dans un cadre princier. Enfin, dernier indice, le témoignage d'Antonio de Beatis, visitant le palais de Nassau en 1517, atteste la présence de l'œuvre parmi les possessions de la maison de Nassau, c'est-à-dire en l'occurrence Henri III de Nassau.
De ce faisceau d'indices, trois commanditaires possibles émergent particulièrement : d'un côté Engelbert II de Nassau (dont le mariage a lieu en 1462) et Henri III de Nassau-Breda (dont le mariage a lieu en 1503) et, de l'autre, Philippe le Beau (dont le mariage a lieu en 1496). Engelbert II de Nassau (1451-1504) est membre de la Maison de Nassau. Il est comte de Nassau entre 1473 et 1504. N'ayant pas d'enfant, c'est son neveu, Henri III de Nassau-Breda, qui lui succède jusqu'à sa mort en 1538. Quant à Philippe le Beau, il est duc de Bourgogne et fils héritier de l'empereur Maximilien Ier d'Autriche, mais il meurt avant son père en 1506. Par ailleurs, il n'y a pas de lien d'héritage entre la Maison de Nassau et lui.
L'hypothèse Henri III de Nassau est la plus anciennement admise parmi la communauté scientifique car elle constitue l'explication la plus simple et bénéficie des indications les plus évidentes. En premier lieu, il est avéré que le triptyque faisait partie des possessions d'Henri III comme l'atteste le témoignage de Beatis en 1517. Par ailleurs, d'après Frédéric Elsig, l'œuvre aurait été créée comme en écho au triptyque du Jugement dernier de Vienne dont Philippe le Beau est le commanditaire,. Enfin, il apparaît que Bosch et Henri III entretiennent une grande proximité intellectuelle voire amicale, à tel point que Frédéric Elsig assure que l'œuvre doit aussi, dans une certaine proportion, sa paternité à Henri III. Et en effet, l'œuvre cadre parfaitement avec les schémas intellectuels et moraux d'Henri III.
Néanmoins, une nouvelle hypothèse est réapparue plus récemment à la suite des travaux de Bernard Vermet. En effet, selon lui, les études dendrochronologiques réalisées sur les panneaux de bois servant de support au triptyque confirment les affirmations de Ludwig von Baldass datant du début du XXe siècle : Le Jardin des délices aurait été réalisé avant 1480, permettant ainsi de le rattacher au mariage d'Engelbert II de Nassau avec Cymburge de Bade. Mais cette datation conduirait à devoir considérer Le Jardin des délices comme une œuvre de jeunesse,. Or cette hypothèse reste majoritairement rejetée par les chercheurs car le triptyque semble au contraire être une œuvre de maturité : il présente en effet des qualités techniques et une composition qui le rattachent plutôt aux années 1490-1500. Le travail récent conduit par Reindert Falkenburg veut confirmer Engelbert II de Nassau comme commanditaire de l'œuvre mais de façon plus tardive, vers 1498-99 : Engelbert aurait alors commandé Le Jardin des délices au bénéfice de son neveu Henri dont il souhaite faire son héritier et afin de le former intellectuellement à sa future charge princière. Le chercheur considère qu'Henri est alors trop jeune pour posséder les connaissances artistiques et intellectuelles nécessaires à la commande d'une telle œuvre. Il s'agit d'une datation et d'une attribution avec lesquelles s'accorde Pilar Maroto, cheffe du département de la peinture flamande, de l'école du Nord et de la peinture espagnole au musée du Prado.
Enfin, l'historien de l'art Erwin Pokorny soutient une hypothèse qui envisage comme commanditaire Philippe le Beau dont le mariage a lieu en 1496. Elle est compatible avec les considérations d'évolution artistique du peintre et est étayée par le fait que Philippe le Beau sera commanditaire du triptyque du Jugement dernier vers 1504-1506. Mais elle se heurte à un problème de possession : comment une œuvre possédée par Philippe le Beau a-t-elle pu se retrouver parmi celles possédées par Henri III de Nassau comme en témoigne Antonio de Beatis en 1517 ? Certes il est avéré que Philippe le Beau a offert des tableaux, tel celui représentant Marie Madeleine et signé Jérôme Bosch à Isabelle de Castille en 1502 mais il n'existe de nos jours aucun document témoignant d'une transmission du Jardin des délices de Philippe le Beau à Henri III.
Toutes ces objections font que l'hypothèse Henri III reste la plus communément admise par l'ensemble des chercheurs, tels les historiens de l'art Stefan Fischer, Frédéric Elsig ou Hans Belting pour ne citer qu'eux.

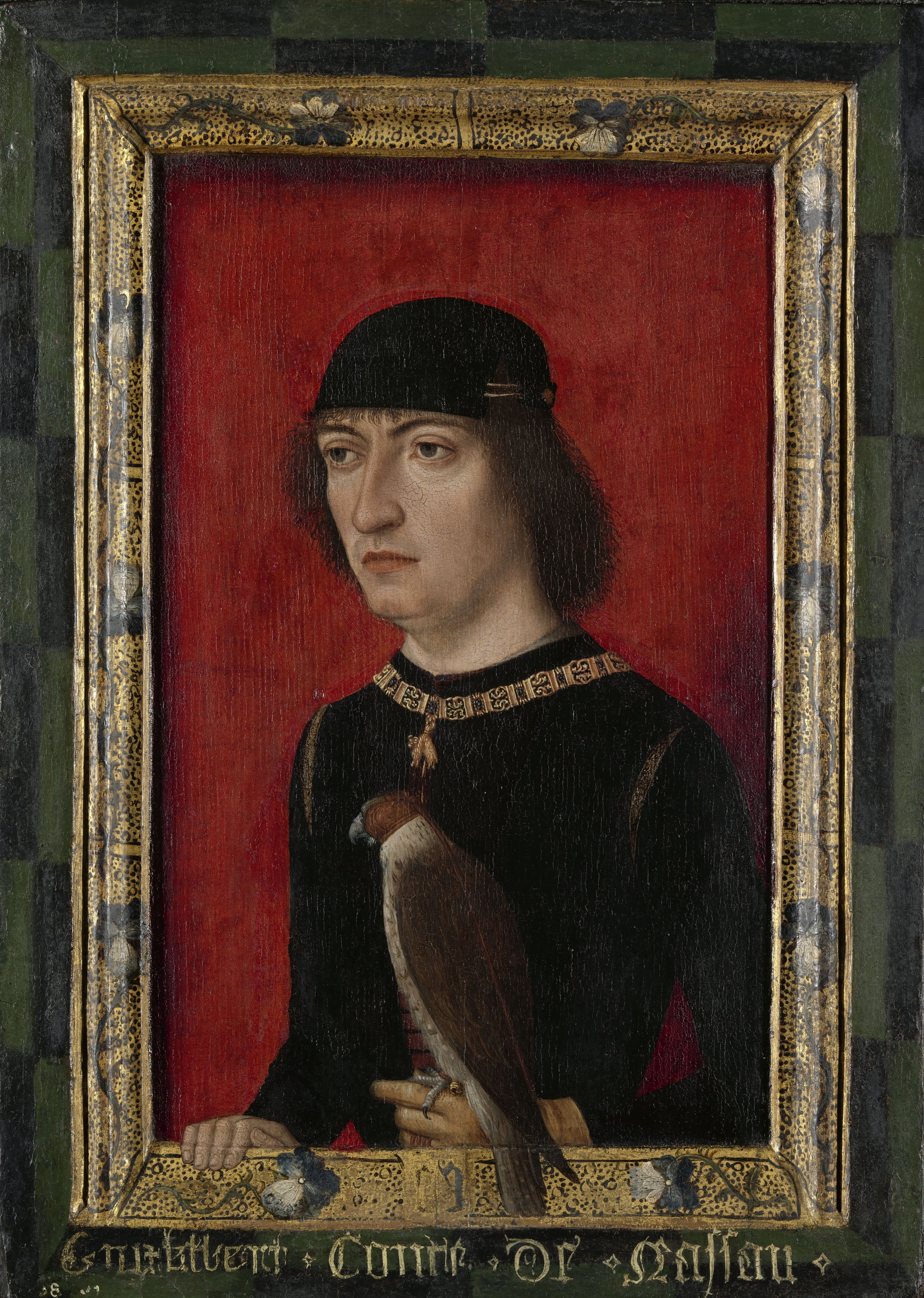
Hypothèse moyenne : Engelbert II de Nassau à l'occasion de son mariage en 1468 (l'œuvre est alors datée des années 1480) ou en faveur de son neveu Henri (l'œuvre est alors datée de la fin des années 1490). (Maître des Portraits princiers, 1487, Amsterdam, Rijksmuseum.)
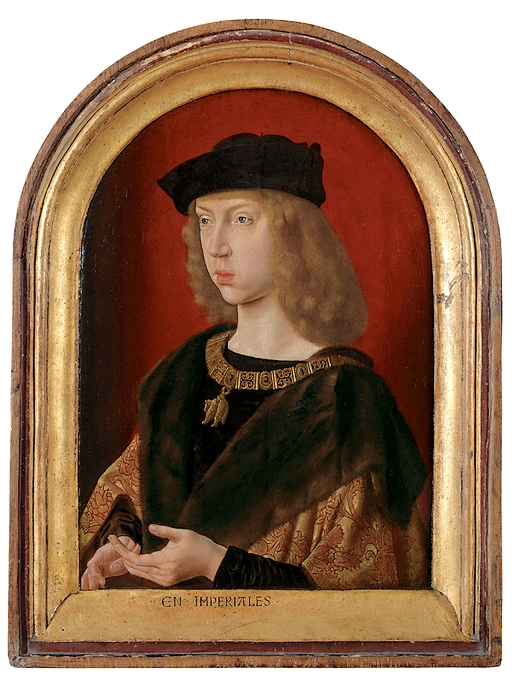
Hypothèse basse à moyenne : Philippe le Beau, dont le mariage a lieu en 1496. (Maître de Saint Gilles, vers 1490, Suisse, Winterthour, Musée Oskar Reinhart « Am Römerholz ».)
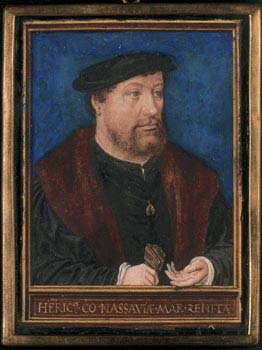
Hypothèse haute, la plus anciennement et couramment admise : le général Henri III de Nassau-Breda, dont le mariage a lieu en 1503. (Portrait contemporain réalisé par Bernard van Orley.)

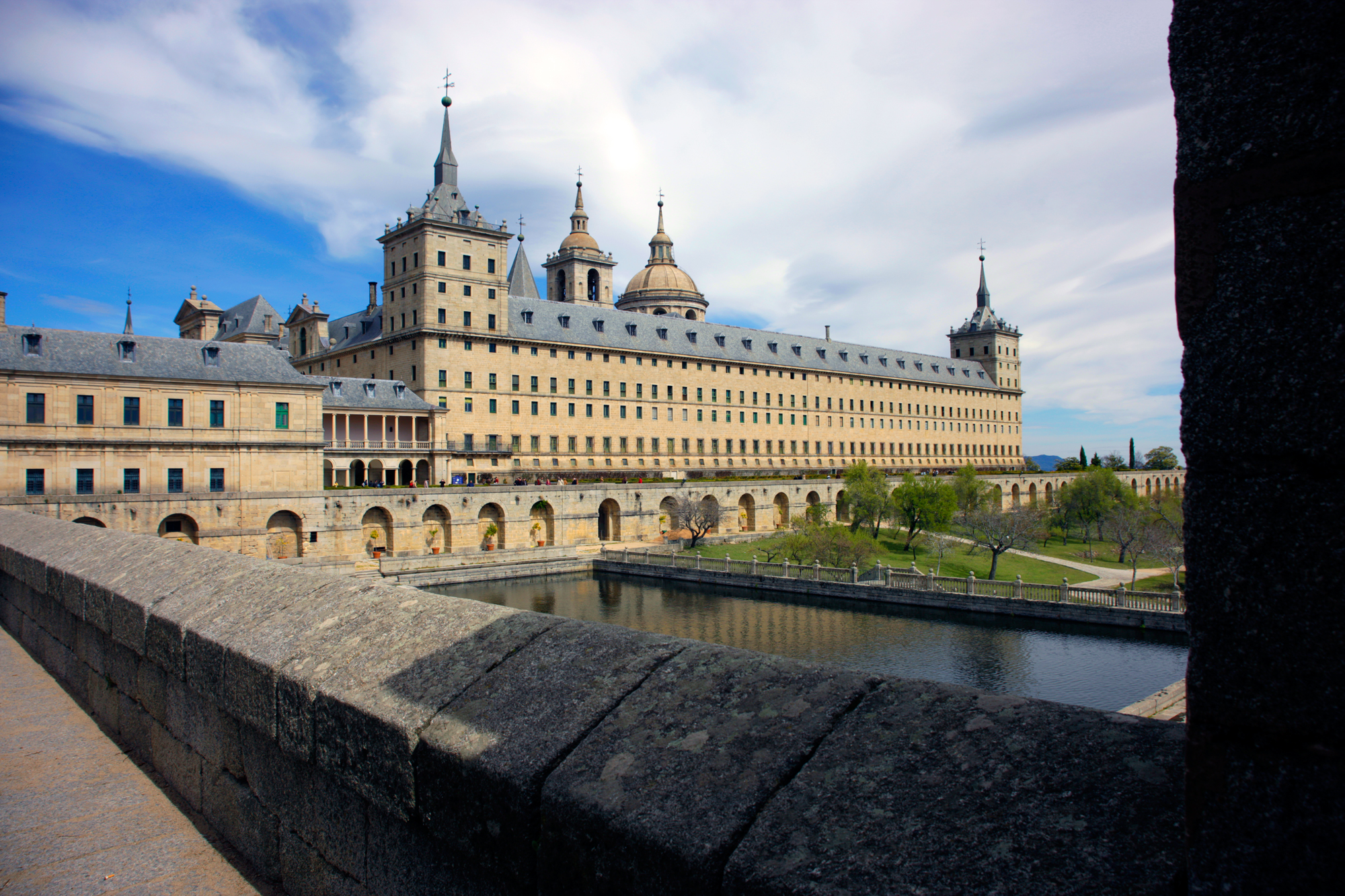
Le palais de l'Escurial où l'œuvre demeure de 1593 à 1939.

À partir d'Henri III, la liste des propriétaires successifs de l'œuvre est en revanche tout à fait aisée à établir. À sa mort en 1538, son fils René de Chalon en hérite et la possède jusqu'à sa mort en 1544. N'ayant pas d'héritier direct et à l'image de ce qu'il s'est passé pour Henri III à la mort d'Engelbert, c'est son neveu Guillaume Ier d'Orange qui en hérite. Il le possède jusqu'à ce que le duc d'Albe, envoyé par la couronne espagnole pour confisquer son palais bruxellois et ses terres au début de la guerre de Quatre-Vingts Ans, s'en saisisse. Un inventaire de saisie daté du 20 décembre 1567 évoque ainsi « ung grand tableau devant la cheminee de Jeronimus Bosch ». La confiscation est effective au 28 mai 1568 et ce, à son profit personnel ; les chroniques assurent que l'homme fait tout, recourant même à la violence, pour obtenir l'œuvre. Il l'emporte avec lui à son retour en Espagne, pays qu'elle ne quittera plus à partir de là. C'est son fils illégitime, Don Fernand de Tolède, qui en hérite en 1582. Celui-ci mourant en 1591, le roi Philippe II la rachète lors de la succession de Fernand. Le 8 juillet 1593, l'œuvre fait partie du sixième lot versé dans la collection de Philippe II au palais de l'Escurial. En 1939, l'œuvre est transférée au musée du Prado et, depuis 1943, elle fait l'objet d'un prêt permanent de la part du Patrimonio Nacional,.

### Restaurations et état de conservation actuel de l'œuvre
L'œuvre a fait l'objet de plusieurs restaurations, dont la première connue remonte à 1933. Le responsable décrit alors l'état de l'œuvre comme « lamentable », et le travail dure deux ans. Une autre restauration, en 1944-1945, laisse quelques traces visibles, comme des empreintes de la gaze utilisée.
Dans les années 1990, le besoin se fait sentir de procéder à une nouvelle restauration. Le musée du Prado convoque, en novembre 1997, une commission internationale d'experts qui procède à une étude des besoins et produit une liste des actions à conduire. La restauration dure également deux ans. Elle se déroule dans les ateliers du musée et le triptyque est de nouveau visible pour les visiteurs en 2000.
Depuis, les observateurs décrivent une œuvre qui a retrouvé ses « couleurs claires et fraîches, presque froides ». Les parties qui ont le mieux résisté au temps se situent sur le panneau intérieur gauche. Néanmoins, l'analyse fait apparaître de nombreux « dégâts substantiels » persistants, notamment sur le panneau central et sur le panneau de droite externe. Deux problèmes retiennent particulièrement l'attention : une peinture qui peut parfois perdre de l'adhérence avec son support et l'état des craquelures de surface qui a pu s'aggraver.

## Création

### Contexte culturel

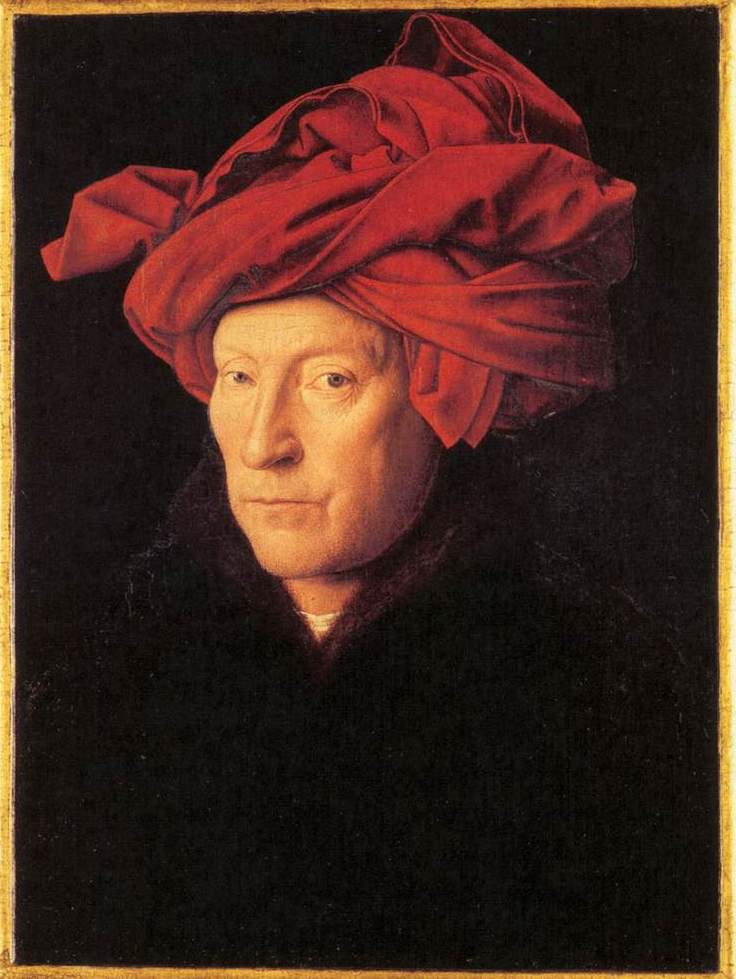
Un membre prestigieux du groupe des Primitifs flamands : Jan van Eyck (1390-1441) dans l'autoportrait présumé dit L'Homme au turban rouge (1433, Londres, National Gallery, inv. NG222).

Jérôme Bosch peint Le Jardin des délices à l'époque où œuvrent des artistes appelés « Primitifs flamands ». Cette période se déroule de la première moitié du XVe siècle avec les carrières de Robert Campin et de Jan van Eyck, jusqu'à la mort de Pieter Brueghel l'Ancien en 1569 ; elle représente un courant artistique particulier de la Renaissance en Europe, détaché de l'influence d'une Italie connaissant ses représentations et ses thématiques. Outre Jérôme Bosch, les peintres les plus représentatifs de cette période sont Jan van Eyck, Pieter Brueghel l'Ancien, Hans Memling, Gérard David, Rogier van der Weyden, Robert Campin, Dirk Bouts, Juste de Gand et Hugo van der Goes. À l'époque de Bosch, l'art néerlandais influence grandement toute une partie de l'Europe. L'artiste œuvre dans la partie méridionale des Pays-Bas, dans le duché de Brabant qui correspond pour partie au Brabant-Septentrional actuel, et ce, au sein de sa ville natale, Bois-le-Duc (en néerlandais : S'Hertogenbosch). Cette dernière constitue alors un pôle économique suffisamment important pour qu'y circulent, venant d'Europe entière, les idées artistiques et les découvertes scientifiques ou géographiques les plus récentes,. Par ailleurs, les historiens de l'art considèrent souvent qu'un élément est particulièrement stimulant pour la production artistique locale de cette époque : la construction de la cathédrale gothique Saint-Jean. La fin des travaux se situant vers 1520, un grand nombre d'exécutants est amené à exercer en ville jusqu'à cette date, ce qui est la source d'un important brassage artistique. Enfin, Bois-Le-Duc constitue également un centre artistique et intellectuel important par la présence même d'une bourgeoisie très riche. En effet, de manière générale, aux Pays-Bas et durant cette période, la création artistique est fortement encouragée par les cours des principautés poussées par une bourgeoisie urbaine, qui bénéficie d'une grande prospérité économique. Celle-ci se montre alors désireuse d'accéder au prestige notamment par la commande d'œuvres d'art.

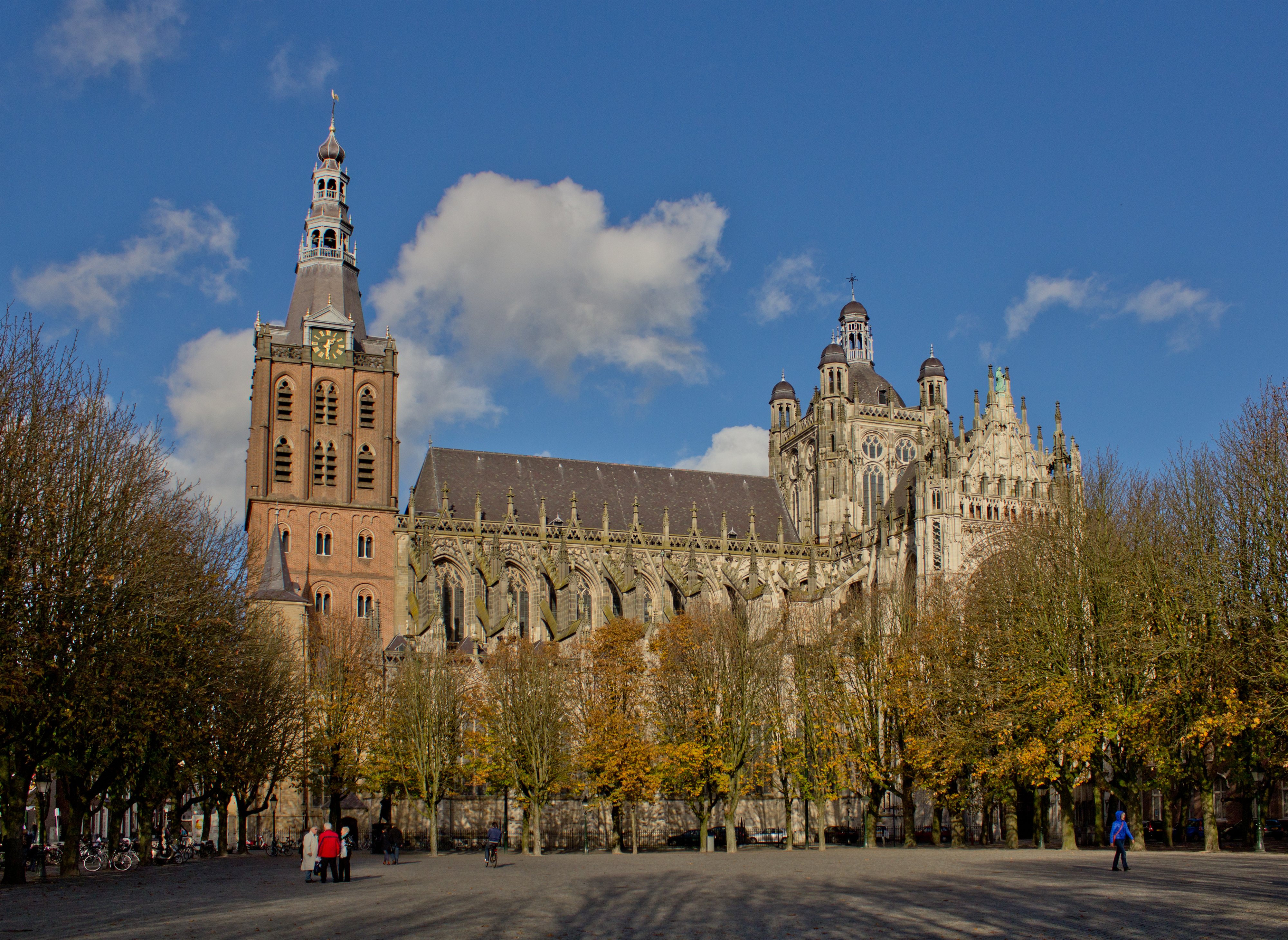
La construction de la cathédrale Saint-Jean est une importante source de stimulation artistique à Bois-le-Duc du temps de Jérôme Bosch.

Bien qu'il n'ait pratiquement jamais quitté sa ville natale, Jérôme Bosch crée Le Jardin des délices dans le cadre de la cour de Nassau, particulièrement auprès d'Henri III de Nassau dont il semble être proche, au moins sur un plan intellectuel. C'est ainsi que l'œuvre est empreinte d'une morale conforme à celle de la cour où, notamment, la femme est considérée comme inférieure à l'homme, voire comme source de tentations et donc de péché : il s'agit d'un thème qu'il convient de considérer pour étudier l'œuvre.
Par ailleurs, l'époque est soumise à une religiosité importante qui marque de son empreinte tous les aspects de la vie. Le Jardin des délices n'y échappe pas, ni dans son iconographie ni dans sa thématique générale. Néanmoins, Bois-le-Duc est aussi le lieu d'une certaine concurrence économique entre les institutions religieuses et la bourgeoisie locale, concurrence dont on peut retrouver la trace dans l'œuvre de Bosch en général. Ainsi, certains auteurs soulignent combien l'œuvre serait empreinte des questionnements qui traversent la société d'alors quant à la droiture de la parole de l'Église, anticipant ainsi les déchirements que cette dernière connaîtra peu de temps après, en 1517, avec l'irruption sur la scène européenne de Martin Luther et ses 95 thèses.

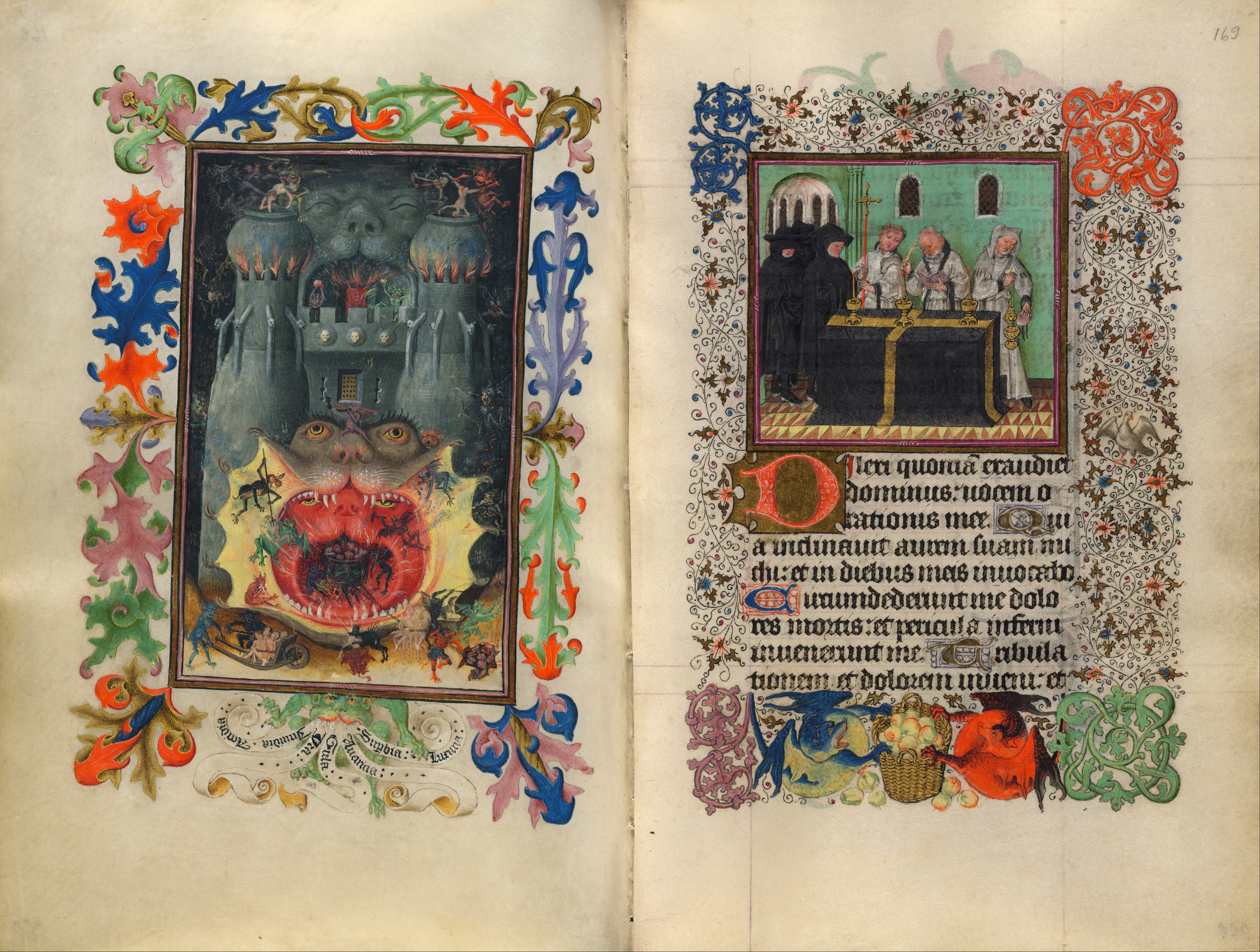
L'art de l'enluminure, propre à l'époque médiévale, transparaît dans la production de Jérôme Bosch. (Maître de Catherine de Clèves, livre d'heures de Catherine de Clèves, Morgan Library and Museum, vers 1440.)

Finalement, la période est à la croisée entre un Moyen Âge finissant et une Renaissance en plein essor. Elle correspond, dans les  arts, à ce qui est qualifié de « renaissance flamande » et dont Jérôme Bosch est considéré comme un des premiers représentants. Ainsi, par les différents aspects (codes, techniques et représentations) qui le composent, Le Jardin des délices apparaît à cheval sur les deux époques. D'abord, il s'agit d'une œuvre issue du Moyen Âge par son iconographie proche de celle qu'on trouve dans l'enluminure médiévale. Certains historiens de l'art pensent d'ailleurs que la formation initiale de Jérôme Bosch a pu comporter un apprentissage de la miniature, art propre à la tradition médiévale et qui disparaîtra avec l'essor de l'imprimerie. Le rapprochement est tel qu'Erwin Pokorny qualifie le triptyque de « livre peint médiéval ». Le Moyen Âge transparaît également à travers certaines thématiques rencontrées, comme cette mise en garde contre la « vilaine auberge » sur le panneau droit, thème souvent mis en avant à la fin de cette époque et qui critique la fréquentation des auberges qui seraient des lieux de beuverie, de jeu et de débauche. Mais Le Jardin des délices appartient aussi à l'ère de la Renaissance : cela apparaît notamment par la volonté affichée de proposer une vision cryptée que seule une élite peut déchiffrer, ce qui explique la multiplicité des interprétations dont l'œuvre a pu faire l'objet. De même, l'ironie affichée reflète la conception de la morale humaniste de cette nouvelle époque que le philosophe Érasme (1467-1536), actif à cette période, met notamment en œuvre.

### Sources d'inspiration

#### Conseillers sur la création de l'œuvre
Pour certains chercheurs, Bosch aurait élaboré Le Jardin des délices non pas seul mais avec l'appui de personnes propres à lui apporter les pistes intellectuelles et conceptuelles régissant cette œuvre volontiers qualifiée d'« extrêmement complexe ». Assurément, selon Reindert Falkenburg, « plusieurs personnes ont pu aider Bosch à concevoir ce tableau » parmi les « lettrés de la cour de Bourgogne », mais un d'entre eux s'est peut-être détaché pour exercer une influence plus prononcée. Ici, les avis divergent : selon Frédéric Elsig, ce conseiller serait Henri III, qu'il tient par ailleurs comme le commanditaire de l'œuvre à l'occasion de son mariage en 1503. Falkenburg réfute cette hypothèse : il date l'œuvre de 1498-1499 et considère donc Henri III trop jeune (né en 1483, il a alors 16-17 ans) pour posséder les connaissances nécessaires. Le chercheur penche plutôt pour un membre de la cour, érudit et humaniste, Georges d'Halluin (vers 1470-1536/1537) : d'abord, celui-ci professe une « intention pédagogique qui imprègne l'œuvre du peintre » ; ensuite, il est un proche d'Érasme, dont il a traduit en néerlandais l'œuvre satirique l’Éloge de la Folie, et dont l'influence est perceptible dans le triptyque. Toutefois, l'historien de l'art reconnaît ne posséder aucune preuve d'une quelconque fréquentation des deux hommes. Enfin, Falkenburg ajoute à cette liste de conseillers, et dans une moindre mesure, l'oncle d'Henri, Engelbert II, qu'il tient pour sa part comme le commanditaire de l'œuvre. Néanmoins, les chercheurs semblent s'accorder sur une intervention même minimale du commanditaire dans la création de l'œuvre.

#### Sources d'inspiration thématiques

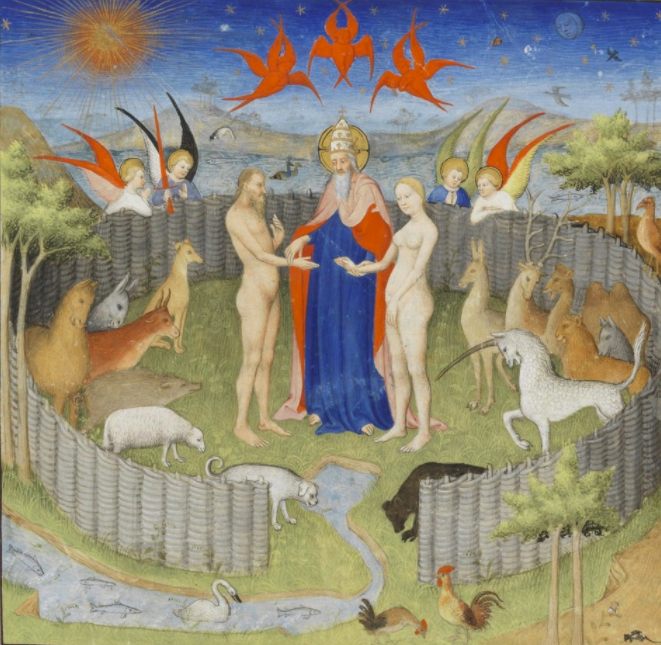
Sur le panneau de gauche, Bosch utilise la thématique de l'union d'Adam et Ève que l'on retrouve quelques dizaines années plus tôt dans cette enluminure du Maître de la Mazarine (Fitzwilliam Museum, Cambridge, Ms.251, vers 1415).

Chaque panneau du triptyque ouvert s'inscrit dans une tradition thématique déjà établie : de ce point de vue, Bosch semble ne pas faire preuve d'originalité.
Dans le panneau de gauche, Bosch superpose deux thématiques. La première est celle de la création d'Ève : Adam est allongé sur le sol car Dieu l'a plongé dans une torpeur anesthésiante afin de pouvoir créer celle qui sera sa femme, cette dernière se tenant encore à genoux. Il s'agit d'un thème installé dans l'iconographie chrétienne antique et qui est souvent abordé dans l'art médiéval. Néanmoins, un examen un peu plus approfondi montre qu'Ève a été extraite du côté d'Adam depuis un temps certain, car ce dernier est déjà en train de se réveiller. Or, tandis qu'il s'est saisi d'une main du poignet d'Ève, le Christ effectue un geste sacerdotal de l'autre, geste qui est interprété par les chercheurs comme une bénédiction de mariage. Il est dès lors possible d'imaginer que Bosch introduit ici une seconde thématique qui se superpose à la première : celle de l'union d'Adam et Ève. Cette dernière thématique existe depuis longtemps également quoiqu'elle soit plus rare : il est ainsi possible de la retrouver dans une enluminure extraite de Des proprietez de choses et réalisée quelques dizaines d'années plus tôt (environ 1415) par le Maître de la Mazarine, enlumineur actif à Paris entre 1400 et 1425. De même, Reindert Falkenburg propose un rapprochement de l'œuvre avec L'Institution du mariage, une enluminure de thème identique du Maître du Boèce flamand (vers 1480-1483). La disposition centrale des trois personnages (si ce n'est qu'Adam et Ève sont debout chez l'enlumineur) et le bestiaire plus ou moins exotique et plus ou moins mythologique y sont identiques...

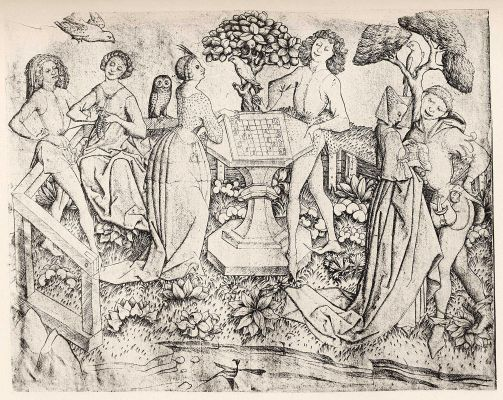
Bosch reprend sur le panneau central, la tradition du Jardin d'Amour comme sur cette gravure du Maître E. S. (Le Grand Jardin d'Amour avec les joueurs d'échecs, vers 1460-1467).

Les recherches de l'historien de l'art Ernst H. Gombrich (et aux conclusions duquel souscrit Stefan Fischer) le conduisent à penser que la thématique du panneau central serait celle de l'humanité vivant dans l'inconscience du péché telle qu'on l'imagine avant le Déluge. Ce thème est souvent nommé Sicut erat in diebus Noe (« Comme aux jours de Noé ») en référence au verset 26 du chapitre 17 de l'Évangile selon Luc. Une telle représentation se retrouve dans un type de gravure appelé Grand Jardin d'Amour. C'est ce qu'on voit par exemple sur celle du graveur et dessinateur allemand, le Maître E. S. (né vers 1420 et mort vers 1468), et qui date des environs de 1460-1467. La gravure présente des personnages, hommes et femmes habillés, qui jouent et conversent librement. À l'instar du Jardin des délices, la scène dégage une certaine sensualité mais, selon Fischer, leur différence se trouve dans l'« ironie » dont fait preuve Bosch,.

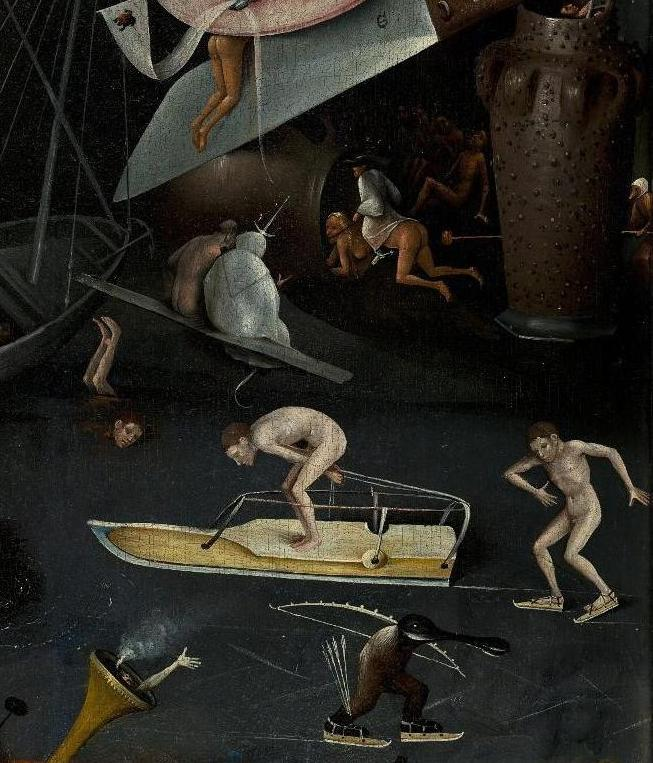
Le froid domine dans l'Enfer boschéen, réminiscence possible des Visions de Tondal de David Aubert ou de l'Enfer de Dante (détail du panneau droit).

Enfin, le panneau de droite propose la thématique de l'Enfer dépeint traditionnellement comme lieu de damnation et de torture. Bosch la complète de la thématique de la « vilaine auberge ». Selon cette vision qui a largement cours aux Pays-Bas, l'auberge est un lieu dont la fréquentation conduit au péché car l'ivrognerie, la luxure et la débauche y sont favorisées par le jeu et la musique notamment. L'artiste développe cette critique à travers la vision d'un Enfer où les instruments de musique ou les supports de jeux servent d'instruments de torture. Un aspect de sa représentation du lieu est néanmoins plus originale : l'Enfer de Bosch est un endroit où le froid domine. Cela est particulièrement visible derrière l’Homme-Arbre où des personnages nus et transis évoluent sur l'eau gelée d'un lac ; certains sont même tombés dans un trou formé dans la glace et se débattent dans une eau forcément glaciale. Il s'agit peut-être de la réminiscence du livre l'Enfer composé entre 1303-1304 par Dante (1265-1321). Une correspondance nette est perceptible avec la description de l'Enfer du moine irlandais David Aubert dans les Visions de Tondal datant environ de 1149. Dans l'ouvrage le héros, le chevalier Tondal, alors dans l'Enfer, voit une bête monstrueuse qui « était sur un étang plein de glace » et « mettait de nouveau au monde dans l'étang d'eau gelée » les âmes des damnés qui y « souffraient derechef de nouveaux tourments. ». Or il est avéré que ces deux ouvrages demeurent très populaires dans le nord de l'Europe jusqu'au début de la Renaissance et font l'objet de traductions imprimées à Bois-le-Duc, ce qui autorise à penser que Bosch ait pu en avoir connaissance.

#### Sources d'inspiration iconographiques
En créant son œuvre, Jérôme Bosch puise dans les représentations de son temps, notamment chez nombre d'artistes, qu'ils soient peintres ou graveurs, sculpteurs ou encore hommes de lettres.

##### Personnages
Le panneau  de gauche du triptyque fermé ne contient qu'un seul personnage, Dieu le Père. Pour le représenter, Jérôme Bosch s'est clairement inspiré d'une gravure issue de La Chronique de Nuremberg par Hartmann Schedel et datant de 1493.

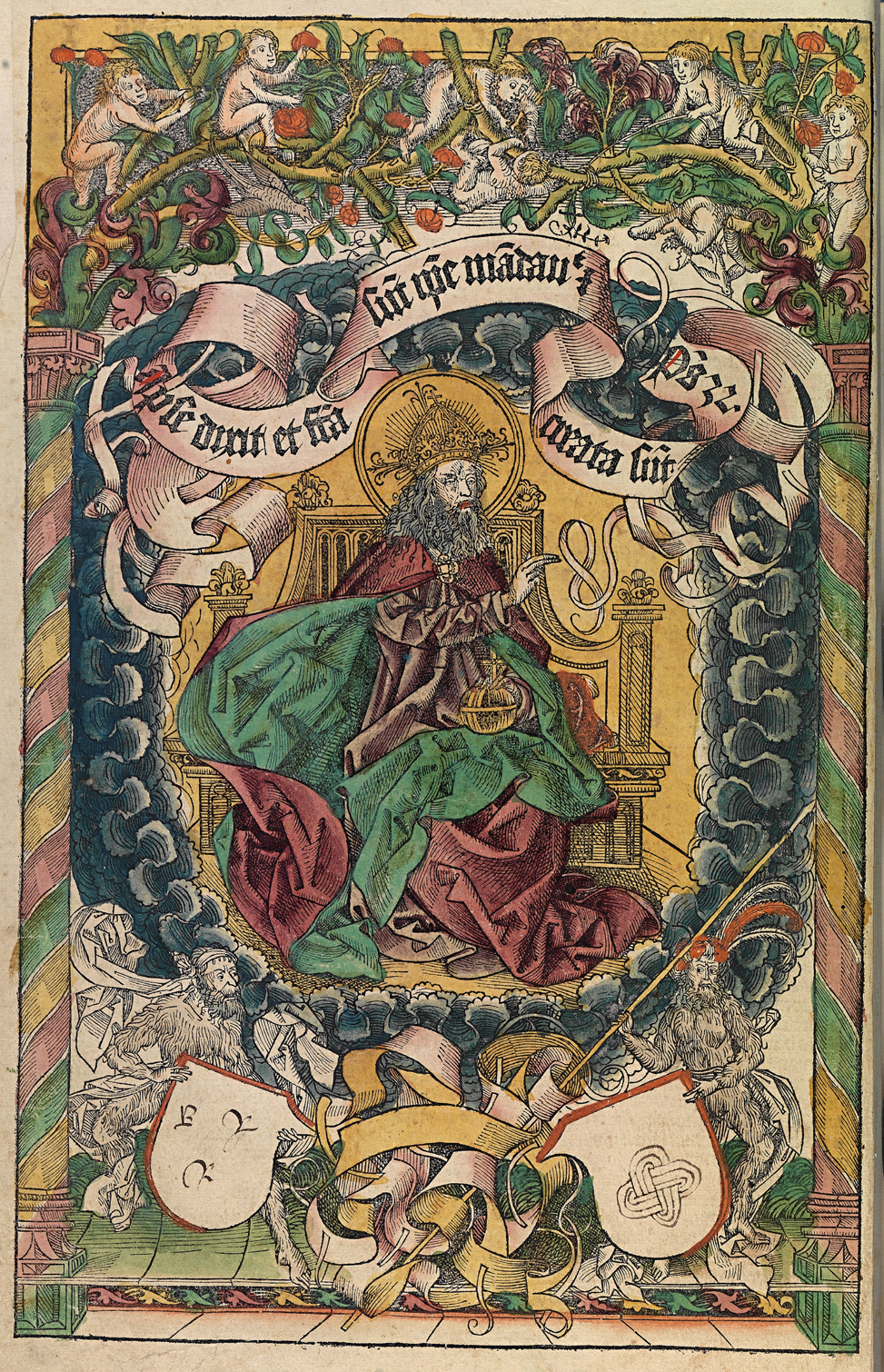
Dieu créant le monde par Hartmann Schedel dans La Chronique de Nuremberg (1493).
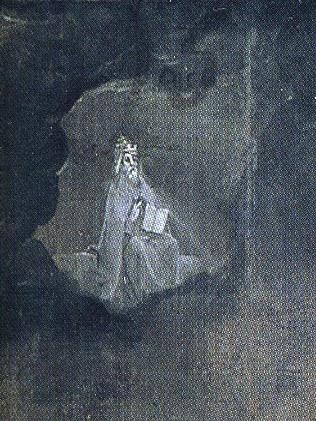
Dieu contemplant le monde qu'il a créé (détail du panneau gauche du triptyque fermé).

##### Monstres et êtres hybrides

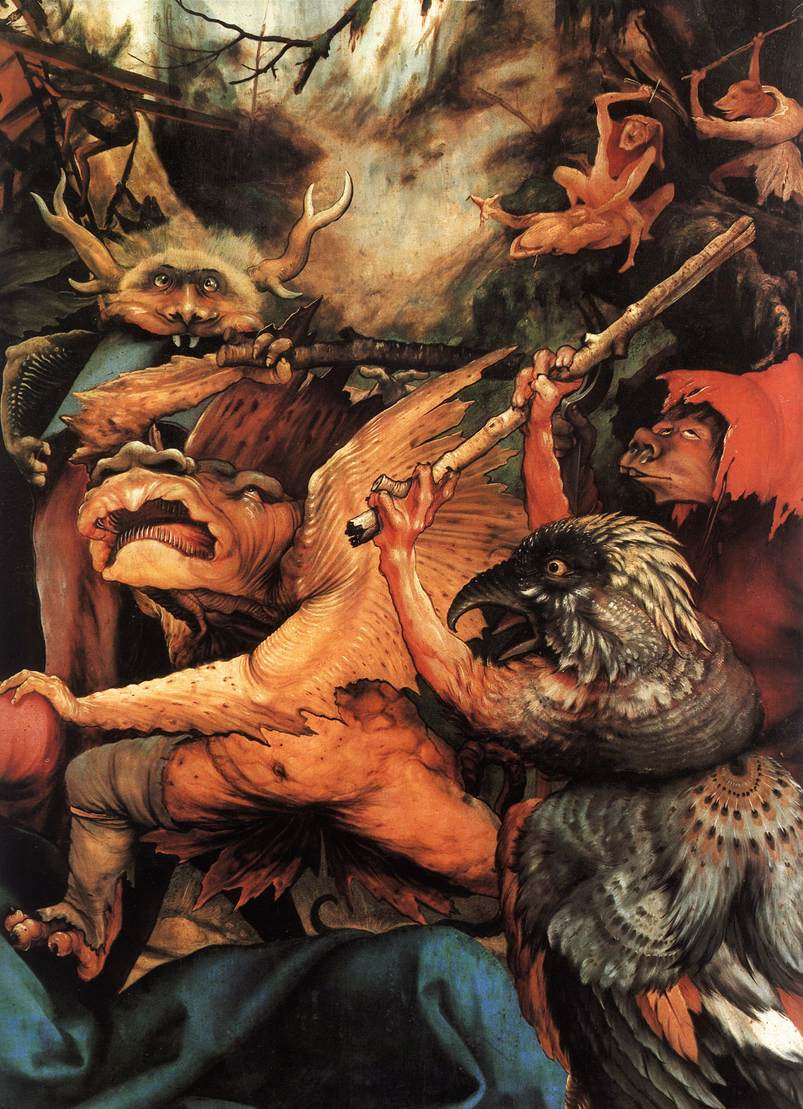
La représentation de la figure du monstre est courante en Europe du Nord (détail du panneau de La Tentation de Saint Antoine du Retable d'Issenheim (1515) de Matthias Grünewald, Colmar, Musée Unterlinden).

Les sujets les plus marquants dans le triptyque sont les monstres qui apparaissent sur les trois panneaux. Ainsi, les représentations de ces sujets procèdent d'une inspiration qui ne touche pas spécifiquement Bosch mais qui est assez commune parmi les peintres de la Renaissance d'Europe du Nord. Cette volonté de représentation est surtout propre à l'Allemagne et aux Pays-Bas, par opposition aux peintres de la Renaissance italienne qui ont plus goût à la représentation d'une beauté idéalisée. Les peintres les plus portés à de telles représentations sont, outre Jérôme Bosch, Pieter Huys, Jan Mandyn ou Brueghel l'Ancien mais surtout Matthias Grünewald et sa Tentation de Saint Antoine, panneau de son Retable d'Issenheim datant de 1515 que des auteurs, tel l'historien de l'art Charles Sterling, rapprochent volontiers du travail boschéen,.

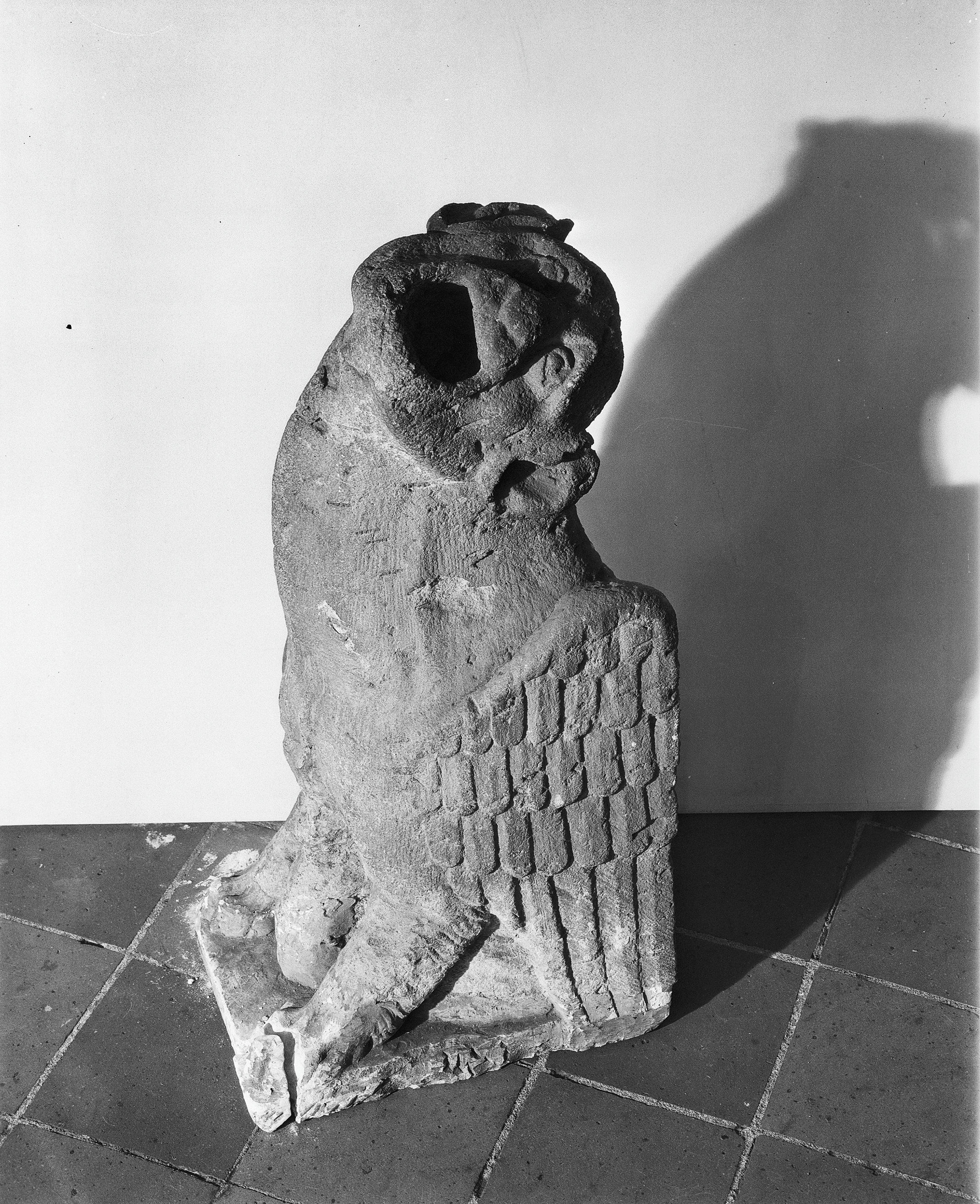
Chimère provenant de la cathédrale Saint-Jean.

Les drôleries sont parmi les plus importantes sources d'inspiration iconographiques pour Jérôme Bosch. Il s'agit de représentations médiévales traditionnelles portées par certains copistes dans les marges des manuscrits, qu'ils soient profanes ou religieux. Souvent, ces images sont sans relation avec le texte qu'elles accompagnent, sont comiques, souvent obscènes, et présentent la plupart du temps des personnages hybrides, difformes ou monstrueux. Or les historiens de l'art considèrent que Bosch a pu voisiner ces représentations par son apprentissage, jeune, de l'art de l'enluminure. Ainsi, Erwin Pokorny rapproche la représentation d'un griffon en plein vol portant un cavalier nu (angle supérieur gauche du panneau central) de celle quasi identique qui se trouve dans les Heures d'Engelbert de Nassau auxquelles Bosch aurait pu avoir accès. Bien plus, d'une manière générale, un accès par Bosch à de telles représentations est d'autant plus aisé qu'elles font alors l'objet d'une diffusion assez large en étant compilées dans des recueils dédiés. Par ailleurs, les drôleries existent aussi sous forme de sculptures, notamment sur les édifices religieux où elles sont appelées chimères. Jérôme Bosch a pu ainsi côtoyer de tels éléments architecturaux présents sur la cathédrale Saint-Jean : les historiens de l'art considèrent ainsi que les personnages sculptés de cet édifice constituent une source d'inspiration pour la représentation d'êtres hybrides peuplant Le Jardin des délices.

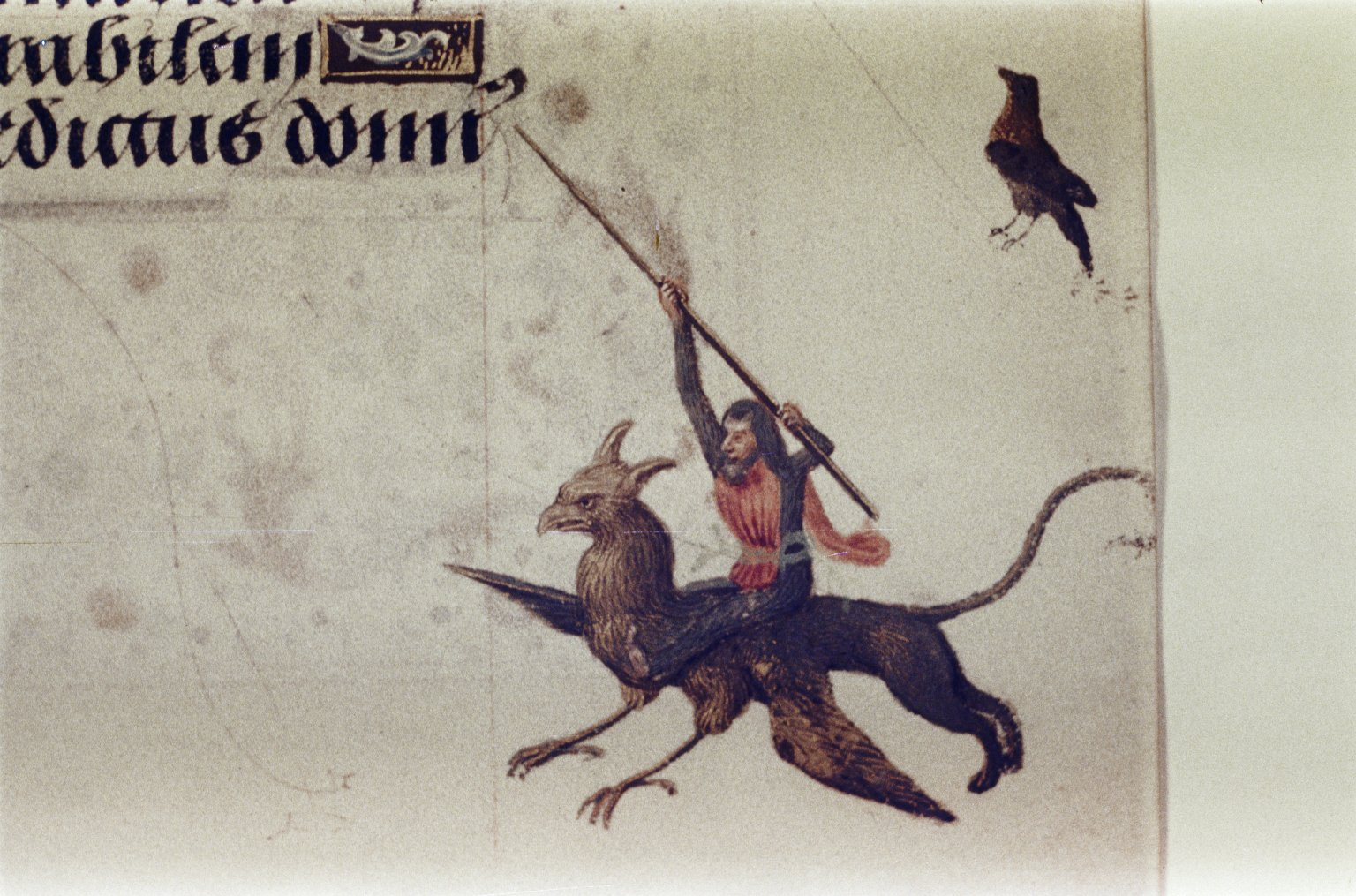
Drôlerie  extraite des Heures d'Engelbert de Nassau, f.141r (1475–85).
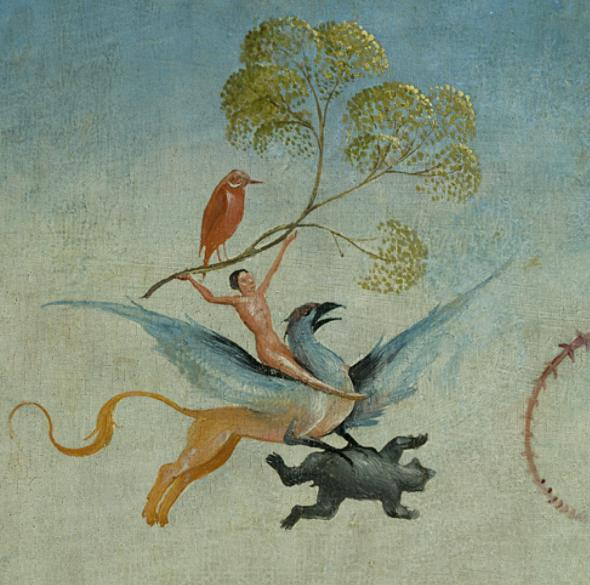
Homme chevauchant un griffon (détail du panneau central).

Sur le panneau droit, le personnage à tête d'oiseau qui avale un damné et qui est assimilable à Lucifer, est une des figures les plus imposantes du triptyque. Une part de son inspiration provient de représentations établies et que l'on retrouve par exemple dans une enluminure du Maître de l'Échevinage de Rouen qui, vers 1470, décore un manuscrit de La Cité de Dieu de Saint Augustin. Néanmoins, les tortures que subissent les damnés dans Le Jardin des délices y sont moins violentes que dans ces représentations.
Mais la source d'inspiration concernant cette figure est également littéraire. En effet, elle est directement issue de l'ensemble de textes visionnaires des Visions de Tondal écrits par le moine David Aubert dans les environs de 1149. Il s'agit d'un démon qui y apparaît sous la forme d'un personnage à tête d'oiseau, qui avale un damné et en défèque un autre. Il n'est qu'à comparer la description qu'en fait David Aubert avec la réalisation de Bosch :

« L'ange allant devant, ils virent une bête qui ne ressemblait pas du tout

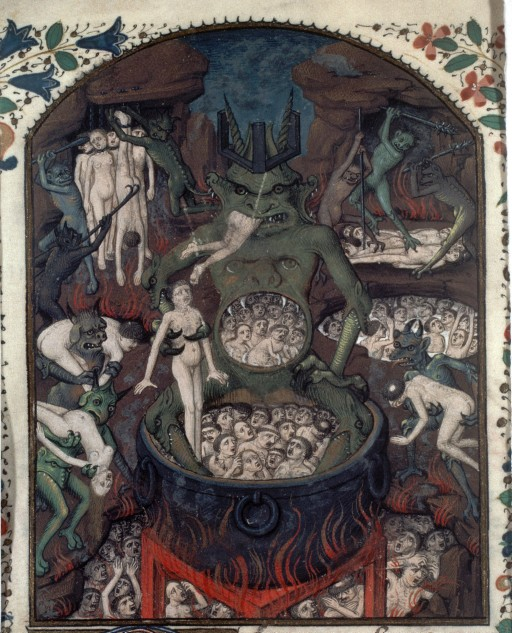
Lucifer dévore des damnés, enluminure de La Cité de Dieu de Saint Augustin. (BnF, Ms Fr. 28, fol. 249v).

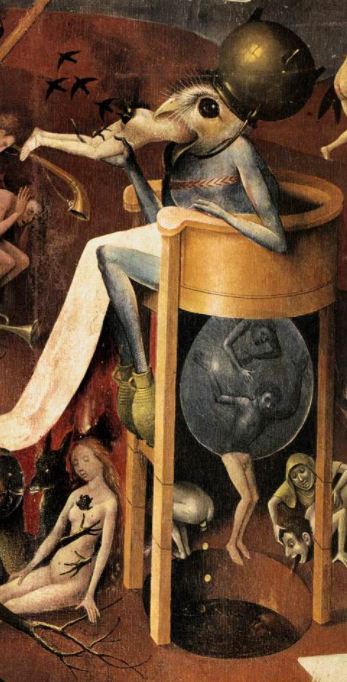
Ce Lucifer correspond à la description faite par David Aubert dans ses Visions de Tondal (détail du panneau de droite).

aux bêtes qu'ils avaient vues auparavant, elle avait deux pieds et deux ailes,

et aussi un très long cou et un bec et des ongles de fer.

Une flamme inextinguible sortait de son bec.

Cette bête était sur un étang plein de glace.

Mais la bête engloutissait toutes les âmes qu'elle pouvait trouver,

et après qu'elles ont été anéanties dans son ventre par le martyre,

elle les mettait de nouveau au monde dans l'étang d'eau gelée,

et là, elles souffraient derechef de nouveaux tourments. »

##### Animaux
En dehors des êtres hybrides, une multiplicité d'animaux réels peuplent le triptyque. Si beaucoup sont familiers à l'aire européenne, il en est d'autres, exotiques, que Bosch n'a pu voir. Ainsi, l'historien de l'art Paul Vandenbroeck, chercheur associé au musée royal des Beaux-Arts d'Anvers, rattache la représentation de la girafe (dans la moitié supérieure droite du panneau de gauche) à celle présente dans le récit du troisième voyage de Cyriaque d'Ancône (1391-1452) en Égypte datant de 1436 (feuillet 173),.

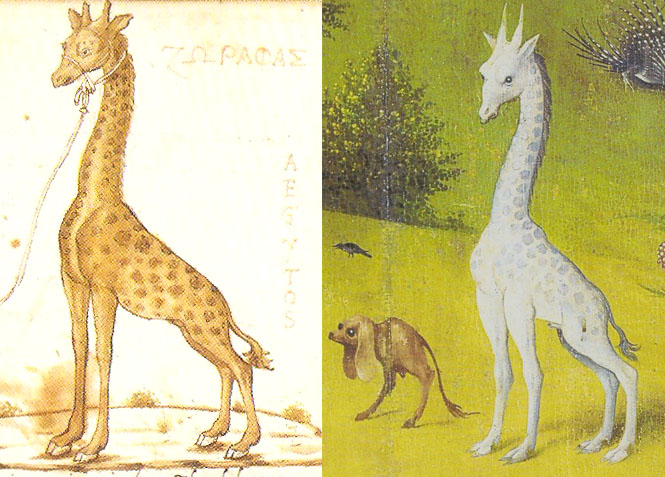
À gauche, une girafe représentée par Cyriaque d'Ancône (vers 1440) et à droite, celle de Bosch (détail du panneau de gauche).

##### Éléments naturels et paysagers
Enfin, Bosch utilise de nombreuses sources iconiques lui permettant de restituer avec précision les éléments naturels et paysagers habillant son œuvre.
Ainsi, le chercheur Roger van Schoute pense avoir retrouvé l'origine de la représentation de l'arbre exotique qui se dresse à gauche d'Adam (panneau de gauche). Il s'agit d'un dragonnier des Canaries. Bien que l'arbre ne soit pas endémique de l'Europe, il est connu par des gravures qui y circulent alors, comme chez Martin Schongauer qui représente l'arbre en 1475 dans une gravure, La Fuite en Égypte. La représentation sur laquelle Bosch s'est appuyée n'est pas connue avec certitude, mais Roger van Schoute pense qu'il s'agit d'une gravure de La Chronique de Nuremberg (en latin : Liber chronicarum) datant de 1493 et qui met en scène Adam et Ève au Paradis.

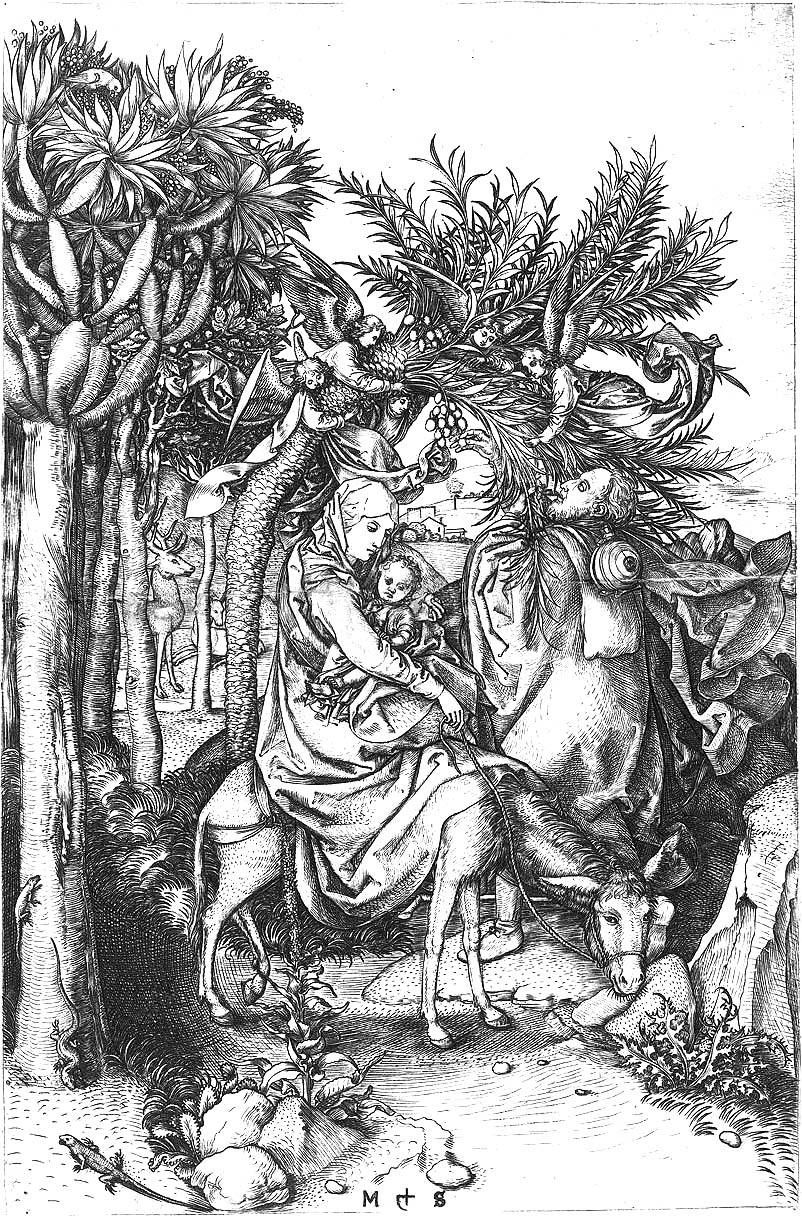
L'image du dragonnier des Canaries a circulé parmi les artistes d'Europe du Nord, comme Martin Schongauer vers 1470 (détail de La Fuite en Égypte).
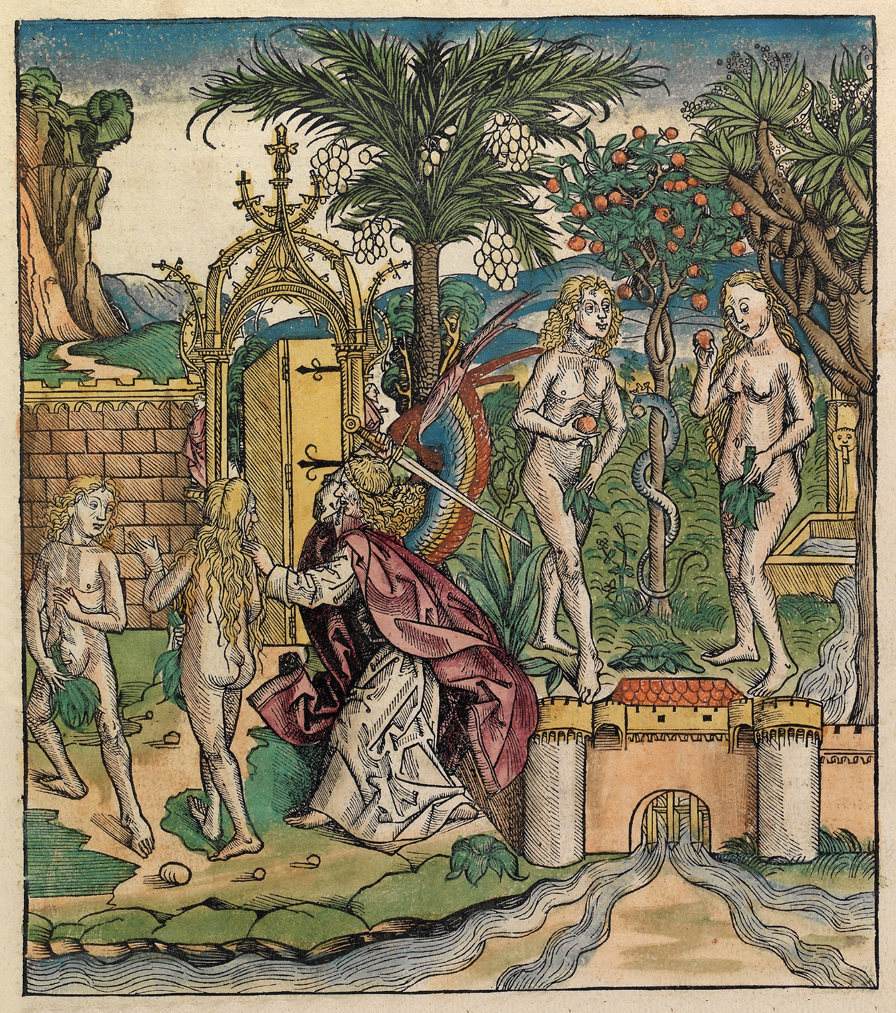
Représentation de l'arbre dans l'angle supérieur droit de cette gravure de La Chronique de Nuremberg (1493).
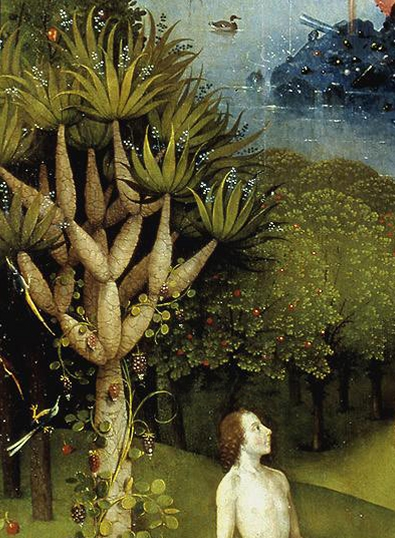
Jérôme Bosch se situe donc dans l'installation d'une tradition d'une représentation (détail du panneau gauche).

Enfin, en-dehors de la reprise d'une représentation artistique, Bosch semble avoir également puisé dans sa propre histoire pour créer son œuvre. Ainsi, les chercheurs considèrent que la représentation de la ville en flammes dans la partie supérieure du panneau de droite est inspirée du souvenir de l'incendie de Bois-le-Duc auquel il a assisté adolescent en 1463.

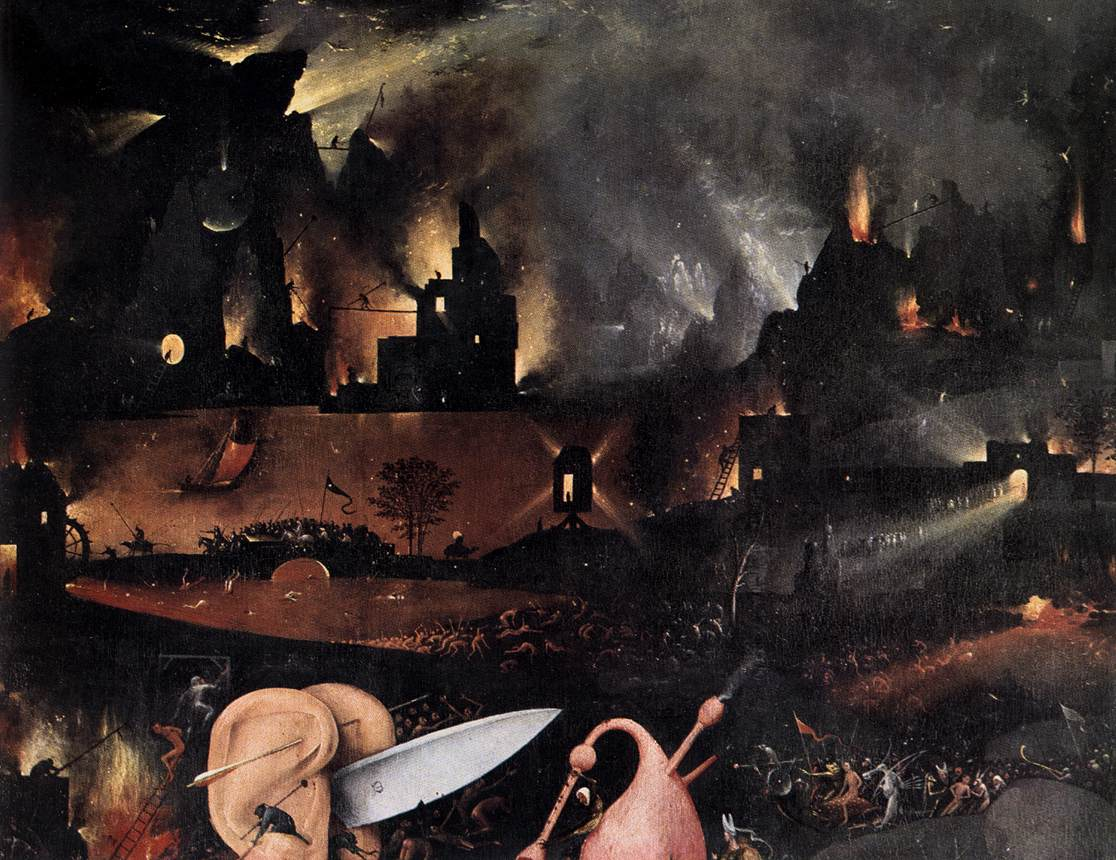
La ville en flammes de la fin du monde est issue du souvenir de l'incendie ayant ravagé la ville en 1463 (détail du panneau droit).

### Processus de création
Les historiens de l'art considèrent que Bosch a effectué un travail en plusieurs temps : installation de quelques motifs fondamentaux, puis développement par amplificatio : il répète, amplifie, parodie, inverse et déforme ces éléments dans le but de « rempli[r] la surface picturale jusqu'à l'infiniment petit ». Tout au long de ces deux phases, Bosch ne s'interdit pas de modifier chaque élément en cours d'élaboration voire à la fin, alors que l'œuvre aurait pu alors être considérée comme terminée et afin de mieux l'insérer au sein d'un équilibre global.
Ce processus a été révélé par une analyse radiographique ainsi qu'une étude par réflectographie infrarouge de l'œuvre conduites dans la fin des années 1990 sous la direction de Pilar Silva Maroto, responsable du Département de la peinture flamande et écoles du Nord du musée du Prado. Il apparaît que le peintre a travaillé de façon relativement directe sur le panneau, laissant libre cours à son imagination. Cela laisse même envisager qu'il n'a que peu voire pas procédé à quelque étude préparatoire en amont et n'a pas utilisé de carton. De fait, le peintre aurait utilisé un répertoire de motifs déjà utilisés dans des œuvres précédentes et les aurait portés directement sur le panneau. C'est ainsi que beaucoup de figures n'apparaissent dans les premières interventions du peintre que sous la forme d'esquisses floues. Bien plus, de nombreux repentirs sont présents, notamment sur les panneaux gauche et droite. Deux d'entre eux sont à considérer particulièrement parce qu'ils permettent d'affiner la compréhension de l'œuvre entière : sur le panneau de gauche, à la place du visage jeune à la barbe relativement clairsemée du Christ, les chercheurs constatent qu'à l'origine Bosch avait représenté un visage barbu et âgé dont il est possible de penser qu'il s'agissait de celui de Dieu. Par ailleurs, sur le panneau de droite, à la place du démon à tête d'oiseau avalant les âmes sur un siège percé, se tenait originellement une espèce de lézard au corps obèse qui avalait également les âmes des damnés. De toute évidence, selon les chercheurs, Bosch fait ces reprises une fois que le triptyque est entièrement achevé, considérant certainement son œuvre imparfaite ou insatisfaisante.

## Analyse

### Pistes pour l'interprétation du triptyque

#### Destination du triptyque
De manière générale, les chercheurs s'accordent pour décrire la finalité du Jardin des délices comme le reflet de la maxime antique « placere et docere » (« plaire et instruire »), comme cela est alors prescrit pour toute création artistique. Le versant plaire apparaît selon différentes modalités : aspect esthétique, procédés comiques et jeux d'esprit sous forme d'énigmes, entre autres. Quant au versant instruire, il correspond à la commande faite à tous les artistes travaillant pour la cour de Nassau de viser « à l'éducation morale » de ses membres en général et du prince en particulier. Ceci explique ainsi pourquoi on retrouve dans la bibliothèque du château de nombreuses œuvres qui favorisent cette éducation comme le Roman de la Rose, la Bible ou La Cité de Dieu de Saint Augustin. À ce titre, les chercheurs s'accordent pour qualifier l'œuvre de speculum, c'est-à-dire de miroir,. Néanmoins, leurs avis divergent sur l'aspect que ce miroir doit éclairer, et donc sur le public qu'il est destiné à instruire.
Selon une majorité de chercheurs, ce public est un couple : le triptyque constituerait en effet un « miroir nuptial » (speculum nuptiarum) visant à l'éducation morale de jeunes mariés,. Ainsi, selon eux, le triptyque est créé à l'occasion du mariage d'Henri III de Nassau-Breda avec Louise-Françoise de Savoie et sa finalité serait ainsi d'instruire ce couple sur l'importance du respect du lien nuptial. Or, à la charnière des XVe et XVIe siècles, une telle volonté est culturellement installée : un poème de Wilhem van Hildegaertsberge créé également à l'occasion d'un mariage princier et datant de 1394 fournit à ce titre une indication précieuse. Dans son exergue, le poète décrit son œuvre comme une exhortation à suivre le « modèle du mariage voulu par Dieu au Paradis entre l'homme et la femme, Adam et Ève, qui purent y vivre aussi longtemps qu'ils étaient sans péché », ce qui ne serait pas sans évoquer la narration du triptyque. À ce titre, l'historien de l'art Stefan Fischer souligne que « l'approche du triptyque de Bosch correspond aux doctrines matrimoniales motivées religieusement au nord des Alpes ».
Néanmoins, des recherches de 2015 du professeur néerlandais d'histoire de l'art Reindert Falkenburg divergent quant à cette conclusion. Le chercheur, qui réfute cette destination de miroir nuptial (speculum nuptiarum), parle plutôt de l'œuvre comme d'un « Miroir aux princes ». En effet, il considère que le public visé est constitué du « cercle des jeunes nobles » de la cour de Nassau. Le jeune Henri III, en tant qu'héritier présomptif du commanditaire de l'œuvre, son oncle Engelbert II, en serait ainsi toujours le premier destinataire mais pour une raison qui serait différente : couvrant en effet un large champ de connaissances « artistique, intellectuelle, religieuse et politique », le triptyque serait propre à favoriser une future gouvernance vertueuse et juste du prince et ses conseillers.
Pour cela, l'œuvre entrerait dans un cadre intellectuel où la connaissance s'acquiert principalement par le débat qu'induit l'œuvre. Cette méthode pédagogique est ainsi à rapprocher du Roman de la Rose qui est construit, pour le chercheur, « selon le format d'un « jeu-parti » à plusieurs niveaux, c'est-à-dire d'un débat […] entre deux parties ou positions en ce sens qu'il met en scène des voix narratives différentes, et même contradictoires, […], tout en laissant au lecteur ou au public le soin d'évaluer les différents arguments ».

#### Une peinture d'inspiration religieuse à destination profane

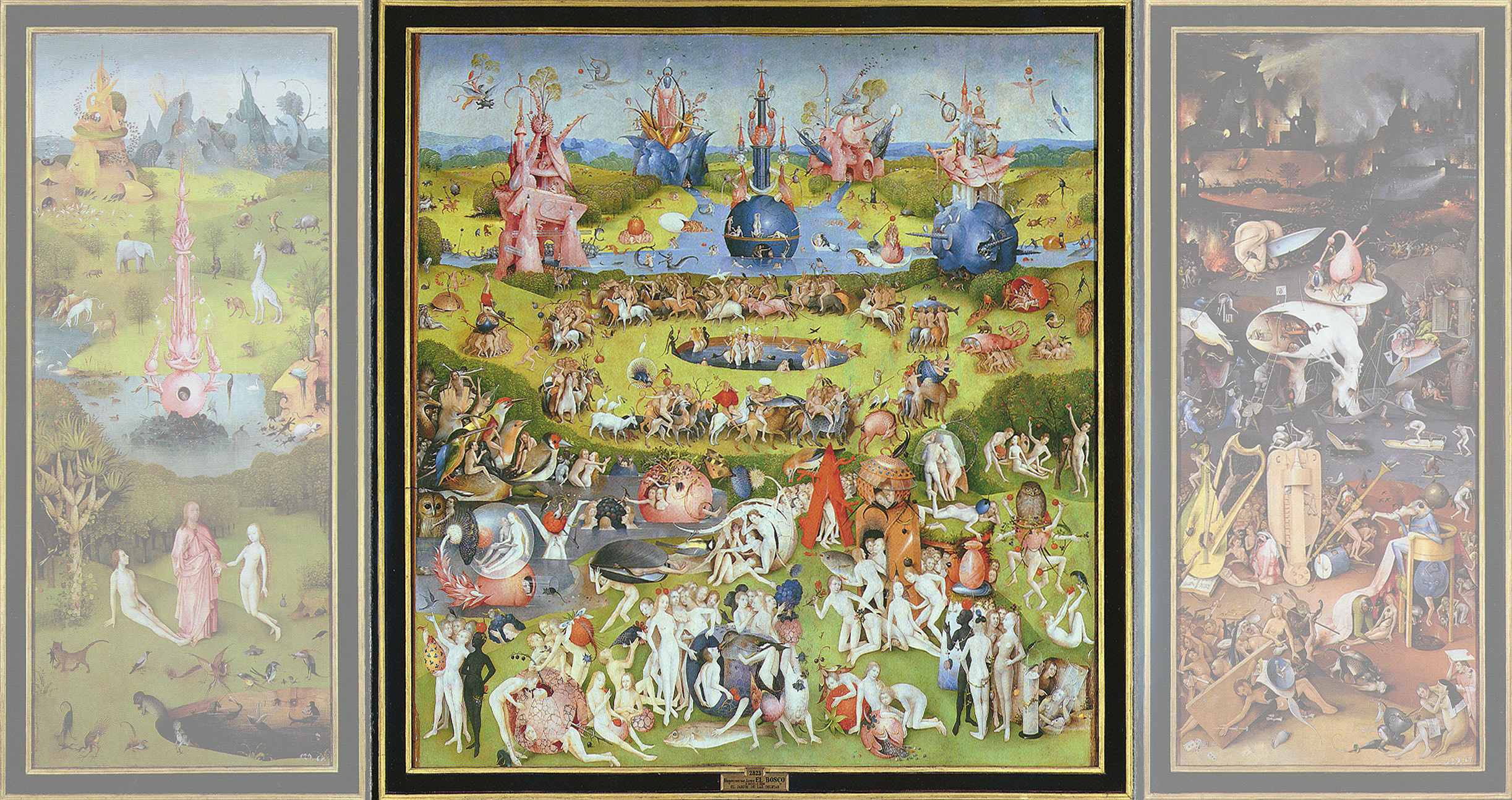
Dans l'Europe du Nord du XVe siècle, le panneau central d'un triptyque ouvert est investi d'une sacralité suprême par opposition aux autres panneaux.

Le polyptyque à trois panneaux constitue une découpe très appréciée des peintres entre le début du XVe siècle et le début du XVIIe siècle, notamment en Europe septentrionale. La vogue est telle que l'historienne de l'art Lynn F. Jacobs qualifie la découpe de « typique » de cette partie de l'Europe et de cette époque. Bosch s'inscrit donc dans cette tradition. Selon la vision de l'époque telle que la rapporte Lynn F. Jacobs, un triptyque est une « peinture à portes ». Cela implique deux conséquences : l'œuvre constitue un ensemble (notamment du point de vue thématique) ; les parties la constituant sont liées selon une hiérarchie. Ainsi, la partie la plus importante est le panneau central ouvert. Il est important pour l'observateur contemporain de considérer cette conception puisque l'artiste comme le spectateur de ce début du XVIe siècle organise sa lecture de l'œuvre selon des « seuils », c'est-à-dire des rapports de hiérarchie organisant l'œuvre. Or Bosch joue sur une telle conception puisqu'il fait le choix novateur de bousculer voire dépasser cette hiérarchie : en effet, le peintre impose au spectateur d'alors un hiatus entre la position hiérarchique du panneau central pourtant « investi d'une sacralité suprême » et la représentation d'une scène profane et ironique d'une humanité pécheresse. Enfin, la grande taille de l'œuvre est inhabituelle pour un tel triptyque à caractère profane : des triptyques ayant une telle destination existaient auparavant mais ils n'étaient pas aussi grands que lui, comme ce polyptyque de 1485 du peintre primitif flamand Hans Memling qui n'est haut que de 22 centimètres.

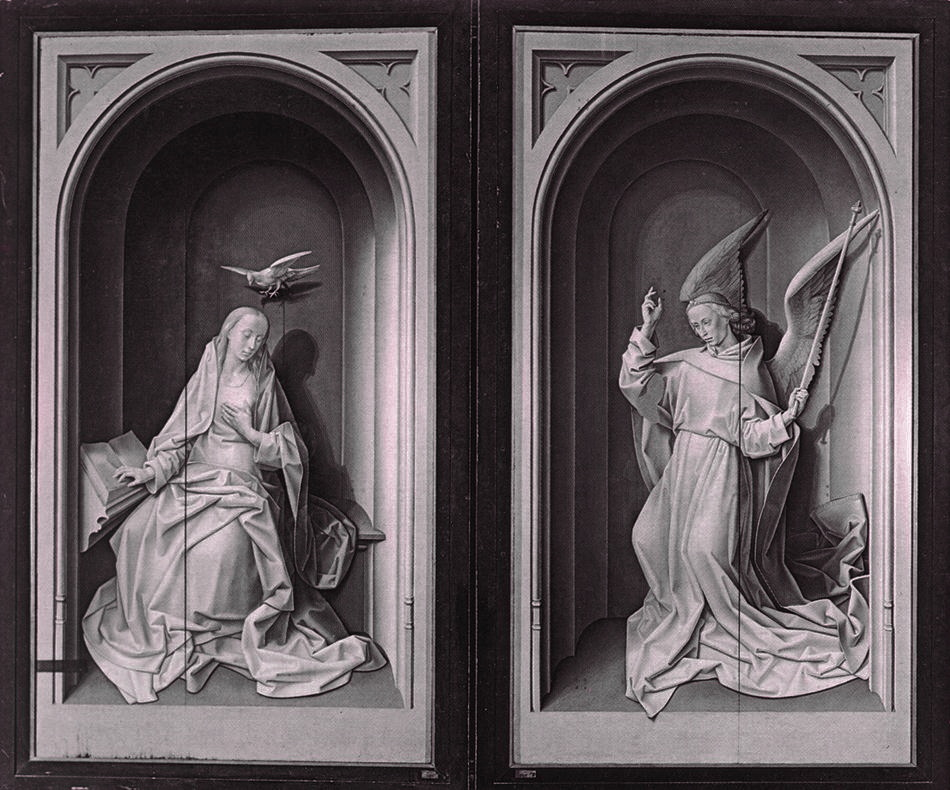
La plupart du temps, les panneaux fermés d'un triptyque sont peints en grisaille, ainsi ceux du triptyque Portinari du peintre primitif flamand Hugo van der Goes pour l'église Sant'Egidio (vers 1475).

Un regard rapide sur Le Jardin des délices laisserait penser qu'il pourrait s'agir d'une œuvre religieuse à fonction liturgique comme beaucoup de triptyques de cette époque. Le Jardin des délices emprunte en effet la structure, la composition, les thèmes, les codes et les références propres à la peinture religieuse en général et à la peinture chrétienne en particulier. En effet, en choisissant la forme de triptyque, Bosch reprend la composition des retables sous forme polyptytique ayant traditionnellement cours dans l'aire européenne et destinés à habiller l'arrière de la table d'autel des églises. Lorsqu'il est exposé comme retable, ses panneaux demeurent la plupart du temps en position fermée, ce qui laisse alors apparaître une peinture souvent en grisaille : le but est d'offrir un contraste saisissant pour le spectateur entre un extérieur terne et un intérieur éclatant de couleurs ; c'est le cas pour Le Jardin des délices.

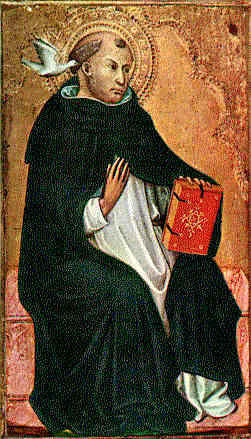
La pensée de théologiens comme saint Thomas d'Aquin (1224/1225-1274) peut être source d'inspiration pour Bosch.

Néanmoins, Le Jardin des délices demeure une œuvre profondément profane. La première indication, et la plus probante, est que son commanditaire est un particulier (Engelbert II de Nassau, Henri III de Nassau-Breda ou Philippe le Beau). En effet, l'œuvre demeure exposée dans le cabinet de curiosités du palais de Nassau très peu de temps après sa création comme l'atteste Antonio de Beatis dès 1517. A contrario, de nombreux historiens de l'art considèrent qu'il serait difficile d'exposer l'œuvre au sein d'un édifice religieux car elle présente un caractère trop ironique et original. Ainsi, exemple parmi d'autres, Erwin Pokorny relève de l'ironie dans l'idée que le péché et la chute se trouveraient déjà dans le panneau de gauche alors qu'on se situe encore dans le temps de la Création : les animaux ne vivent pas en harmonie et en paix entre eux mais laissent libre cours à la violence tel ce chat emportant un lézard dans sa gueule ou cet oiseau monstrueux qui déchiquète une grenouille>. Dans cette veine, Fischer qualifie le panneau central de « faux paradis » et Pokorny de « monde à l'envers ». L'œuvre n'est également pas exempte d'humour : sur la figure imposante de l'Homme-arbre au centre du panneau de l'Enfer, plusieurs chercheurs ont identifié Bosch qui, aux moyens des symboles indiquant la luxure, se désigne lui-même comme un obsédé sexuel. Enfin, le triptyque, et en particulier le panneau central, déploie un érotisme voire une sexualité trop prononcés pour s'accorder avec la pudeur qu'il siérait à un retable destiné à être exposé dans une église. Ainsi, en se mettant en contradiction avec telle scène de la Bible, en déployant de l'humour au sein d'un sujet grave et de l'érotisme au sein d'un sujet religieux, Le Jardin des délices « transgress[e] les schémas traditionnels et cré[e] des sujets nouveaux », comme le souligne Frédéric Elsig. Ces transgressions font dire aux historiens de l'art que le commanditaire ne pourrait donc être en aucun cas une institution religieuse, mais « correspond [plutôt] aux goûts pour l'originalité que nourrit la cour ». Bien plus, il est possible d'imaginer que beaucoup des contemporains de Bosch aient pu considérer l'œuvre comme dérangeante : seul un commanditaire puissant pourrait donc se permettre de commander puis d'exposer une telle création sans crainte de condamnation de la part de l'Église qui tient lieu d'autorité temporelle et spirituelle.
Finalement, si Le Jardin des délices ne vient pas en contradiction avec le respect d'une certaine orthodoxie religieuse, l'aspect religieux qu'il déploie est mis à distance par l'érotisme, l'ironie et l'humour.

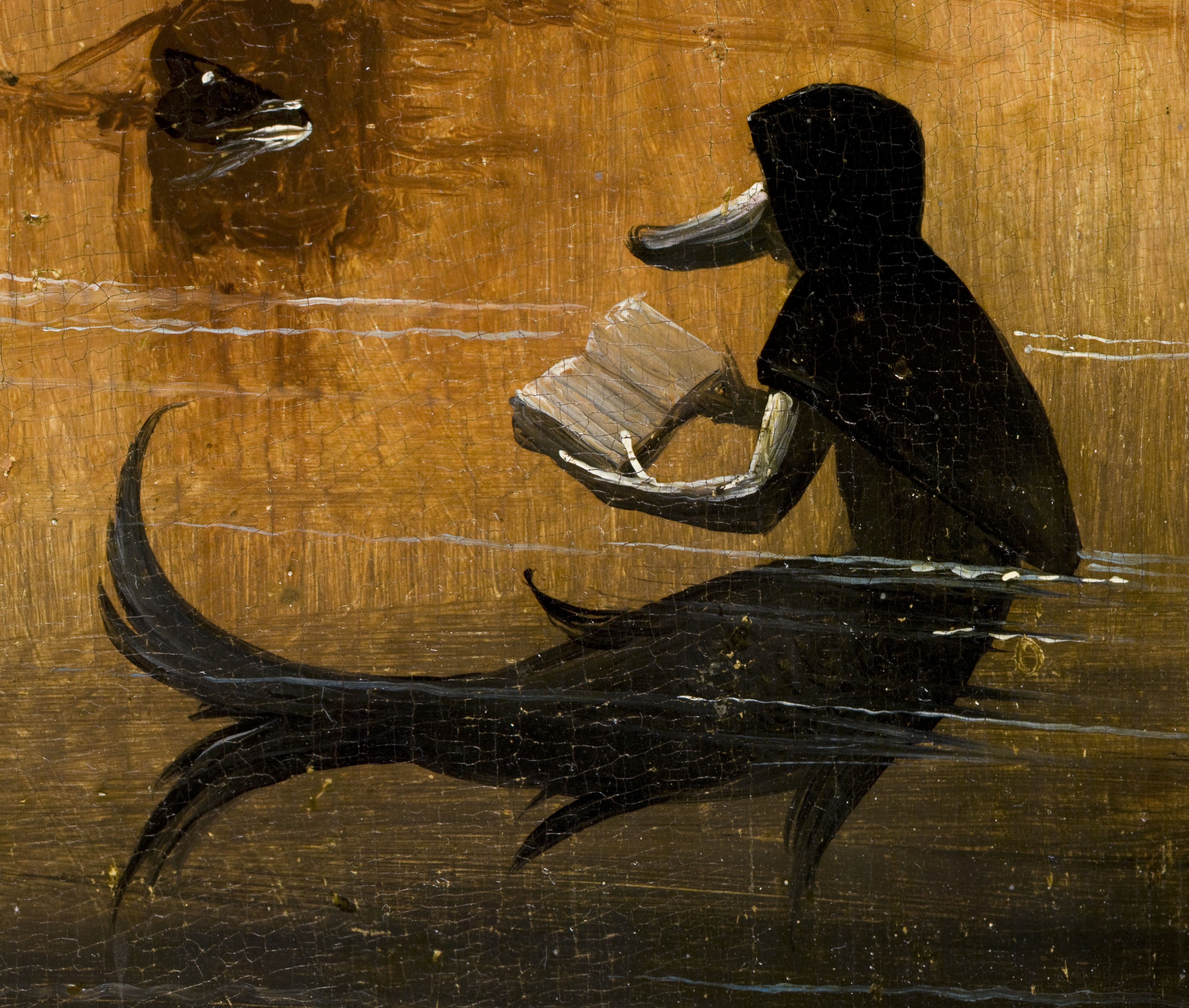
Ce personnage est en train de lire à un moment où le livre n'est pas censé avoir été inventé (détail du panneau gauche).
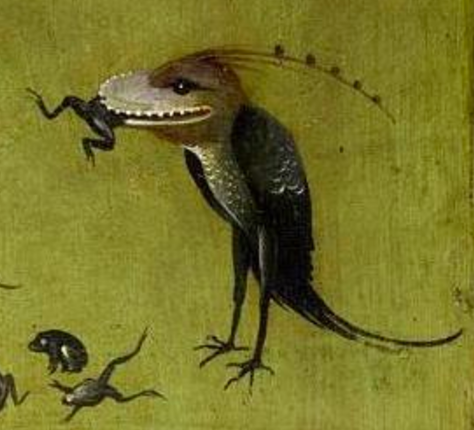
La présence de cet animal est doublement ironique : par son existence même et par son action de manger un autre animal au sein du Jardin d'Eden (détail du panneau gauche).
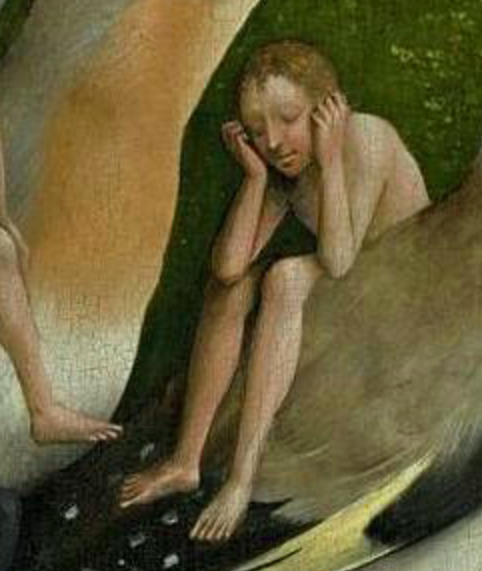
Une telle marque d'ennui est récurrente parmi les personnages habitant le Paradis terrestre (détail du panneau central).
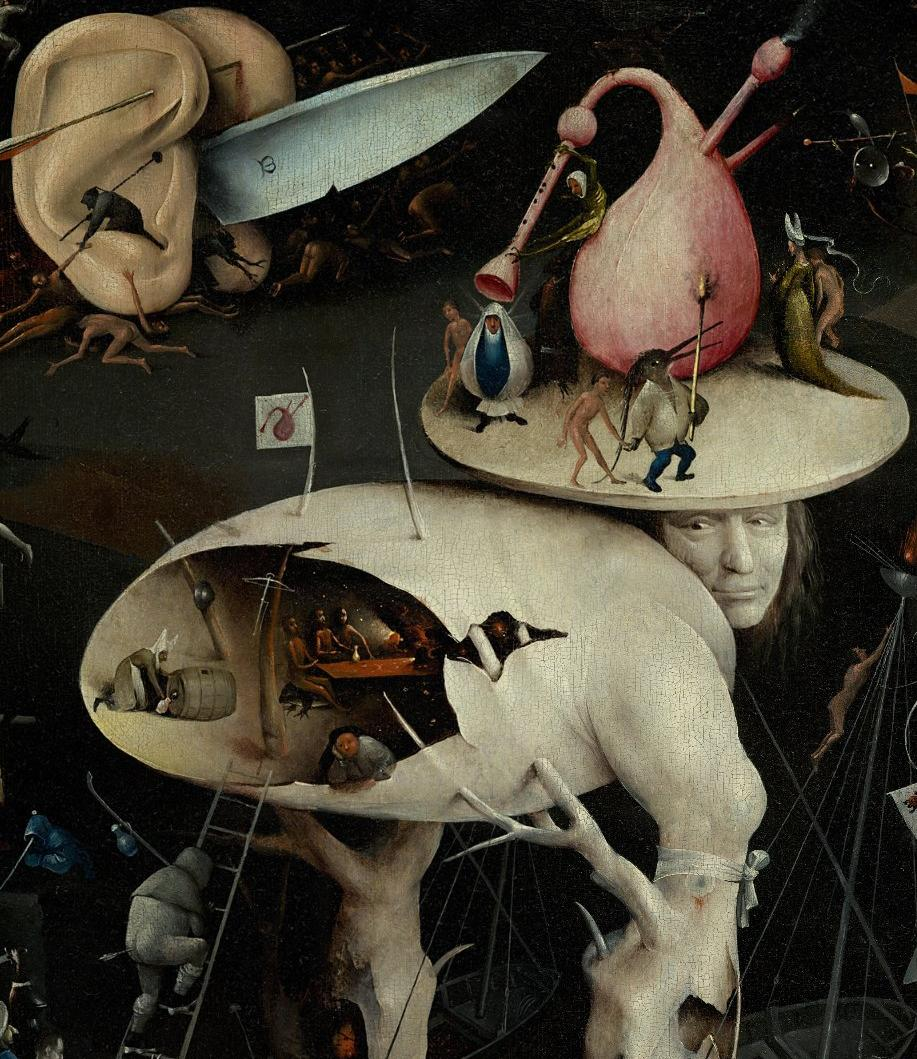
L'Homme-arbre de l'Enfer regardant le spectateur serait un autoportrait ironique de Bosch se dépeignant comme un obsédé sexuel (détail du panneau droit).

#### Difficultés et limites à l'interprétation
Bien que 500 ans se soient écoulés, les chercheurs éprouvent encore des difficultés à proposer une interprétation tout à fait satisfaisante du Jardin des délices. L'œuvre est en effet tellement riche des points de vue thématique, iconographique et symbolique, et ce, alors que Bosch procède dans le même temps par accumulation, amplification, détournement, parodie et ironie, qu'elle est susceptible de multiples interprétations tant au niveau de sa globalité qu'à celui des détails qui la composent.

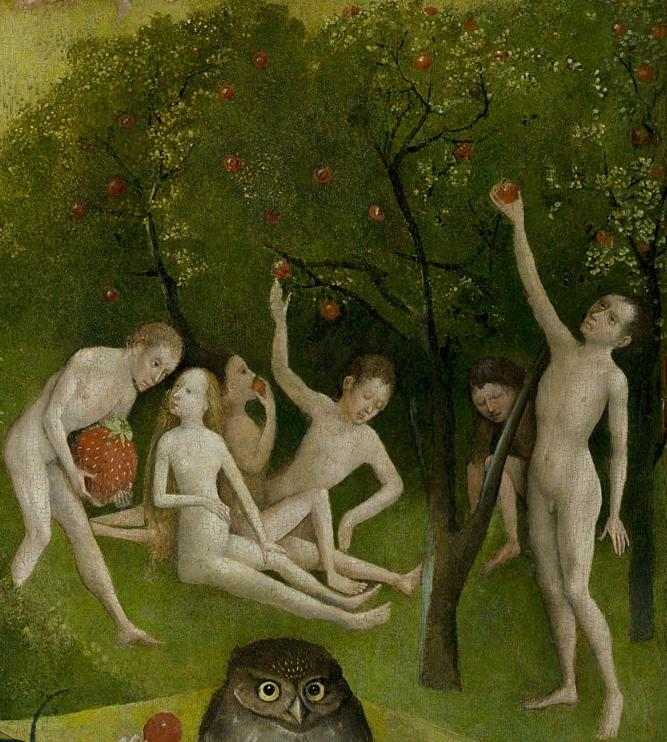
Un message crypté dans Le Jardin des délices : en ancien flamand, cueillir des fruits signifie avoir des rapports sexuels (détail du panneau central).

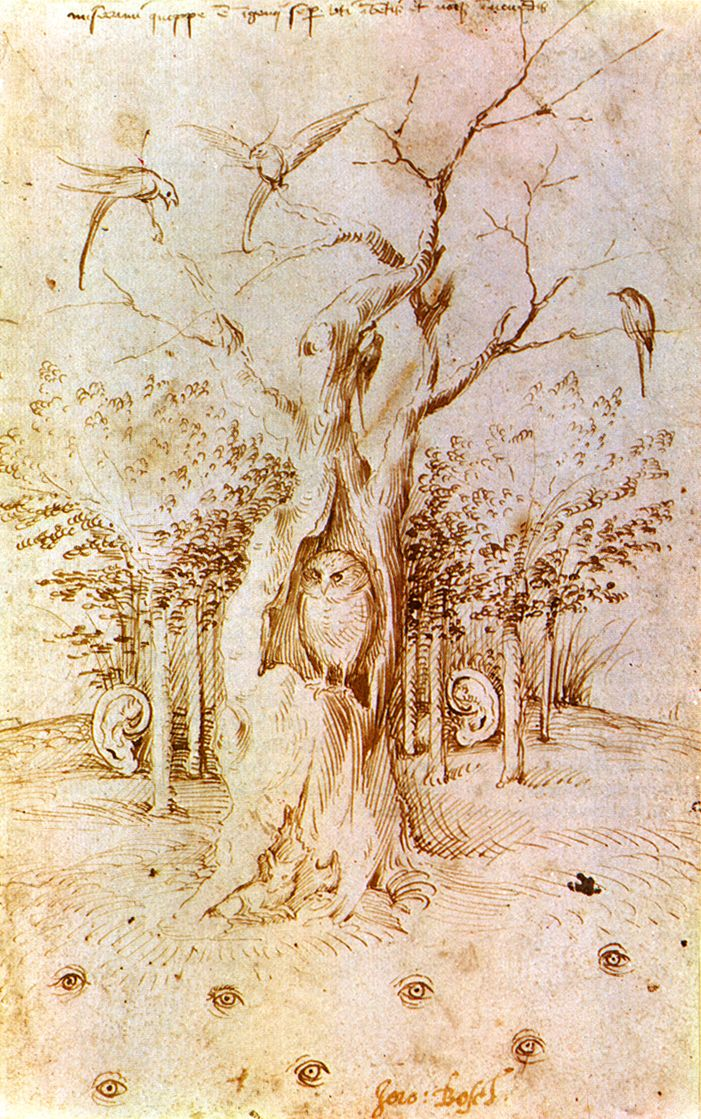
Dans Le champ a des yeux, la forêt des oreilles (vers 1500), Bosch compose le rébus « her-augen-bosch » (yeux-oreilles-bois) et renvoie ainsi à sa ville de Bois-le-Duc.

Au niveau des détails, les sujets représentés constituent autant de symboles. Le panneau central en propose une telle profusion que l'historien de l'art Walter Bosing le décrit comme un « puzzle entièrement déconcertant ». Cette profusion demeure la première source de difficulté d'interprétation.
Une autre difficulté tient au fait que des représentations qui étaient familières au spectateur de l'époque nous soient devenues étrangères : nous serions alors facilement conduits à les considérer par erreur comme autant de symboles hermétiques ou ésotériques. Or, de telles représentations sont souvent accessibles à l'ensemble de la population de l'époque puisque d'autres formes artistiques y ont également recours : théâtre (farces et mystères) ou sculptures des édifices religieux. Ainsi, une d'entre elles appartenant au panneau central est connue de tout spectateur de l'époque médiévale, celle dite du Jardin d'amour. Elle met en scène des personnages qui conversent, dansent, boivent ou dînent ensemble et est considérée alors comme une manière normale et raffinée de choisir un partenaire.
Par ailleurs, il n'est pas exclu que le triptyque contienne des énigmes dont nous ne possédons plus la clef. Cela était le cas jusque très récemment dans un dessin de Bosch, Le champ a des yeux, la forêt des oreilles : après une longue période où diverses interprétations ont été développées à son propos, les chercheurs ont compris qu'il fallait en fait la lire comme un rébus avec les mots néerlandais « Her » (« oreilles » en français), « augen » (« yeux ») et « bosch » (« forêt »), renvoyant ainsi à « ’s-Hertogenbosch » (Bois-le-Duc en français), la ville du peintre. « Grâce à sa connaissance approfondie de la littérature hollandaise ancienne », le chercheur Dirk Bax  a ainsi pu déceler de tels jeux de mots dans Le Jardin des délices. Dans le panneau central, les jeunes gens qui cueillent les fruits des arbres sous lesquels ils se trouvent sont moins innocents qu'ils ne paraissent puisqu'en néerlandais du XVe siècle, « cueillir des fruits » signifie « avoir des rapports sexuels ».
Bien plus, les recherches en histoire de l'art montrent que certains aspects de l'œuvre sont sciemment destinés à demeurer obscurs aux yeux d'une majorité : comme pour de nombreuses œuvres de l'époque, la compréhension exacte du Jardin des délices est réservée au cercle restreint cultivé de la classe sociale riche et dirigeante. D'abord, il apparaît que Bosch use d'images que le spectateur de la cour d'alors a forcément déjà rencontrées, ce qui est générateur d'un environnement herméneutique dans le but d'induire un débat entre spectateurs. C'est ainsi qu'il introduit une image ambiguë dans le panneau de gauche où ce serait Dieu (en la personne de Jésus) plutôt qu'Adam qui s'unirait avec Ève lorsque la scène est comparée avec une œuvre antérieure structurellement très proche, voire identique, de Jan van Eyck, Les Époux Arnolfini (1434). Il est évident que pour apprécier cette image et les questionnements qu'elle soulève, le spectateur doit posséder les références culturelles nécessaires. De façon plus spécifique, les références sont souvent limitées au cercle restreint de la  cour de Nassau. En effet les cours de la Renaissance apprécient « les concepts originaux et les œuvres à clés » : les cours flamande et bourguignonne, qui ont commandé des tableaux à Jérôme Bosch, se situent donc dans cette lignée. Il n'est donc pas étonnant qu'un visiteur comme Antonio de Beatis, pourtant contemporain de Bosch et habitué à côtoyer les cours européennes, ne possède pas les codes qui permettent de comprendre le triptyque. Il le reconnaît dans son journal de voyage qui relate sa visite du palais de Nassau à Bruxelles et qualifie les détails du triptyque de « bizarreries »,.

### Sens possibles au niveau global

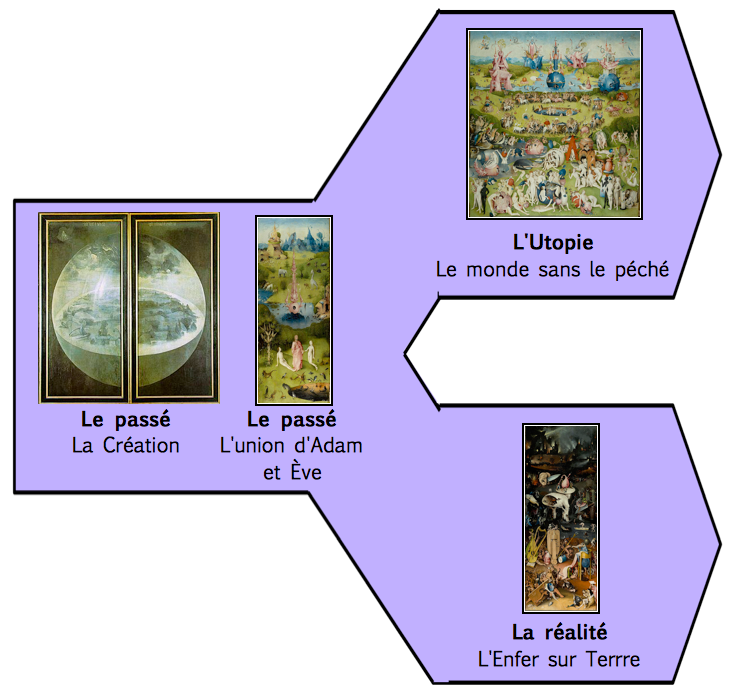
Selon Jean Wirth, Le Jardin des délices se lit selon deux visions : l'utopie d'une humanité qui n'aurait jamais péché ou la réalité d'un présent infernal.

Au fil des siècles une multitude de lectures s'est développée : psychanalytique, alchimique, symbolique, astrologique ou purement tournée en fonction d'une lecture littérale de la Bible. Cette abondance de lectures a pour origine le grand nombre et la complexité des détails, des motifs et des symboles qui occupent les panneaux, ainsi que les incertitudes liées aux identités du commanditaire et du destinataire de l'œuvre. Pour sortir de ce débat, les chercheurs modernes en histoire de l'art s'appuient sur une méthodologie éprouvée : analyser l'œuvre en tenant compte du contexte culturel et social dans lequel elle a été créée,. Ainsi, selon les recherches, l'œuvre constitue un speculum, c'est-à-dire un miroir du monde dont il faut tirer des conclusions d'ordre moral.
Deux interprétations se détachent particulièrement dans les recherches de la communauté scientifique. Ces deux interprétations procèdent d'une lecture différente du même panneau, le panneau central, dont la compréhension détermine celle du triptyque entier. Cela reste en cohérence avec la vision médiévale de l'Europe du Nord selon laquelle le panneau central est prééminent sur les autres et donc induit la thématique de l'ensemble.
La plus ancienne interprétation date de la fin des années 1960 et s'appuie sur une lecture traditionnelle de l'œuvre. Cette lecture remise au goût du jour est issue des recherches de l'historien de l'art Ernst H. Gombrich et est privilégiée par Stefan Fischer. Selon Gombrich, la thématique du panneau central serait celle de la vie de l'humanité alors qu'elle est tout à fait inconsciente de la notion même de péché ; il s'agit alors d'une vie telle qu'on peut l'imaginer avant le Déluge. Cette interprétation est l'héritière revendiquée d'une vision ancienne constituée par la description d'achat du tableau par l'archiduc Ernest d'Autriche en 1595 qui décrit l'œuvre comme « sicut erat in diebus Noe » (« comme il en était aux jours de Noé »). Gombrich s'approprie les termes de ce document car celui-ci a été écrit moins d'un siècle après la mort de Bosch : du fait de cette proximité temporelle, il s'attend en effet à ce que son auteur ait d'autant mieux compris ce que le peintre et le commanditaire voulaient dire. Dès lors, la lecture du triptyque serait strictement chronologique : on peut reconnaitre le passé de l'humanité avec Adam et Ève (panneau de gauche) ; puis vient le présent où l'humanité transgresse, certes innocemment, les lois divines (panneau central) ; et enfin, se révèle l'avenir de l'humanité où les pécheurs seront punis en Enfer (celui de droite). C'est une lecture que proposait quelques années plus tôt l'historien de l'art Ludwig von Baldass selon qui Bosch décrivait « comment le péché était entré dans le monde par la création d'Ève, comment les convoitises charnelles s'étaient propagées sur toute la terre, favorisant tous les péchés mortels, et comment cela conduit nécessairement directement à l'enfer ». La lecture de l'historien de l'art Reindert Falkenburg est quelque peu différente dans son approche du panneau de droite, dit « de l'Enfer » : dans son optique où l'œuvre est destinée à éduquer les nobles de la cour, le panneau aborderait plutôt « la question non seulement de la domination du mal mais aussi de la mauvaise gouvernance ».
Néanmoins, la plupart des commentateurs s'arrêtent à un avenir sans espoir pour l'humanité avec ce troisième panneau de l'Enfer. Le véritable apport d'Ernst Gombrich est de donner un sens nouveau aux panneaux fermés, ce qui permet de proposer une nuance dans l'interprétation traditionnelle de l'œuvre : la scène ne représenterait pas la Création du monde mais le monde après le Déluge, alors que les eaux se sont déjà retirées. En effet, il refuse de voir un quelconque reflet dans les trainées incurvées sur le côté gauche du globe que contemple Dieu mais bien un arc-en-ciel en grisaille. Par ailleurs, Bosch aurait représenté des constructions humaines sur la Terre, ce qui vient en contradiction avec un monde tout juste créée. Ainsi, selon lui, « le message du triptyque n'est pas celui d'une tristesse non réconfortée » : « l'arc-en-ciel dans le nuage d'orage contient la promesse qu'aucun second déluge ne détruira l'humanité tout entière et le salut de Noé ». Finalement, l'œuvre serait empreinte d'espoir car elle contient « le rappel que le bien ne périra pas avec les méchants ».

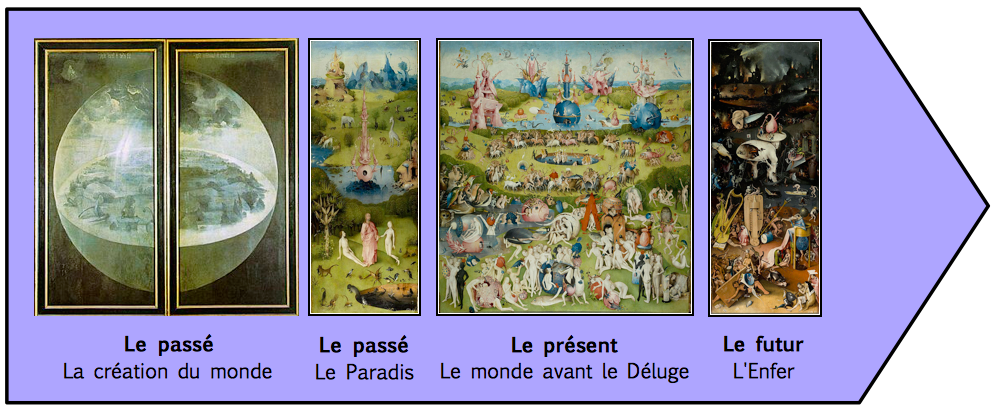
Traditionnellement, Le Jardin des délices se lit chronologiquement : passé (Création du monde par Dieu sur les panneaux fermés), passé (Paradis), présent (La vie avant le Déluge) et à venir (L'Enfer).

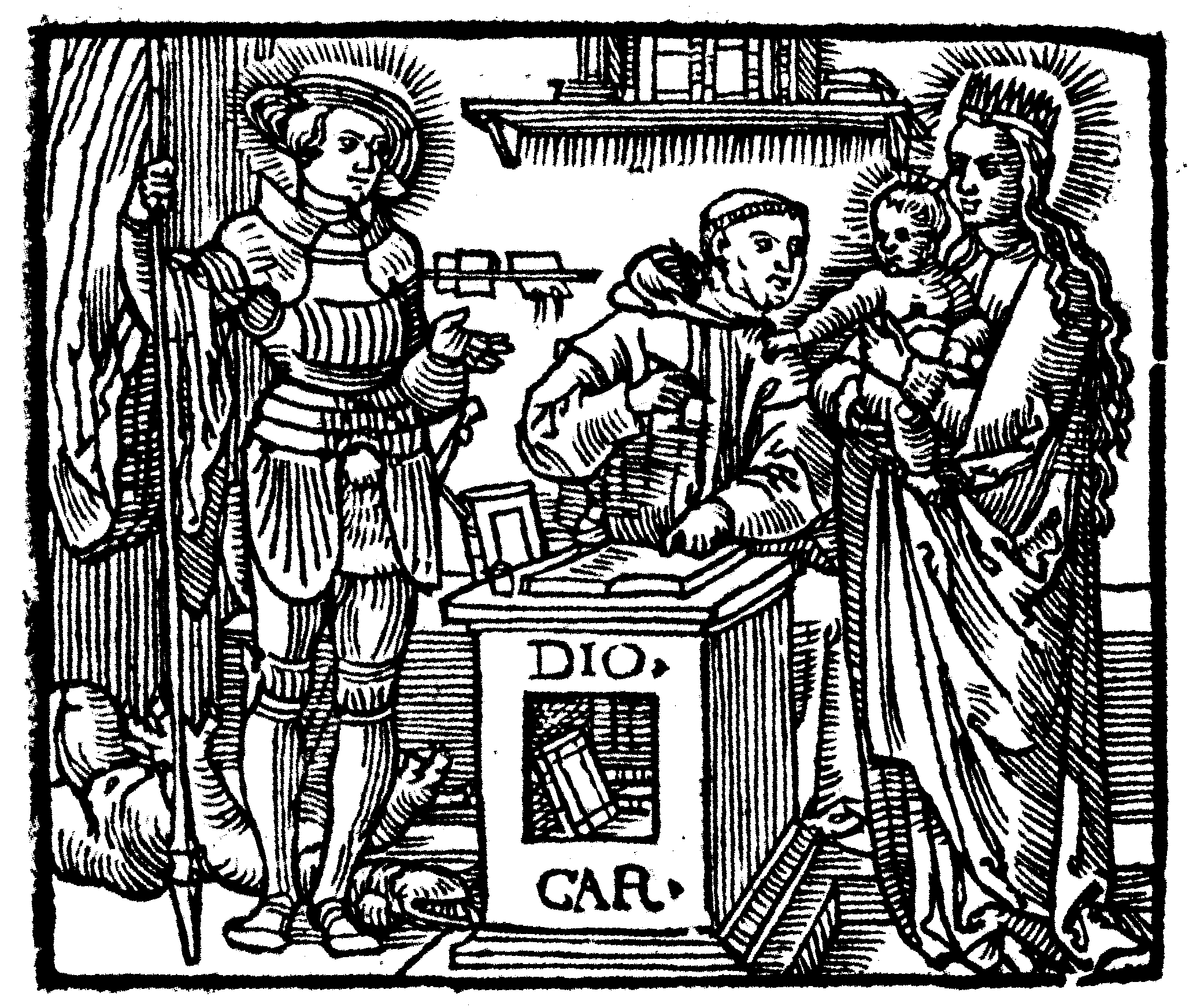
Le panneau central serait porteur du questionnement de théologiens comme Denys le Chartreux (portrait de 1532).

La seconde interprétation date de la fin des années 1980 avec les recherches de l'historien français Jean Wirth et est privilégiée par Frédéric Elsig et à laquelle souscrit plus récemment l'historien de l'art Hans Belting. Ici, la lecture du triptyque ne serait plus une chronologie mais une apposition de la réalité et d'une utopie : on assiste à l'union d'Adam avec Ève dans le panneau de gauche ; le panneau central présente l'utopie d'une humanité exempte de tout péché ; et le panneau de droite représente la réalité contemporaine de Bosch d'une humanité qui vit dans le péché et qui subit la damnation et la torture. Cette lecture s'appuie comme la précédente sur une interprétation du panneau central mais s'en différencie en considérant que le peintre a voulu y représenter l'utopie d'une humanité qui n'aurait pas commis le péché originel. À travers son panneau central, Bosch proposerait en effet une réponse à une question théologique dont débattent les théologiens d'alors : « Comment serait le monde si l'homme n'avait pas péché ? » Car Jean Wirth considère évident que cette question est connue de Bosch et du commanditaire du triptyque. Il en veut pour preuve la présence notamment d'un théologien de renom, Denys le Chartreux (1402-1471) prêtre de l'ordre des Chartreux, à Bois-le-Duc quelques années plus tôt, entre 1466 et 1469. Selon Frédéric Elsig, Gombrich aurait donc omis le fait que, de façon volontaire, Bosch n'a pas représenté de péché originel dans le panneau gauche, contrairement à ce que laisse paraître la production artistique d'alors : c'est en croisant la question théologique en vogue à l'époque et cette absence de péché originel que les deux historiens de l'art en concluent que le panneau ne cherche pas à représenter une réalité mais une utopie. De fait, Jean Wirth et Frédéric Elsig font du Jardin des délices une œuvre cérébrale, « inscrite dans la plus pure tradition scolastique », éloignée autant de « l'austérité moralisante » et « de l'ésotérisme sectaire ». Bosch dépeint ainsi un monde où le Péché Originel n'aurait jamais existé en concordance avec les réponses des théologiens : l'humanité serait éternellement jeune et ne vivrait que pour et à travers les plaisirs du corps — paresse, sexe et nourriture. Bien plus, les théologiens d'alors s'interrogent sur ce à quoi ressembleraient les excréments de tels hommes : leur réponse est qu'« ils auraient l'aspect de perles et le parfum des fleurs », ce qui correspondrait bien à certains détails visibles de l'œuvre. Autre conséquence, le panneau de droite n'est pas à considérer comme l'univers abstrait de l'Enfer mais comme la réalité du monde contemporain tel que le voit Bosch, par ailleurs souvent considéré comme obnubilé par l'idée du péché. Frédéric Elsig résume cette idée contenue dans le panneau de droite par la formule : « L'enfer c'est le présent ».

### Motifs significatifs
Selon Falkenburg, chaque motif pris individuellement serait investi d'une fonction mnémonique, c'est-à-dire qu'il constituerait une banque d'informations utile pour stimuler et ordonner la mémoire, ainsi que cela est largement usité en cette fin de période médiévale,. Cela le conduit à qualifier chacun de ces motifs d'« image-souvenir ». Il faut pourtant avoir conscience, toujours pour le chercheur, que les réminiscences que ces dernières induisent sont fugaces, variables et susceptibles de changement. Dans le cas du Jardin des délices, cette mémoire concerne les connaissances se rapportant au péché.
Bien plus, Falkenburg propose une lecture cohésive de ces motifs : pour les interpréter, ils sont à considérer dans le réseau qu'ils forment ensemble et suivant un cheminement intellectuel. Selon lui, ils ne pourraient donc être lus indépendamment mais seulement par une « projection imaginative de [l'un] sur l'autre ».
Selon la théorie que développe Falkenburg, ce n'est qu'en considérant ces deux conditions — fonction mnémonique et cheminement cohésif — qu'il serait possible de percevoir le véritable rôle de l'œuvre qui est d'être source d'interprétation et de discussion au sein de l'esprit du spectateur mais aussi entre les spectateurs qui la regardent.

#### Adam, Ève et Dieu (panneau de gauche)

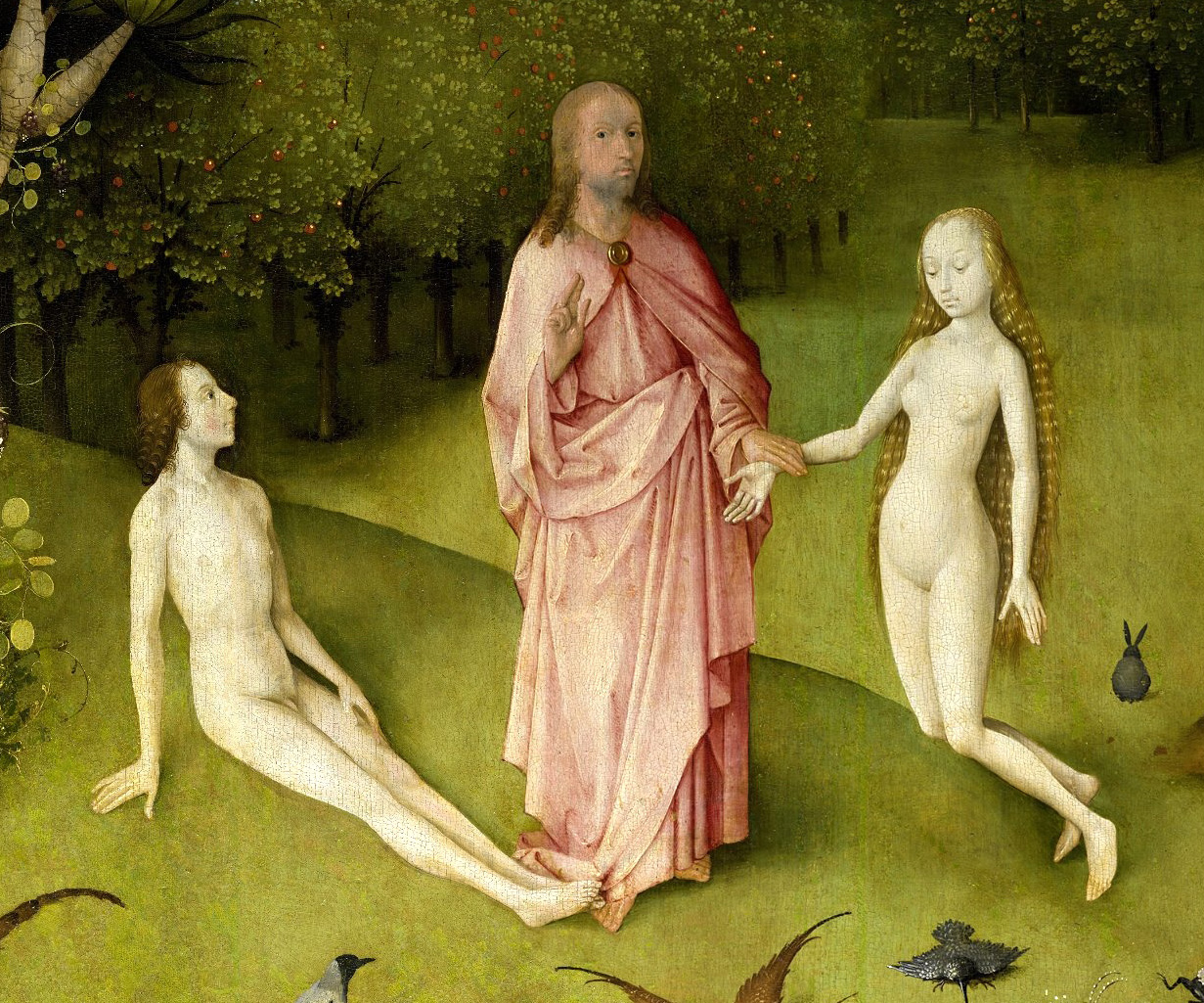
Ève est créée à partir de la côte d'Adam puis elle est unie à lui par Dieu (détail du panneau de gauche).

Point de départ du chemin de lecture du triptyque, le motif est double puisqu'il représente à la fois la création d'Ève, issue de la côte d'Adam, mais aussi l'union entre ces deux personnages par l'entremise de Dieu qui apparait sous la forme de Jésus,. Les chercheurs s'accordent pour penser que cette scène est le vecteur directeur du triptyque entier,. Or ce motif est porteur d'une double signification.
La première est liée à la relation qui commence tout juste à s'établir entre Ève et Adam qui s'éveille pourtant seulement. En effet, l'historien de l'art Charles de Tolnay souligne combien, à ce moment, « Ève est déjà l'image de la séduction [et] le regard d'Adam le premier pas vers le péché ». Cette scène pourtant précoce dans la Création est donc la préfiguration de la chute de l'homme. Une telle vision proposée par le peintre est en cohérence avec la pensée développée par saint Augustin et les théologiens médiévaux.
Pourtant, un effet de mise en scène est source d'une seconde signification concomitante à la première : si l'on compare la gestuelle d'Ève et Jésus à celle du couple dans l'œuvre de Jan van Eyck, Les Époux Arnolfini (1434), il est possible d'imaginer que l'union décrite par Bosch serait moins celle d'Ève et Adam que celle d'Ève et Jésus, une idée qui serait centrale pour comprendre le motif. Or, au Moyen Âge, l'idée d'une relation directe entre Adam et Jésus est installée, et conduit alors à qualifier Jésus de « Nouvel Adam ». Cette proposition d'amalgame entre Adam et Jésus est confortée par les positions et attitudes des deux personnages : d'abord, la position d'Adam aux jambes allongées et aux pieds croisés est semblable au corps étiré à l'extrême de Jésus qu'on cloue sur la croix dans des représentations de la crucifixion, telle celle proposée par Gérard David dans son Christ cloué sur la croix vers 1481 ; ensuite, le contact entre leurs pieds évoque la croyance répandue au Moyen Âge selon laquelle « la Croix a été érigée au Golgotha à l'endroit même où Adam avait été enterré. ».
Finalement, il est donc possible de lire le motif comme l'union entre une Ève déjà source de tentation et un Adam/« Nouvel Adam »/Créateur dont la préfiguration de la mort porte l'espoir de la rédemption de l'homme.

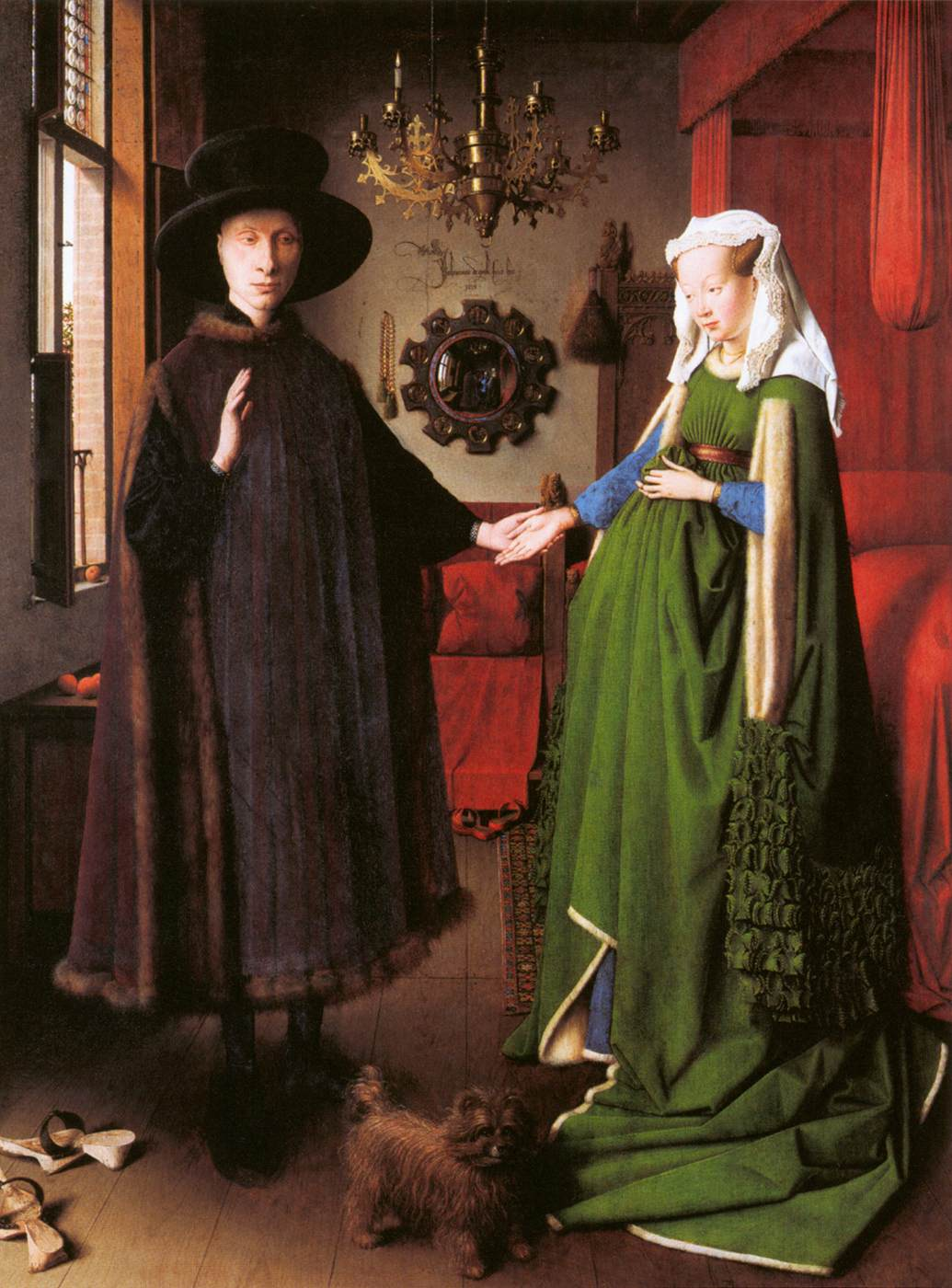
Jan van Eyck, Les Époux Arnolfini, 1434, Londres, National Gallery.
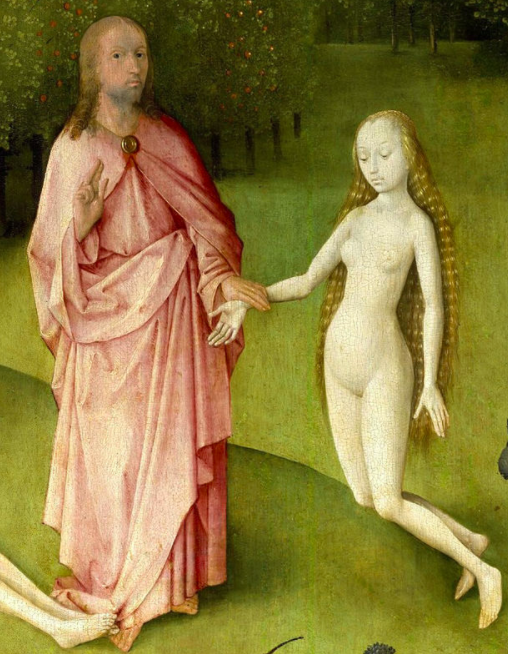
La gestuelle unissant Ève et Jésus est proche de celle du tableau de Jan van Eyck.

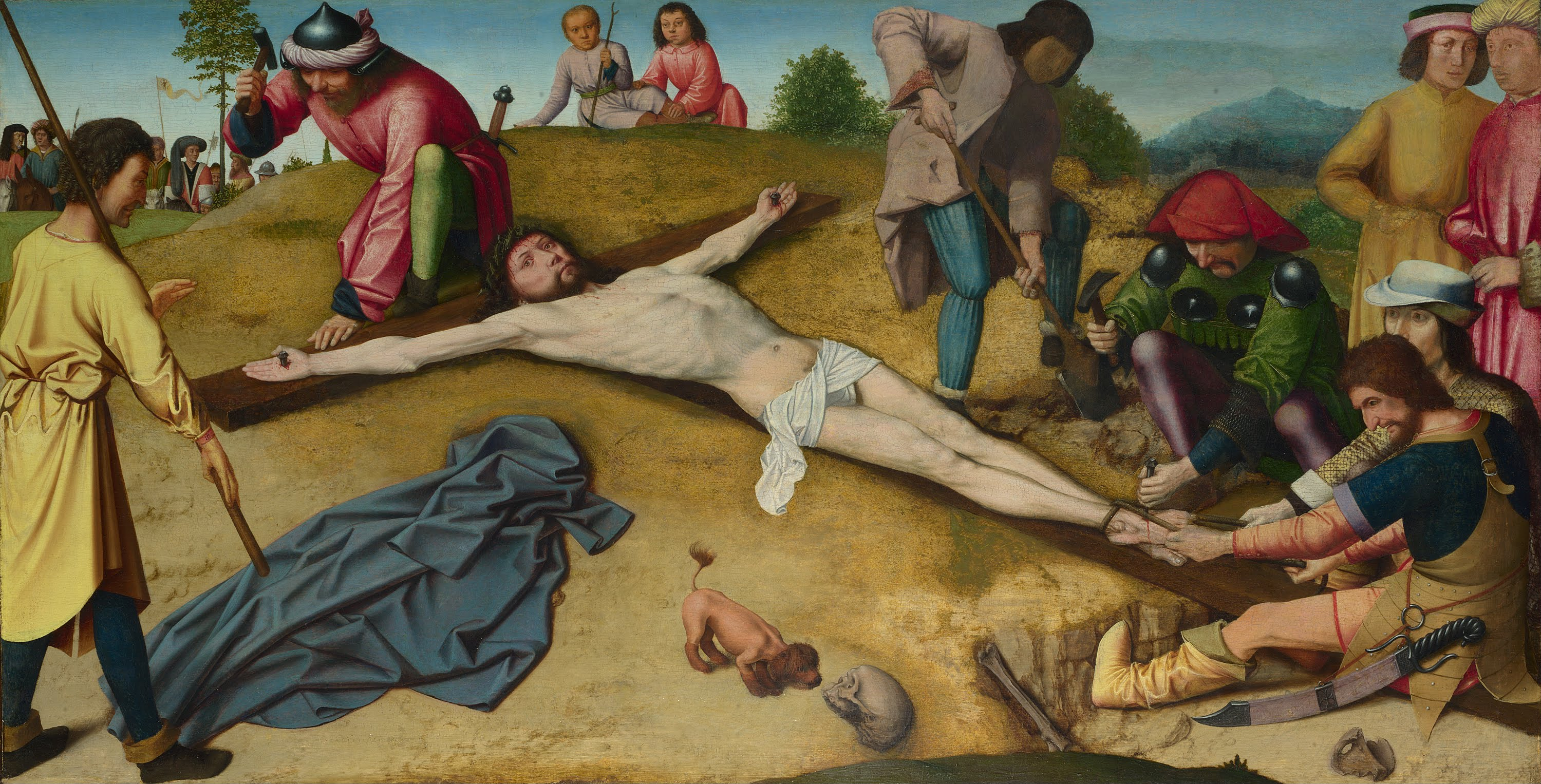
Gérard David, Le Christ cloué sur la croix, vers 1481, Londres, National Gallery.
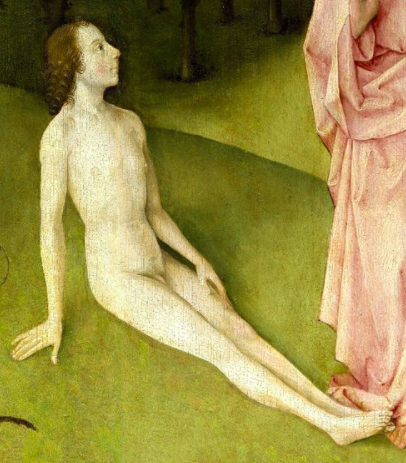
La position des jambes d'Adam est très semblable à celle du Jésus de Gérard David.

#### La Fontaine de vie (panneau de gauche)

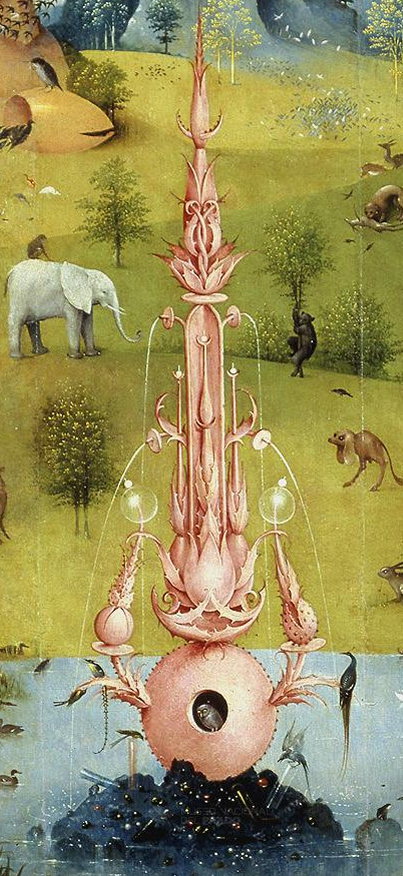
La Fontaine de vie (détail du panneau de gauche).

Dans le cheminement intellectuel que propose le triptyque, et après le motif du groupe formé par Ève, Adam et Jésus, intervient celui de la Fontaine de vie. Celle-ci est représentée sous la forme d'une tour à plusieurs étages, de couleur rose, aux appendices mêlant matières minérales et organiques. Sa base est constituée d'un disque percé d'une cavité dans laquelle se niche une chouette.
Le lien entre les deux motifs est d'abord lié à la tradition : dans la peinture médiévale de la Création, les deux personnages Adam et Ève sont souvent représentés accompagnés de la Fontaine de vie. En fait, cette dernière constitue « aussi bien une image cryptée du Christ que de la nature créée […] dans laquelle [il] s'est incarné ». Dès lors, les deux — Fontaine et Christ — peuvent être confondus. Cela est confirmé par l'iconographie utilisée par Bosch : verticalité et couleur rose commune aux deux motifs, ; « œil » de la Fontaine de vie où se niche la chouette qu'il est possible de rapprocher du regard du Christ. Il serait donc possible de considérer la Fontaine de vie porteuse d'une connotation très positive.

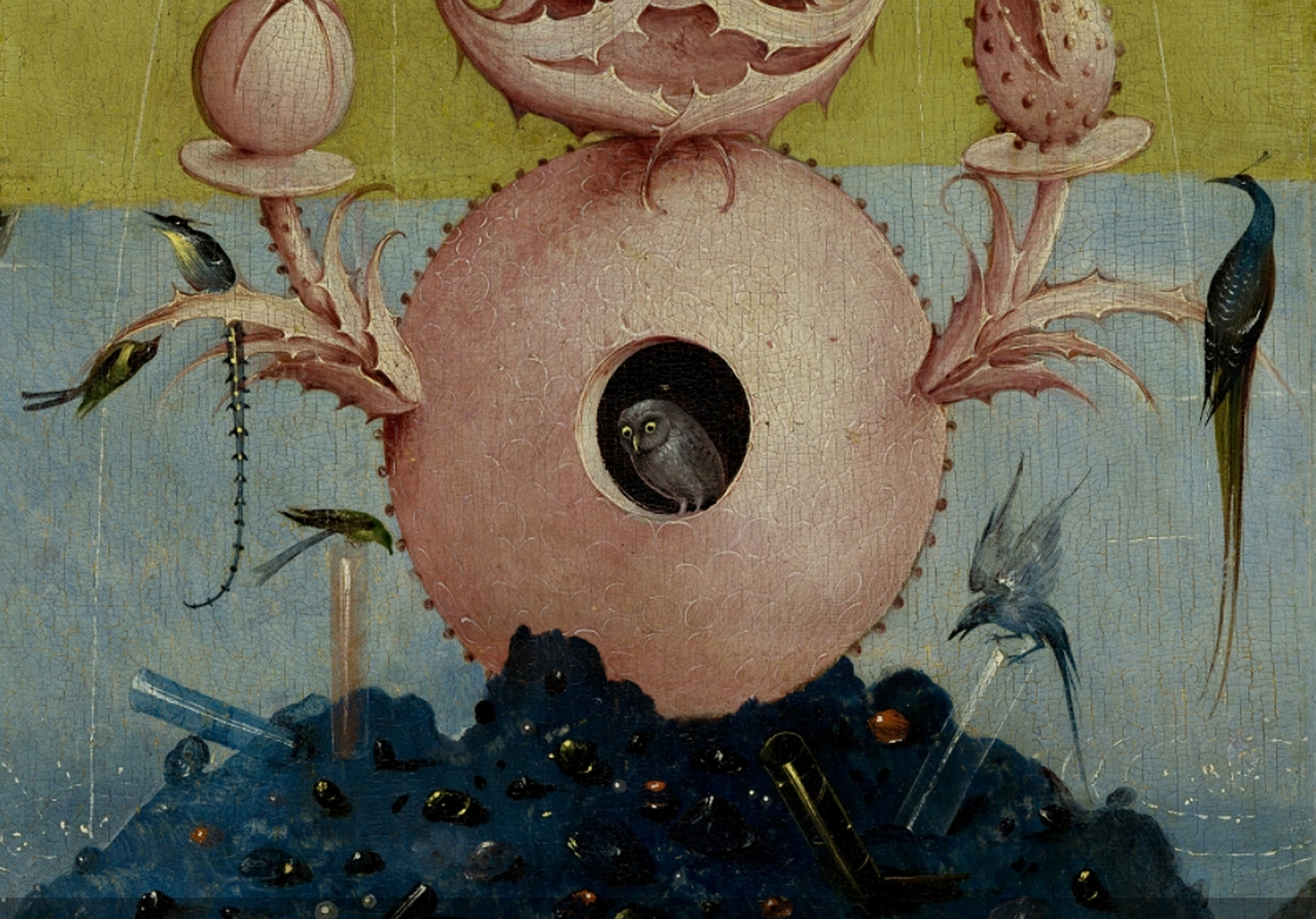
La chouette pervertit le motif entier.

Néanmoins, la présence de la chouette pervertit cette connotation : le mal est déjà présent dans le Paradis, ce qui est même exacerbé par sa situation au centre géographique du panneau. De façon plus radicale, ce serait la Fontaine entière qui représenterait le Mal : les branchages situés juste au-dessus du disque à la base de la Fontaine et formant un visage humain au sourire inquiétant voire monstrueux, invitent en effet le spectateur à le penser. Dès lors, le lien iconographique entre les deux motifs s'inscrit dans le cadre d'une relation d'ordre « type et anti-type » : un jeu d'oppositions s'établit entre les forces antagonistes « de l'Arbre des vertus et de l'Arbre des vices ».

#### Le cercle des hommes autour du bassin des femmes (panneau central)

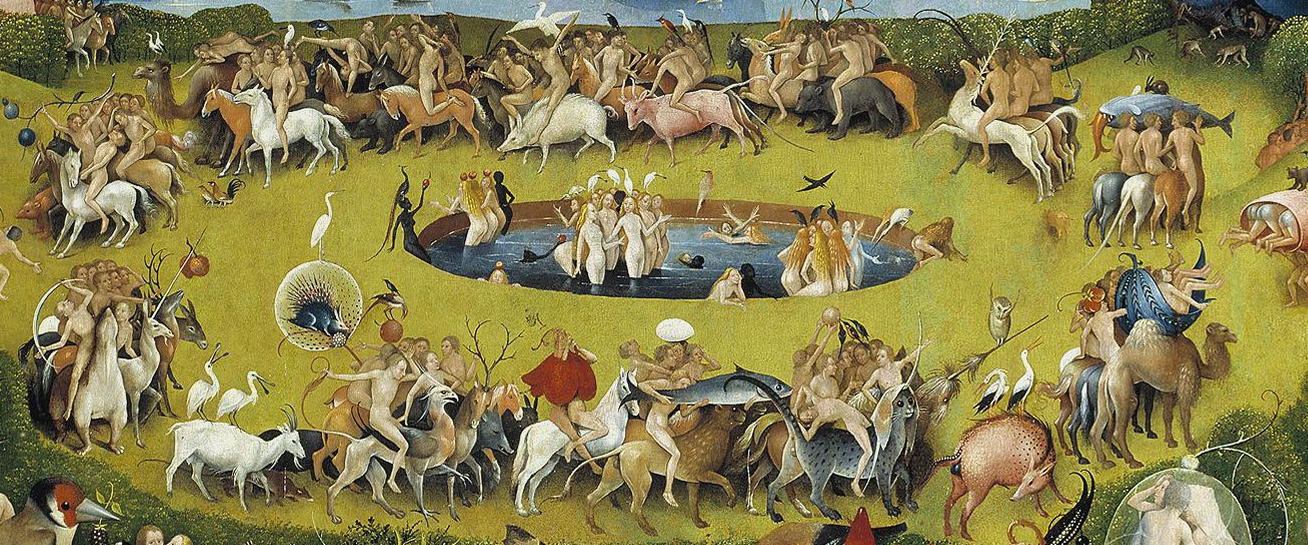
Ce motif entier est le symbole du péché de luxure (détail du panneau central).

Le motif suivant constitue un écho lointain avec la Fontaine de vie par l'intermédiaire de plusieurs éléments : la forme circulaire commune aux deux motifs ; la chouette, à rapprocher par son symbolisme avec les sirènes qui habitent le bassin ; la position géographique (au centre de la cavité comme du bassin) de ces dernières ; la présence commune, enfin, (sur la Fontaine et sur la tête des cavaliers) d'oiseaux qui symbolisent une forme « d'emprise mentale » et qui corrompent la raison.

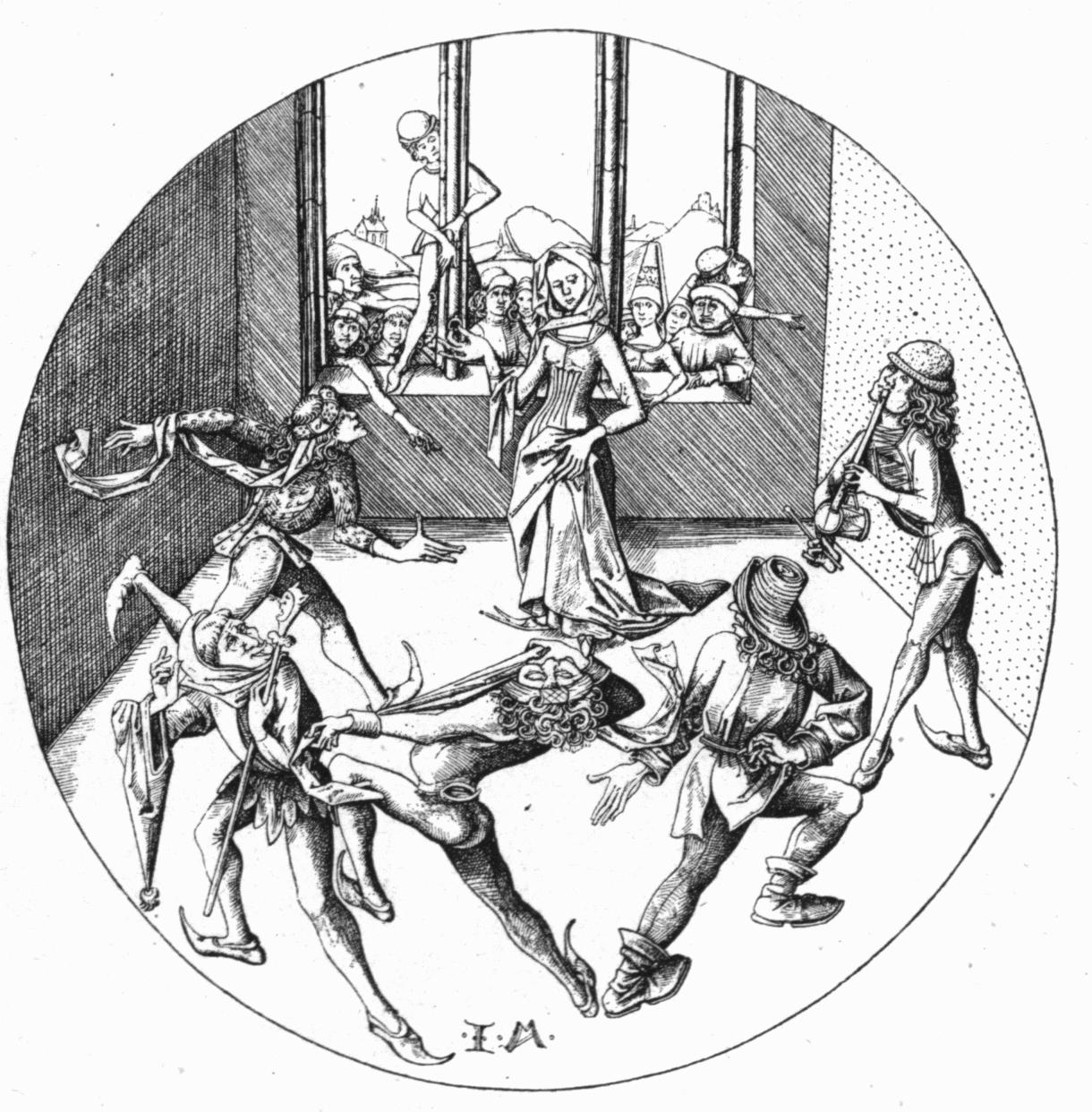
Une représentation de danse mauresque par Israhel van Meckenem vers 1490 (Vienne, Graphische Sammlung Albertina).

Pour les uns, cette ronde trouve son origine dans les rites populaires de recherche d'épouses, de fécondité ou de processions maritales qui ont encore cours à l'époque, notamment dans les campagnes. Pour les autres, elle est fondée sur les représentations de « danses mauresques » où l'homme est objet de ses passions. La signification du motif est donc évidente et unanime chez les observateurs : l'homme, emporté par son désir (symbolisé par les montures hybrides), ne peut résister aux attraits de la femme. La scène entière se situe sous le règne de Luxuria.

#### L'Homme-arbre (panneau de droite)

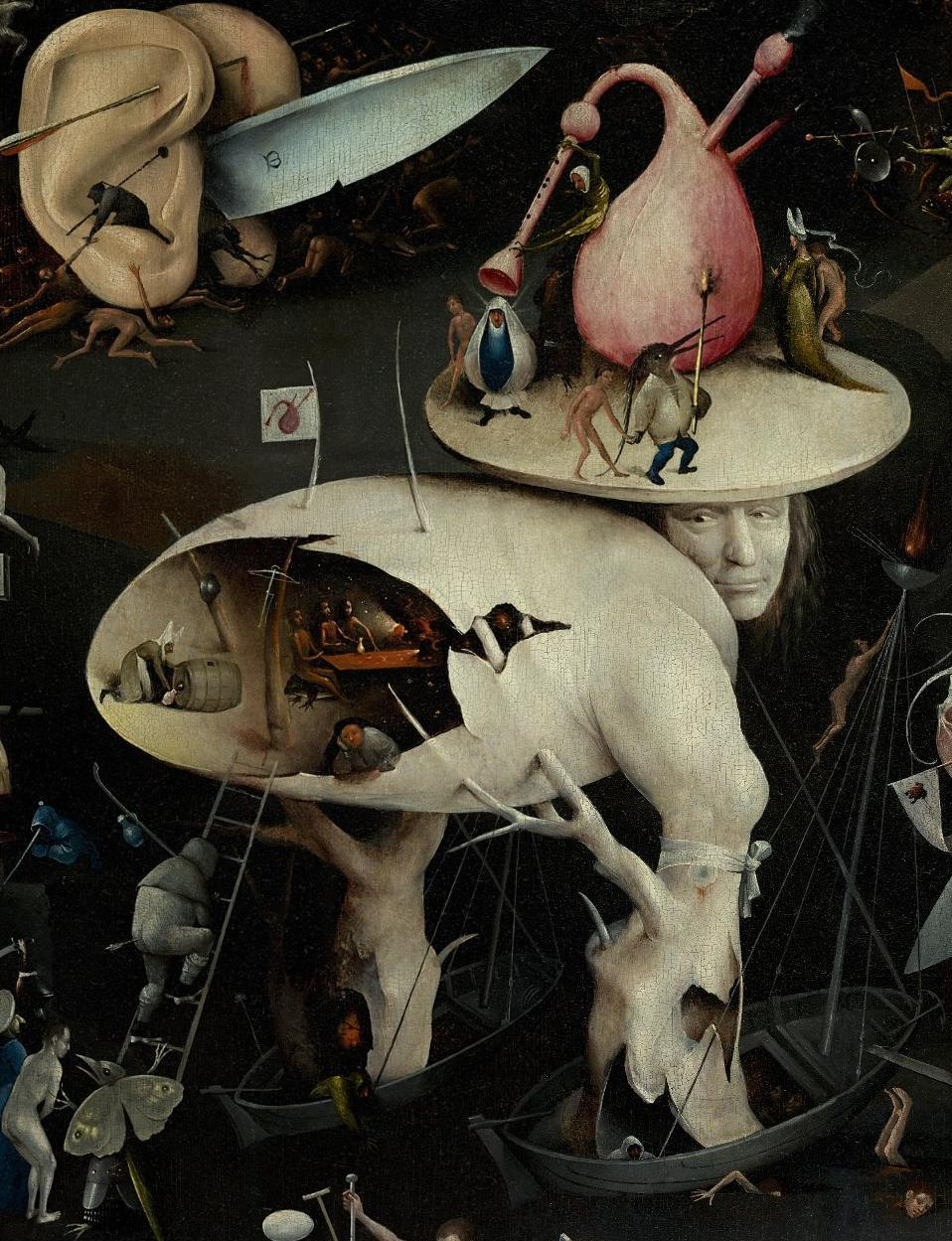
L'Homme-arbre, somme symbolique de tous les motifs rencontrés dans le triptyque (détail du panneau de droite).

Le cheminement mnémonique et interprétatif au sein du réseau de motifs du triptyque s'achève sur celui dit de l'Homme-arbre. Il s'agit d'un personnage qui s'appuie sur ses bras faits de troncs noueux, qui tourne le dos au spectateur à qui il présente uniquement son bassin ouvert dans lequel des personnages ripaillent. Les observateurs soulignent que cette ouverture correspond plutôt à un anus béant. Enfin, il regarde le spectateur droit dans les yeux, le regard par-dessus l'épaule.

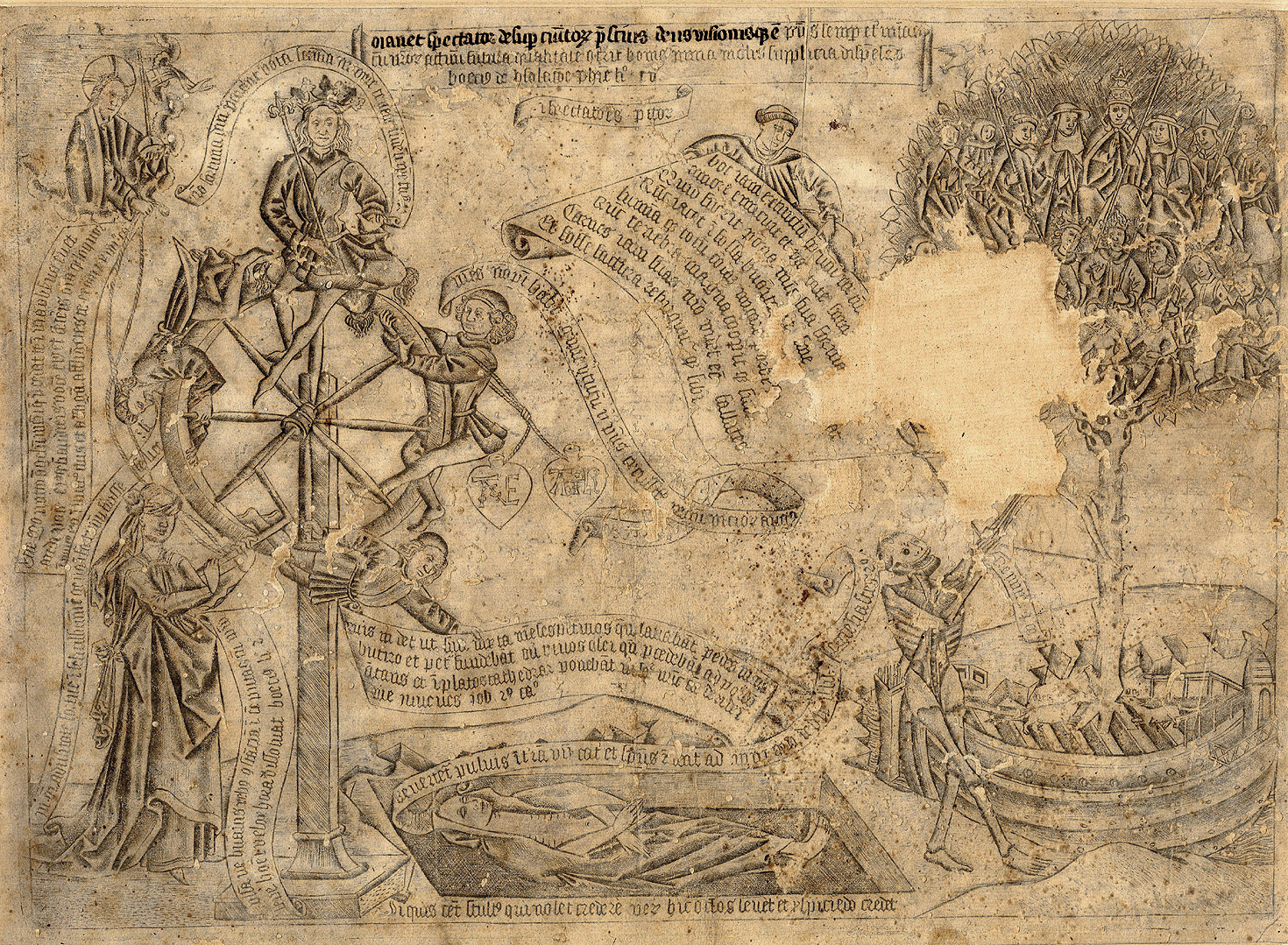
L'image des bras de l'Homme-arbre pris dans une barque pourraient s'inspirer de cette œuvre, Roue de la Fortune et Arbre de vie du Maître aux banderoles datant des environs de 1460.

Cette figure est volontiers décrite par les chercheurs et observateurs comme la plus « énigmatique » au niveau du triptyque, mais aussi au point de vue des arts en général. Ce caractère fait que « [s]a signification […] n'a encore jamais été éclaircie en détail de manière satisfaisante. » En effet, l'Homme-arbre est une figure composite. Elle l'est du point de vue figuratif d'abord, puisqu'elle est l'accrétion de plusieurs éléments iconographiques. Ces éléments peuvent être externes au triptyque, tels ces troncs qui tiennent lieu de bras au personnage et que l'on peut rapprocher d'une représentation par le Maître aux banderoles de l'Arbre de vie dont la racine est également plantée dans une barque vers 1460. Mais ces éléments peuvent également être internes à l'œuvre telle la ronde des personnages sur la tête de l'Homme-arbre, ronde qui est à rapprocher de celle des hommes autour du bassin dans le panneau central.

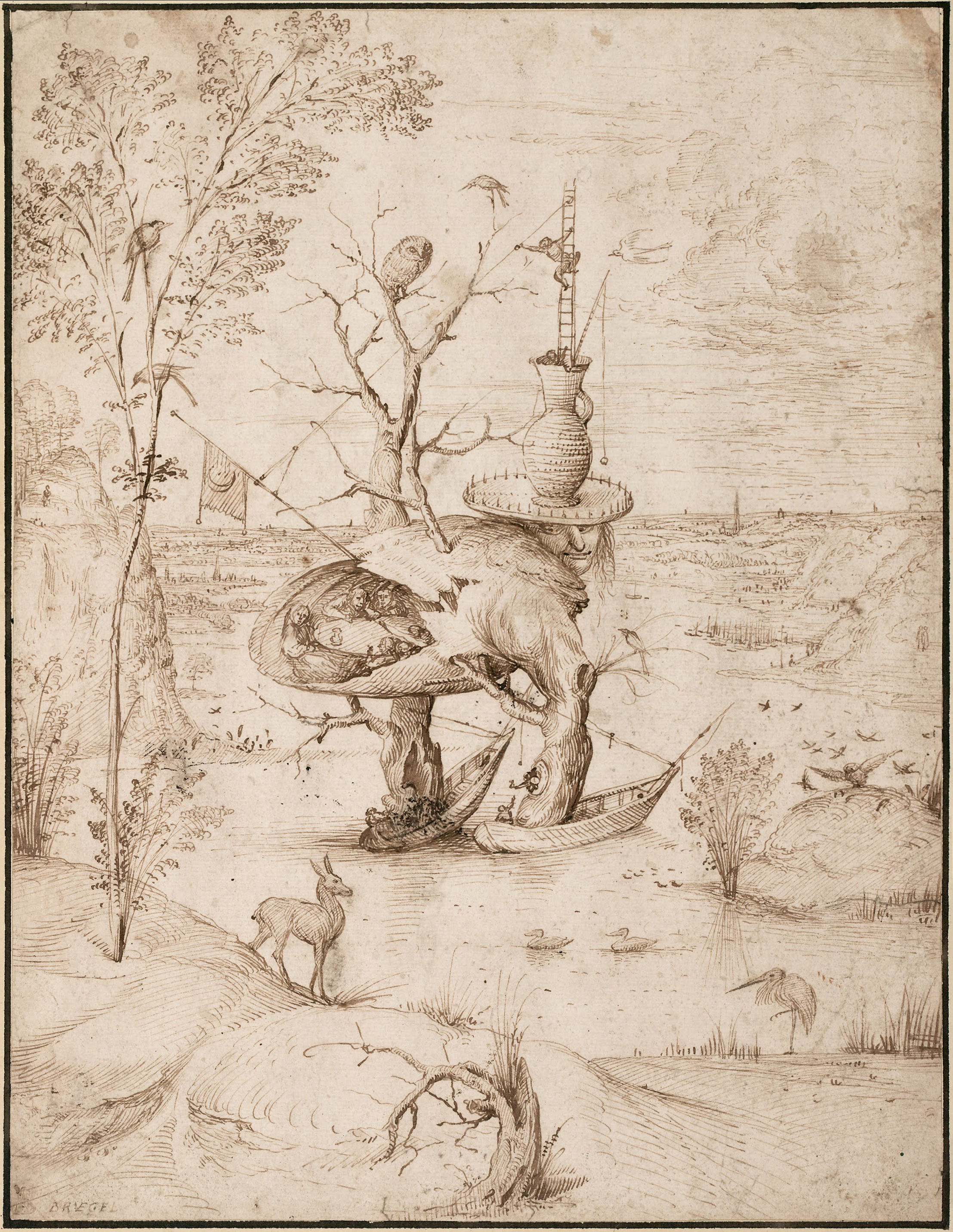
Pour certains chercheurs, le dessin où le motif est isolé peut aider à en éclairer la signification sur le triptyque. (Bosch, L'Homme-arbre, Albertina, Vienne, vers 1503-1506)

De fait, l'Homme-arbre constituerait la somme de toutes les connaissances évoquées jusque-là dans le triptyque : Falkenburg le qualifie de summa, c'est-à-dire qu'il « entre[rait] en résonance formelle et thématique avec beaucoup d'autres motifs ou enchainements de motifs du triptyque ». Ainsi, il évoquerait la totalité de motifs rencontrés jusqu'ici : la ronde des hommes autour du bassin du panneau central, la Fontaine de vie du panneau de gauche et autres.
En tant qu'aboutissement, cette figure porte en elle la somme de tous les péchés et en particulier ceux de luxure et gourmandise. Par les symboles qu'il y voit, Stéphan Fischer rapproche ainsi l'Homme-arbre du thème de « la mauvaise auberge » ayant cours au Moyen Âge. Cette idée est par ailleurs confirmée par une observation du dessin de l'Homme-arbre de la main du maître : la bannière qu'il porte est ainsi « ornée d'un croissant de lune qui rappelle l'enseigne d'une taverne ». Selon Frédéric Elsig, l'Homme-arbre constitue un autoportrait ironique lié au péché, dans lequel « Jérôme Bosch s'est représenté de manière humoristique comme un obsédé sexuel ». Dans tous les cas, les chercheurs voient volontiers une « parodie » dans cette figure.
Enfin, si ce motif est un point d'arrivée, il est également un point de recirculation. En effet, avec lui, le spectateur est invité à retourner au début de son étude : Jésus, sur le panneau de gauche. Les deux figures ont en effet en commun d'être les seules à regarder le spectateur dans les yeux. De fait, avec lui, la boucle du cheminement de lecture est littéralement bouclée. Cette invitation à retourner vers Jésus est alors d'autant plus impérieuse que cet Homme-arbre constitue une impasse : en tant que fausse arche, en référence à celle de Noé, avec ses barques pourries posées sur les eaux gelées de l'Enfer (l'élément eau qui est présent sur l'ensemble de l'œuvre et qui constitue un rappel, dans l'Enfer, du Déluge qui a frappé la Terre) ; mais surtout en tant que perversion de l'Homme considéré comme fait à l'image de Dieu.

### Symboles

#### Rôle des symboles au sein de l'œuvre

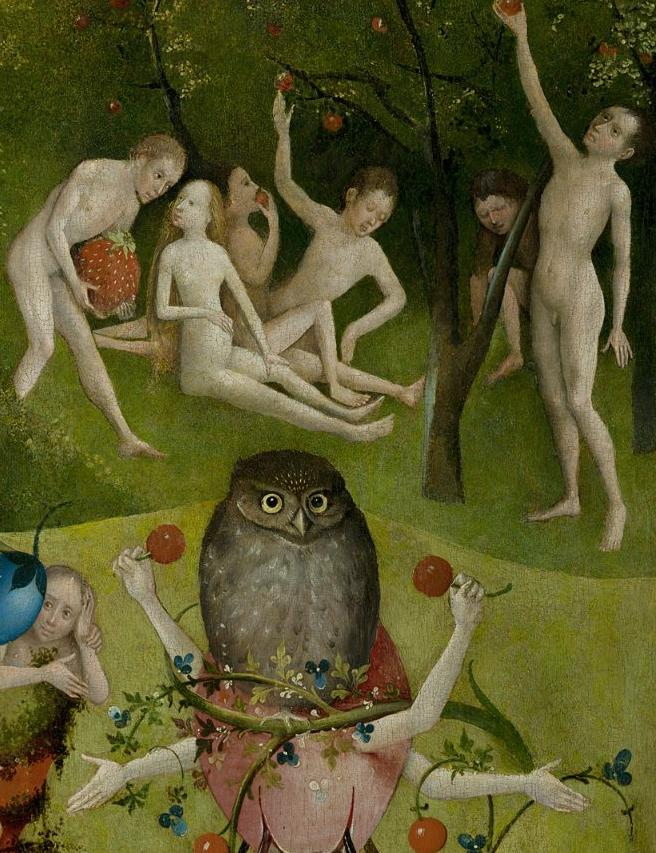
Le symbole de la chouette, très apprécié du peintre, apparaît à plusieurs reprises sur l'ensemble du triptyque ouvert (détail du panneau central).

À la fin des années 1960, et revenant sur l'interprétation alors en vogue de Wilhelm Fraenger, l'historien de l'art Ernst Gombrich invite à ne pas faire une lecture exclusivement symbolique du Jardin des délices car cela conduirait à adopter une vision ésotérique qui ne correspondrait pas à la finalité de l'œuvre. Selon lui, « li[re] la Bible et ses commentaires » constitue l'entrée la plus efficace pour en obtenir une compréhension véritable. « Il ne faut pas chercher une explication à chaque détail. Ce ne sont pas des tableaux à clé » tranche Benoît Van den Bossche, théologien et professeur d'histoire de l'art du Moyen Âge à l'université de Liège et qui contredit ainsi certains de ses pairs.
Malgré les réserves énoncées par des chercheurs en histoire de l'art, il est possible de considérer le triptyque selon la vision médiévale. D'après elle, toute représentation du monde possèderait, à l'image des Saintes Écritures, quatre sens distincts : le sens littéral, le sens anagogique, le sens moral et le sens allégorique. Or ce dernier se rapporte aux symboles. Ernst Gombrich le reconnaît d'ailleurs, le peintre use de symboles pour appuyer son propos : « Cela ne veut pas dire que le tableau doit nécessairement être considéré comme une pure illustration sans aucun recours au symbolisme ». Ainsi, Bosch répète volontiers sur chaque panneau du triptyque son motif favori, la chouette, qui porte une charge symbolique fortement négative : il signifie tout à la fois « l'aveuglement et la méchanceté, le péché, la tentation et la séduction » et constitue de façon générale une allusion « au péché et à la mort. ».
Finalement, le système symbolique que déploie le peintre a pour but d'appuyer son propos qui est que l'être humain est prisonnier de ses vices. C'est donc principalement à travers le prisme du péché et ses conséquences qu'il faut lire les symboles qui habitent l'œuvre,.

#### Les symboles comme liste des péchés capitaux

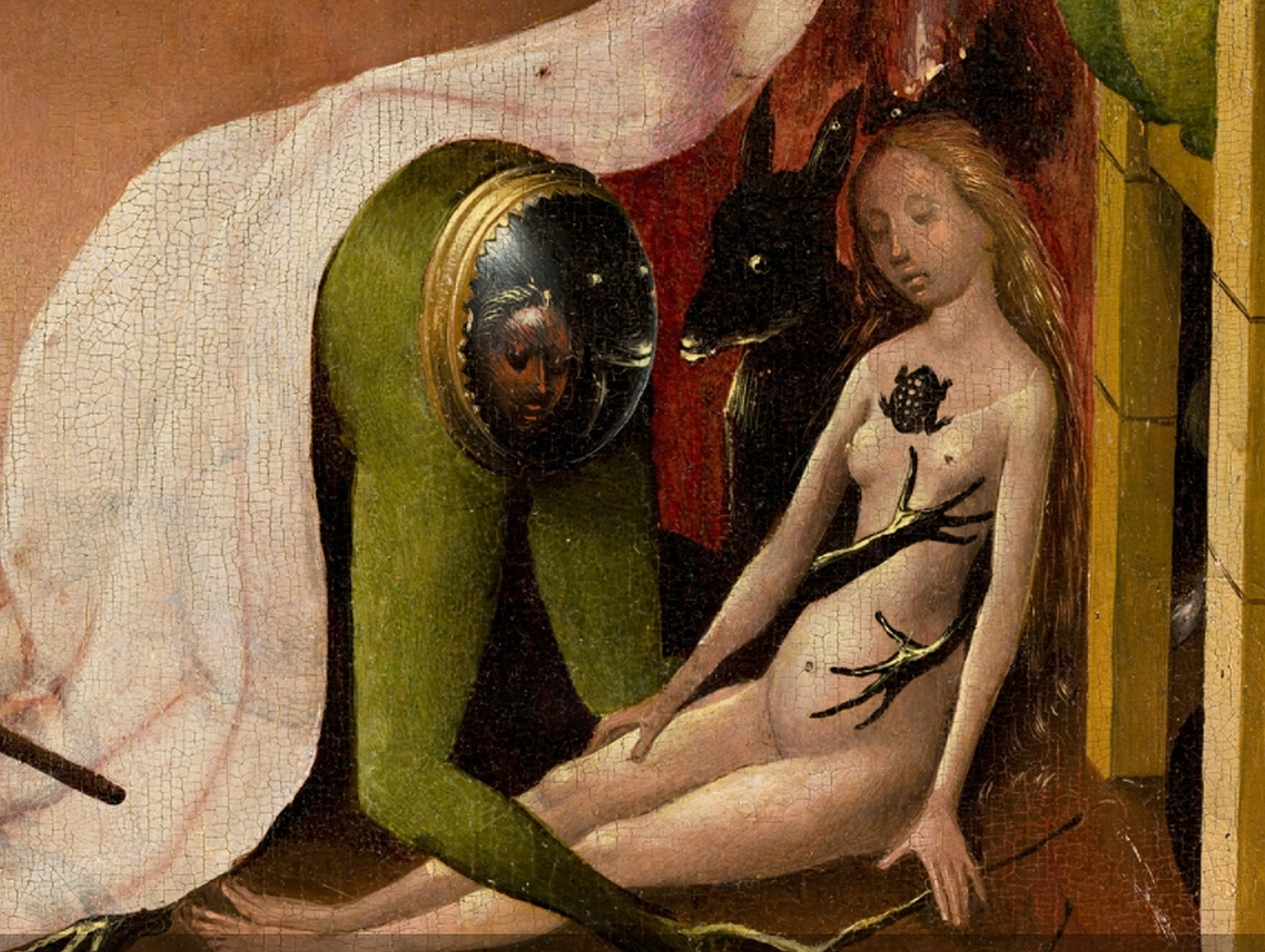
Une symbolisation du péché d'orgueil (détail du panneau de droite).

Les symboles des péchés capitaux sont présents sur les trois panneaux ouverts, et ce dès celui de gauche qui représente pourtant la Création : le serpent s'enroule déjà autour de l'Arbre du Paradis. L'ensemble symbolise la Chute prochaine, Chute que l'on retrouve dans le panneau de droite.
Le premier des péchés est celui d'orgueil (Superbia). Il est symbolisé dans le panneau de droite par cette femme à qui un diable tend un miroir accroché sur son postérieur. Un second symbole y est même associé avec le tatouage d'un crapaud qu'elle porte sur la poitrine, ce qui représente l'impureté.

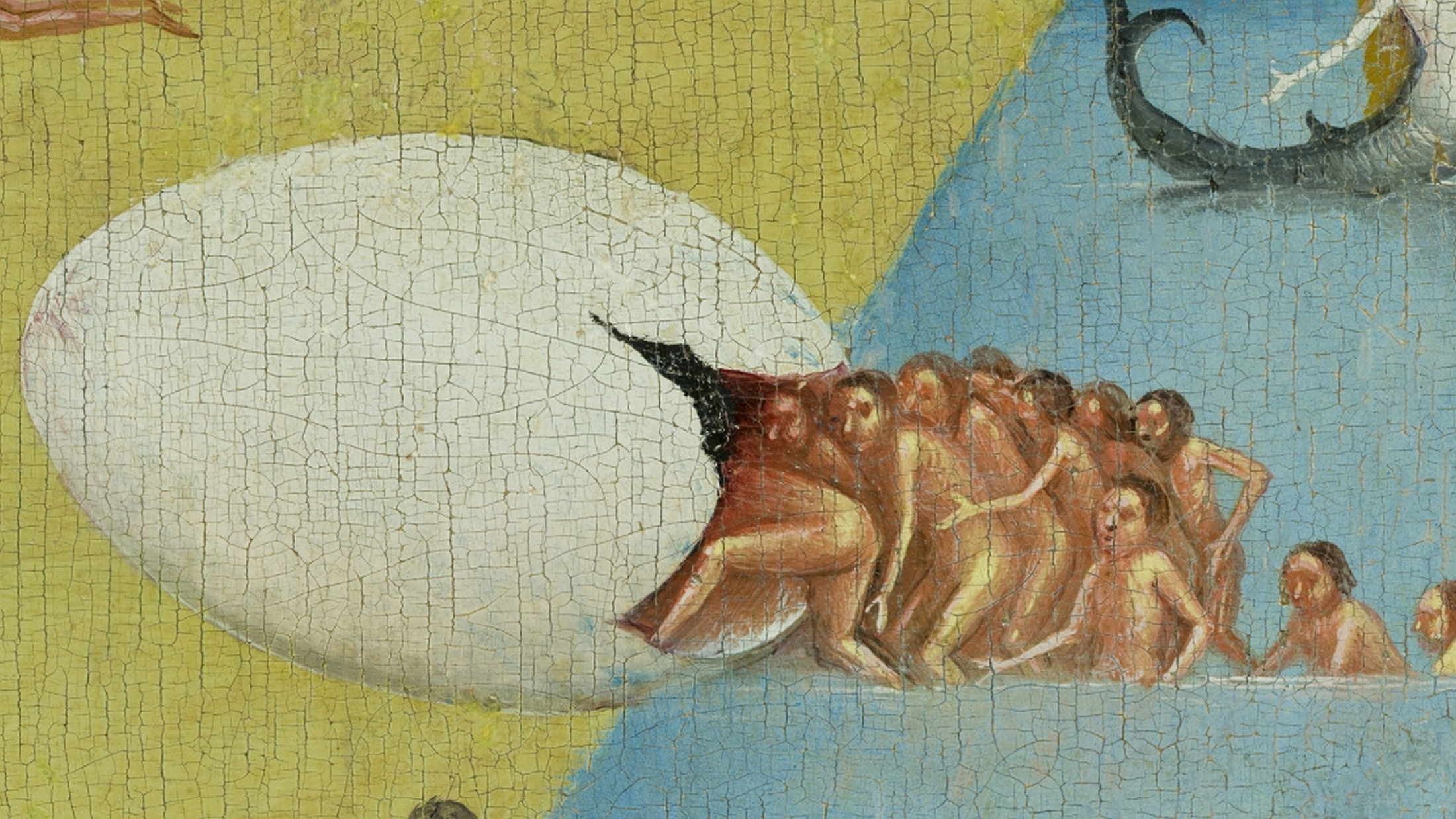
Le symbole de l'œuf est porteur du péché de gourmandise (détail du panneau central).

Puis vient le péché thématiquement le plus important du triptyque : la luxure (Luxuria). Il est celui pour lequel le peintre déploie le plus de symboles et de motifs :  fruits (fruits surdimensionnés qui symbolisent la sexualité de groupe, cerises avec leur queue symbole phallique, mûre associée à l'amour ou fraise, fruit qui rappelle la tentation), oiseaux (symboles phalliques par leur forme) ou instruments de musiques (instruments en général liés au péché de luxure, cornemuse en particulier qui, par sa ressemblance avec eux, symbolise les organes sexuels masculins, bourse et verge). Enfin, le symbole de la luxure est porté par la scène entière située sur le panneau central où des hommes chevauchant des montures font le tour d'un bassin peuplé exclusivement de femmes, ce qui symbolise l'incapacité masculine à résister aux attraits féminins.
La gourmandise (Gula) est symbolisée par le motif de l'œuf mais aussi par la voracité de ces personnages qui dévorent les fruits surdimensionnés. Le motif répété plusieurs fois dans le panneau central d'un personnage la tête appuyée sur la main représente quant à lui la paresse (Acédia). D'après les chercheurs, la colère (Ira) pourrait être représentée par ce chevalier dans le panneau de droite, près de l'Homme-arbre. Enfin, l'historien de l'art Erwin Pokorny croit déceler les péchés d'envie et d'avarice (Invidia et Avaritia) dans le fait que, paradoxalement, ne sont représentés que désintérêt et partage : les êtres qui peuplent le panneau central n'habitent-ils pas en effet un « Paradis à l'envers » ?

#### Symboles apparaissant dans l'œuvre
Il est possible de dresser une liste non exhaustive des symboles apparaissant dans l'œuvre.
| Catégorie                          | Symbole                                                                  | Signification                                                                            | Emplacement                                                         |
| ---------------------------------- | ------------------------------------------------------------------------ | ---------------------------------------------------------------------------------------- | ------------------------------------------------------------------- |
| Animaux                            | Le crapaud                                                               | L'impureté                                                                               | Ventre d'une femme (panneau de droite)                              |
| Animaux                            | La licorne                                                               | La virginité, la chasteté, la pureté                                                     | Panneau de gauche                                                   |
| Animaux                            | La chouette                                                              | L'aveuglement, la méchanceté, le péché, la tentation, la séduction, le danger et la mort | Panneaux gauche et central                                          |
| Animaux                            | Le coq                                                                   | La sexualité masculine débridée                                                          | Panneau central                                                     |
| Animaux                            | Le serpent                                                               | Le mal, Satan                                                                            | Sur l'arbre de la connaissance du bien et du mal, panneau de gauche |
| Animaux                            | Le cerf et le chevreuil                                                  | L'âme persécutée                                                                         | Panneau de gauche                                                   |
| Animaux                            | L'éléphant                                                               | La force, l'intelligence, la frugalité, la chasteté et la modération                     | Panneau de gauche                                                   |
| Animaux                            | Les oiseaux en général (panneau de gauche)                               | Les idées                                                                                | Panneau de gauche                                                   |
| Animaux                            | Les oiseaux en général (panneau central)                                 | Symbole sexuel phallique                                                                 | Panneau central                                                     |
| Instruments de musique             | Les instruments en général                                               | La musique infernale, le péché                                                           | Panneau de droite                                                   |
| Instruments de musique             | La cornemuse                                                             | Les organes sexuels masculins                                                            | Panneau de droite                                                   |
| Instruments de musique             | Le luth                                                                  | Les relations sexuelles                                                                  | Panneau de droite                                                   |
| Personnages                        | Une femme à qui un démon présente un miroir                              | La vanité                                                                                | Panneau de droite                                                   |
| Personnages                        | Le cercle des hommes autour du bassin dans lequel se baignent des femmes | L'incapacité des hommes à résister aux attraits féminins                                 | Panneau central                                                     |
| Fruits                             | La cerise                                                                | La fertilité et l'érotisme                                                               | Panneau central                                                     |
| Fruits                             | La mûre                                                                  | L'amour                                                                                  | Panneau central                                                     |
| Fruits                             | L'arbouse                                                                | La tentation et la fugacité de la vie                                                    | Panneau central                                                     |
| Fruits                             | La pomme                                                                 | La tentation et le péché originel                                                        | Panneau de gauche                                                   |
| Fruits                             | Une arbouse géante qu'entourent des personnages                          | La sexualité de groupe                                                                   | Panneau central                                                     |
| Formes géométriques                | L'œuf (sens positif)                                                     | La fertilité et l'abondance                                                              | Panneau central                                                     |
| Formes géométriques                | L'œuf (sens négatif)                                                     | La folie, l'inconstance, la gourmandise                                                  | Panneau central                                                     |
| Formes géométriques                | L'œuf cassé                                                              | Le péché stérile                                                                         | Panneau de droite                                                   |
| Formes géométriques                | La sphère transparente                                                   | L'impudicité                                                                             | Panneau central                                                     |
| Couleurs                           | Le rose                                                                  | La sagesse et la vérité                                                                  | La robe de Jésus (panneau de gauche)                                |
| Couleurs                           | Le bleu                                                                  | La couleur mariale                                                                       | Le ciel (panneau de gauche)                                         |
| Constructions et éléments naturels | La fontaine du savoir                                                    | Le monde spirituel                                                                       | Panneau de gauche                                                   |
| Constructions et éléments naturels | Le dragonnier des Canaries                                               | Le sang du Christ                                                                        | Panneau de gauche                                                   |

#### Variation de sens, accumulations et interactions

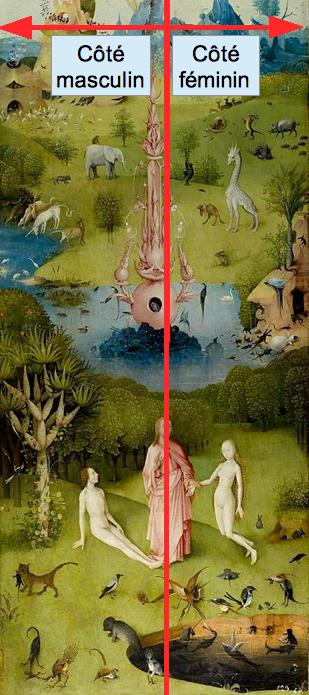
Partage symbolique du panneau entre un côté masculin à connotation positive et un côté féminin à connotation négative (détail du panneau de gauche).

La plupart des symboles qui apparaissent dans l'œuvre ont été étudiés par les chercheurs. Mais les comprendre ne suffit pas car chacun d'eux peut voir son sens varier ou se contredire selon l'endroit où il se place sur le triptyque. Ainsi, la licorne, qui possède un aspect positif lié à « la chasteté » dans le panneau de gauche, acquiert dans le panneau central un caractère lié à la « lascivité » en tant que monture pour les hommes qui font le tour du bassin où s'ébattent les femmes. Il en va de même pour le lapin : il possède habituellement une valeur négative liée à la  luxure comme dans le panneau de droite lorsqu'il est le tortionnaire d'un homme certainement coupable de ce péché. Mais il possède dans le panneau de gauche une valeur assez positive puisqu'il renforce la parole divine « croissez et multipliez » et donc la thématique du mariage grâce à son aspect lié à la fertilité.

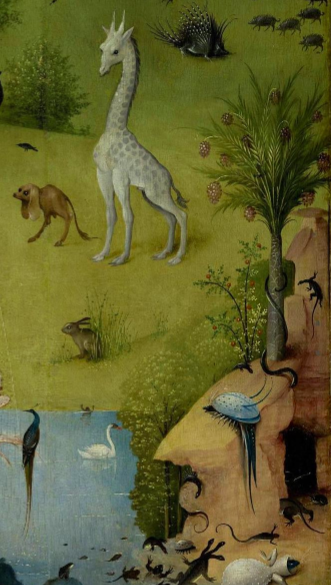
Ce groupe est régi par un ensemble complexe de relations entre symboles (détail du panneau de gauche).

De même, les symboles peuvent voir leur signification se renforcer ou s'atténuer selon leur distribution spatiale. C'est le cas sur le panneau de gauche, où, selon la tradition médiévale, les objets acquièrent un aspect positif sur le côté droit du Christ (sur la gauche du panneau) ; il s'agit du côté masculin, où se trouve Adam. À l'inverse, les objets et symboles situés côté à la gauche du Christ (sur la droite du panneau), et appartenant donc au domaine féminin (côté d'Ève), sont connotés négativement. C'est pourquoi, sur ce panneau, le cygne, pourtant habituellement pourvu des qualités de « renoncement et de pureté », voit son symbolisme se muer en « orgueil » du fait de sa position du côté d'Ève. Une autre difficulté est liée au fait que les symboles peuvent se cumuler et donc interagir entre eux : ainsi, dans le panneau de gauche, l'arbre du Paradis doit se lire en relation avec le serpent qui l'enserre (représentant Satan), mais aussi avec le paon tout proche (considéré alors comme ennemi des serpents), ainsi que la figure humaine qui apparaît par paréidolie dans le rocher sur lequel l'arbre se dresse. Or ce rocher est à rapprocher du Golgotha où Jésus a été crucifié et qui est également identifié comme emplacement du tombeau d'Adam ainsi qu'on le pensait au Moyen Âge. L'ensemble pourrait donc être lu comme la rédemption à laquelle Adam — partant, l'humanité entière — aurait droit grâce à l'entremise de Jésus. Enfin, certains symboles sont d'autant plus difficiles à interpréter qu'ils sont peu utilisés à l'époque, comme celui de la girafe : les représentations de cet animal sont rares et son symbolisme est de fait en construction.

### Un exemple d'interprétation remise en question: Fraenger
Le travail de Wilhelm Fraenger est intéressant à double titre : parce qu'il est représentatif des interprétations ésotériques qui ont fleuri à propos du triptyque et aussi parce qu'il a eu une influence notable sur l'étude de l'œuvre[réf. nécessaire]. Bien qu'ils remettent largement ses conclusions en question, les historiens de l'art reconnaissent cette influence sur leur propre travail.
Wilhelm Fraenger est un historien de l'art dont le travail sur Le Jardin des délices a abouti en 1947 à la publication d'un ouvrage, Le Royaume millénaire (en allemand : Das Tausendjährige Reich). D'après sa théorie, le triptyque, qu'il renomme Le Royaume millénaire, ferait partie d'un ensemble d'œuvres de Jérôme Bosch dont le commanditaire serait le grand maître d'une secte à laquelle le peintre aurait appartenu, la secte du Libre-Esprit qui suivait les principes des Adamites. Le but de ces derniers consistait en l'imitation de la vie d'Adam avant la Chute. Suivant l'amour libre, ils rejetaient le mariage de même que le travail et vivaient notamment nus le plus souvent possible afin d'imiter une sorte d'état d'innocence originelle. Or Fraenger considère que cette secte, qui s'est épanouie à Bois-le-Duc à partir du XIIIe siècle, y subsistait encore à l'époque de Bosch à la fin du XVe siècle. C'est ainsi qu'il affirme que « les métaphores et les allégories de Bosch sont des hiéroglyphes […], il s'agit en fait de révélations secrètes » et donc, que « les symboles de Bosch étaient parfaitement intelligibles à la communauté commanditaire ; mais ils restaient impénétrables à la grande masse que l’on devait tenir éloignée du secret cultuel ».
Son premier argument est que le triptyque, par son contenu subversif, ne peut constituer une œuvre à destination religieuse chrétienne. Bien plus, la secte « luttait simultanément contre les dérèglements de l’Eglise et ceux des cultes païens ». De même, par son caractère qu'il qualifie d'« excentrique », le triptyque ne pouvait pas avoir un quelconque commanditaire privé. Cette hypothèse d'une œuvre ésotérique destinée à une secte adamique se retrouve d'abord dans l'ensemble du triptyque ouvert qui correspond à la création du monde par Dieu : « la succession des panneaux : Paradis, Royaume, Enfer, reflète fidèlement l’ordre des différentes zones de la sphère cosmique primitive : ciel, terre et mer, monde souterrain ». Il s'appuie sur plusieurs éléments qu'il croit déceler dans le triptyque pour rattacher celui-ci à cette secte. D'emblée, il considère que le cadre paradisiaque des deux panneaux de gauche et du centre, où s'ébattent dans l'innocence les enfants d'Adam et Ève, « confère à ce jardin d’amour un cadre cosmique et une signification religieuse de portée universelle » qui correspondrait aux idées de la secte. Au niveau du panneau de gauche, cette vision ésotérique est rendue visible par la position particulière des trois personnages qui « forment en fait un circuit fermé, un complexe d'énergie magique ». Mais c'est le panneau central qui est le plus représentatif de sa thèse : de manière générale, celui-ci décrit un monde où « les couples nus couvrent le monde d'un jeu érotique d'une grande fraicheur, vivant leur sexualité comme joie sans tache et bénédiction pure, les êtres humains étant rendus à la nature dans une innocence végétative » à l'image des idées adamiques. Tous les détails y sont significatifs, tel le cercle formé par les hommes sur des montures autour du bassin habité par des femmes : celui-ci constituerait en fait le reflet d'un rituel utilisé par la secte. Enfin, le panneau de droite sur l'Enfer ne constituerait qu'une parodie, une caricature ne concernant « que des musiciens, des joueurs, des profanateurs » et non pas les personnages du panneau central.

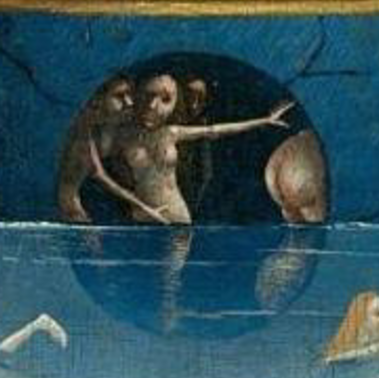
Cette scène obscène fait l'objet d'une extrapolation par Fraenger (détail du panneau central).

Néanmoins, les théories de Fraenger ont été remises en question à partir de la fin des années 1960. De manière générale, les chercheurs considèrent que son interprétation du triptyque « manque de fondement scientifique et [qu']aucun historien d'art contemporain ne la prend au sérieux ». Marijnissen fait ainsi la description d'un auteur « emporté par sa fantaisie et s'exprimant dans un style fleuri dont lui seul connaît le secret ». Concernant les trois personnages dans la cavité à la base de la source des quatre fleuves (panneau central) où un homme pose sa main sur le sexe d'une femme tandis qu'un autre leur montre son derrière, Fraenger en fait l'interprétation suivante : « Ce motif qui mime la position centrale de l'Eros est finalement élevée au niveau cosmique en associant la fontaine de vie et l'eau vivifiante qui l'entoure à la relation initiale du phallus et du cercle ». Or les auteurs y voient plus simplement la description des « aspects de la luxure ». De fait, les chercheurs l'accusent d'user d'effets d'extrapolation afin de faire entrer ses interprétations dans ses théories,.  De même, Fraenger pense que cet homme qui fait le poirier, les jambes écartées (panneau central), « serait un Y humain et en même temps l'incarnation du libre esprit qui […] choisit la continence » : Marijnissen considère que cette démonstration « frôle le burlesque ».
Au niveau plus large du triptyque, les chercheurs remettent en cause l'idée que le panneau central ait pu être compris à l'époque de Bosch comme la description d'une vie idéale. Par ailleurs, s'il propose une interprétation cohérente des deux panneaux de gauche et du centre, Fraenger insère avec difficulté le panneau de droite dans l'ensemble de sa démonstration.
Enfin, contrairement aux affirmations de Fraenger, Bosch est présenté par l'ensemble des chercheurs comme parfaitement orthodoxe. Certes, le peintre a appartenu à l'Illustre Confrérie de Notre-Dame (en néerlandais : Illustre Lieve Vrouwe Broederschap), mais elle n'était pas hérétique. Seul un certain secret entourait l'identité des membres qui y appartenaient. Il est même avéré qu'Henri III de Nassau, commanditaire putatif du triptyque, en a fait partie.

Les scientifiques reconnaissent tout de même le mérite à Fraenger d'avoir fait émerger une réflexion alternative qui a permis d'enrichir voire renouveler les analyses modernes. Ainsi certains chercheurs pourtant critiques se disent « redevables » de ses observations. Fraenger a permis de remettre en cause la vision selon laquelle les personnages du panneau central seraient condamnés parce qu'ils vivent dans le péché alors que c'est en fait l'absence de conscience du péché qui les condamne. De même, il a fait évoluer l'analyse des sentiments qui sont exprimés par le peintre : alors que les chercheurs voyaient émerger du triptyque uniquement un sentiment de condamnation, désormais, grâce à Fraenger, ils y voient aussi un certain « sentiment de joie ».
Une étude de 2016 vient remettre en avant et combler le « manque de fondement scientifique » présumé de l'interprétation ésotérique de Fraenger. Cette dernière étude s’écarte définitivement de la lecture traditionnelle qui chronologiquement parlant irait de la « Création du monde » (volets fermés) jusqu'à la « Menace de l’Enfer » (volet gauche ouvert, sur la droite du spectateur que nous sommes), en passant par le « Paradis perdu » (volet droit ouvert, sur notre gauche) et la « Vie terrestre pré-diluvienne » (panneau central).
Elle corrobore - comme point de départ de la lecture de ce triptyque - l’interprétation contemporaine de Jean Wirth, suivie par Frédéric Elsig et Hans Belting : Celle de la vision de la réalité d’un présent infernal. Ainsi, le triptyque ouvert, ne devrait-il pas être lu chronologiquement parlant de gauche à droite, mais de droite à gauche, partant de la description infernale de la condition humaine, chaotique, dispersée (volet gauche ouvert, sur notre droite) jusqu’à l’unité retrouvée dans la réintégration  par le principe masculin du principe féminin (volet droit ouvert, sur notre gauche), en passant par un vaste rituel de transmutation aux allures de nébuleuse, alias « fête des métamorphoses » (panneau central). Qui plus est, la thèse y est avancée d’une inversion physique, structurelle, de disposition des deux volets latéraux, délibérément réalisée par Jérôme Bosch. La rétroversion pure et simple de ces deux volets permettant seule de redonner au triptyque toute sa cohérence spatio-temporelle originelle, par une lecture chronologique rétablie classiquement de gauche à droite.
Ainsi, une réelle continuité spatiale, topographique, stylistique et colorimétrie est-elle recouvrée entre les deux volets latéraux et le panneau central. Plus encore, les trois pièces de ce triptyque se comportent-elles à présent comme des vases communicants, dans un mouvement perpétuel de type vortex. Une inversion qui aurait été sciemment réalisée par Jérôme Bosch pour brouiller les pistes de son manifeste pictural originellement ô combien hétérodoxe et subversif, pour ne pas dire hérétique au regard de la bien-pensance de l’Eglise catholique romaine de son époque.

## Postérité

### Rayonnement

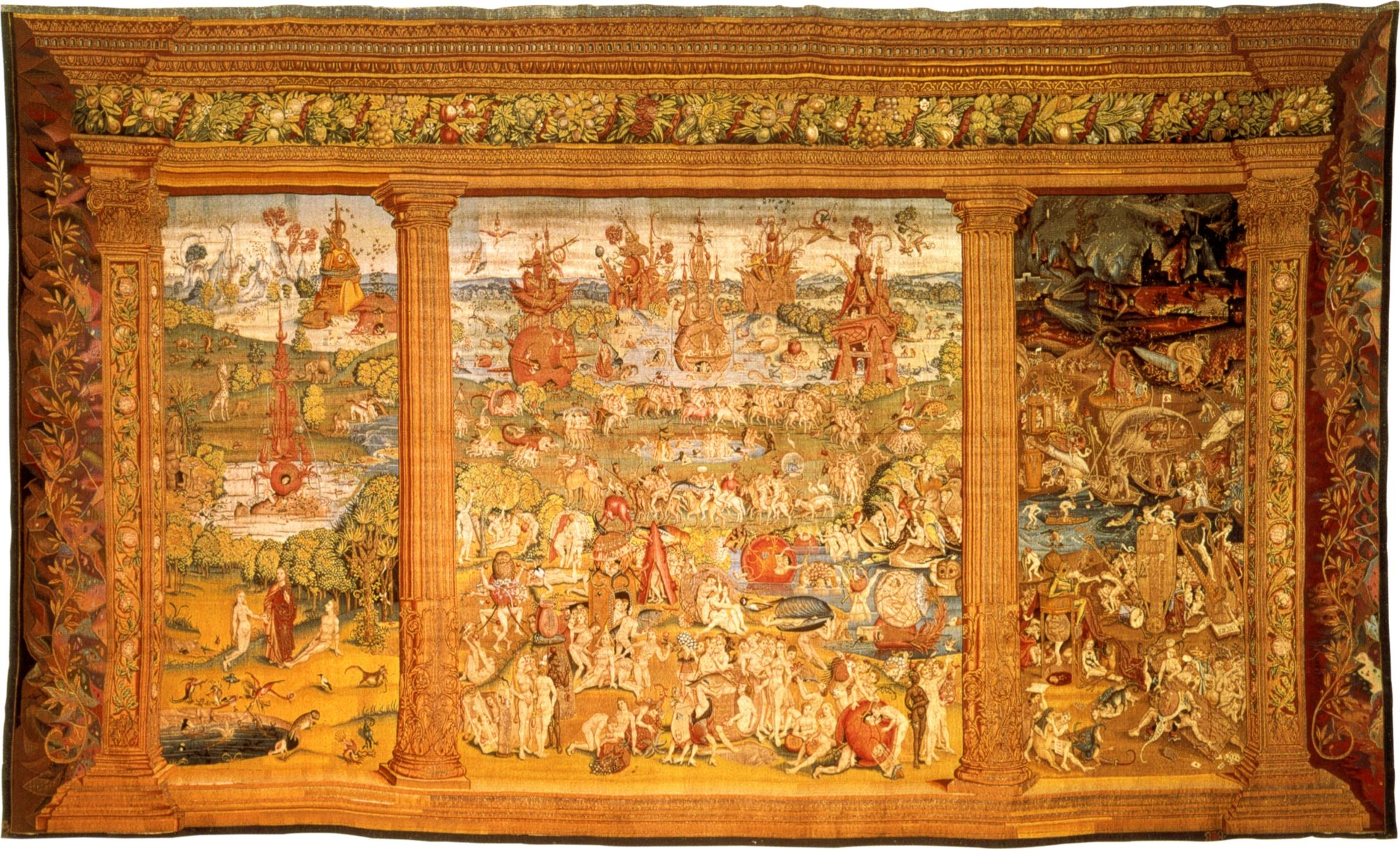
Copie sur tapisserie (années 1550) conservée au palais de l'Escurial.

L'œuvre est célèbre dès sa création et fait rapidement l'objet de nombreuses copies. Elle exerce un tel attrait sur ses spectateurs que Fray José de Siguënza, le bibliothécaire de l'Escurial, écrit en 1605 : « Je voudrais que le monde soit empli des copies de cette peinture ». Au total, on compte plus d'une dizaine de copies datant des années 1530. L'une des plus célèbres est la tapisserie de l'Escurial réalisée dans les années 1550. En général, les copies se portent sur le panneau central parce qu'il a le plus marqué les esprits.
De même, certains motifs ont fait l'objet de reproductions comme L'Homme-arbre dont Bosch reçoit une commande à la fin de sa vie. Frédéric Elsig estime que le commanditaire en est certainement Henri III de Nassau, commanditaire putatif du triptyque. Par la suite, d'autres artistes l'ont repris tel quel, impressionnés par cette personnification de « la nature angoissante, fugitive et fragile des songes ».

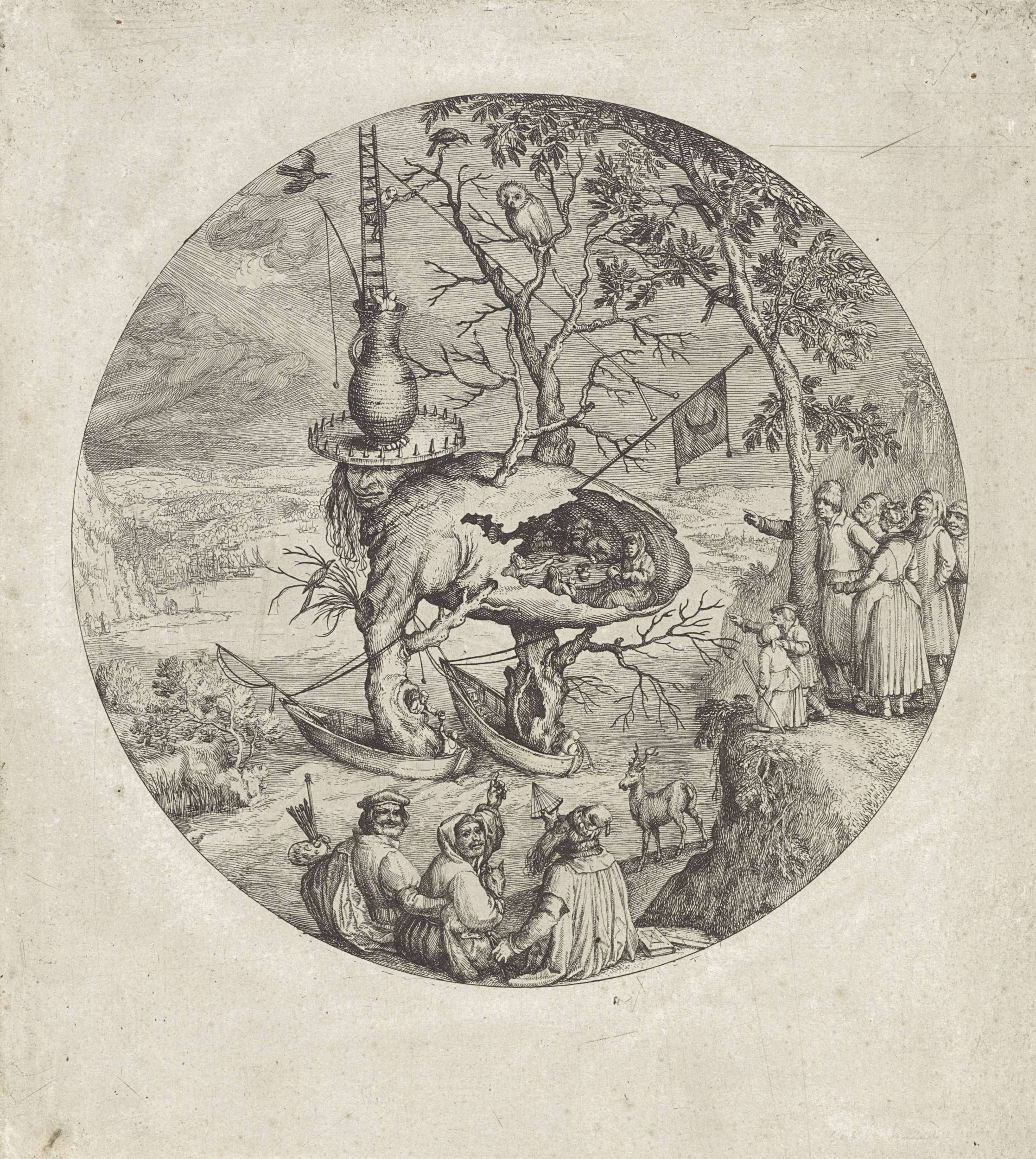
L'Homme-arbre, une figure du Jardin des délices ici reprise par un artiste anonyme dans les années 1550.

L'œuvre continue d'impressionner et d'influencer les artistes modernes et contemporains. Ainsi, il est possible de trouver une réelle influence de Bosch sur Francisco de Goya comme dans son Sabbat des sorcières. Les surréalistes sont les plus fascinés, qui considèrent Bosch comme un précurseur. Pour André Breton, Le Jardin des délices constitue ainsi un prisme de lecture pour comprendre un poème en prose de Gustave Flaubert : « Il n'est pas sans intérêt de comparer au Jardin des Délices les dernières pages d'une autre Tentation de saint Antoine, celle de Flaubert ». Bien plus, en 1929, Salvador Dalí s'inspire de la figure humaine qui apparaît par paréidolie dans le rocher qui se trouve au centre du panneau de gauche pour créer son tableau Le Grand Masturbateur. Pourtant, les chercheurs soulignent combien cette œuvre forte et imaginative est porteuse d'interprétations qui n'avaient pourtant pas cours à l'époque de sa création : « La fascination pour Bosch repose sur un malentendu. On pense de manière tout à fait anachronique ». Marijnissen enfonce le coin lorsqu'il déclare que « démontrer que Bosch fut un surréaliste avant la lettre est, pour l'historien, une hérésie », mais il nuance son propos quand il constate que « ceux qui examinent l'œuvre d'un point de vue purement artistique reconnaîtront que Bosch a découvert un des artifices les plus efficaces du surréalisme, en l'occurrence la méthode la plus logique pour rendre l'image illogique ».
Dans la culture populaire de la fin du XXe siècle et du début du XXIe siècle, le triptyque constitue toujours une solide source d'inspiration. En 1995, le réalisateur Tony Kaye réalise une publicité pour le parfum L'Air du temps de Nina Ricci dont l'esthétique évoque Le Jardin des délices. En juin 2009, au Festival Montpellier Danse, la chorégraphe et metteur en scène franco-espagnole Blanca Li propose la création d'un spectacle chorégraphique « pour 9 danseurs et un pianiste » intitulé Le Jardin des Délices et présenté comme « inspiré du tableau de Jérôme Bosch ». Par ailleurs, de nombreux films d'animation proposent une animation du tableau, tel Le Jardin des délices à 360 degrés réalisé en 2013 par Eve Ramboz et produit par Annie Dautane pour la société Calm sur une musique de Vincent Munsch. On peut même trouver des références explicites au tableau dans certains décors et costumes du clip de la chanson Feel My Rhythm du groupe de k-pop Red Velvet, sortie en 2022. Enfin, le public semble si friand de l'œuvre qu'un fabricant de puzzles annonce qu'elle fait partie des représentations les plus demandées de sa collection. Et il est même des revues médicales qui la citent comme ayant « su isoler et rendre les frayeurs fondamentales de l'homme » parmi lesquelles on compte par exemple « la hantise de l'homme de se transformer en arbre ».
Le triptyque fait partie des « 105 œuvres décisives de la peinture occidentale » constituant le musée imaginaire de Michel Butor.

### Lieu de conservation et expositions

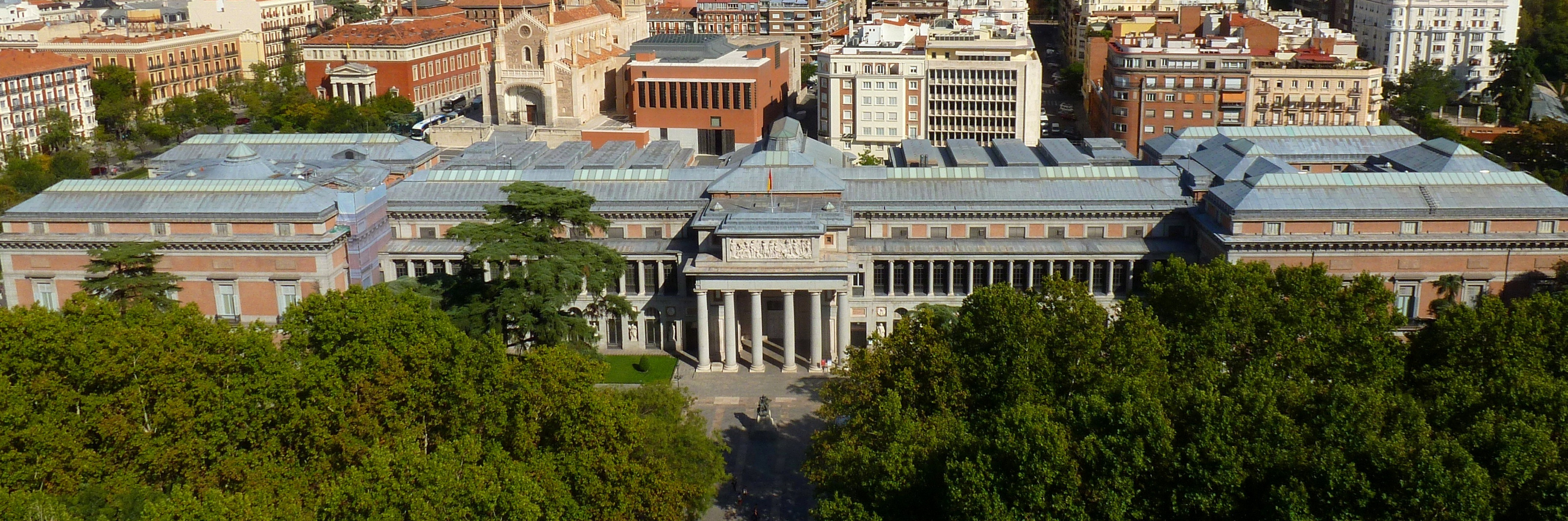
Le musée du Prado où est actuellement conservé le triptyque.

Le Jardin des délices, qui fait partie de la collection permanente du musée du Prado à Madrid en Espagne, en constitue une des pièces maîtresses. Le triptyque est ainsi souvent décrit comme possédant la même valeur pour le musée du Prado que La Joconde pour le musée du Louvre.
Il n'est donc jamais sorti des collections pour quelque exposition que ce soit, même pour celle ayant eu lieu entre février et mai 2016 à Bois-le-Duc pour célébrer le 500e anniversaire de la mort du peintre, dans sa ville natale. De fait, le tableau représente une telle manne financière en termes de visiteurs que le Prado, pas plus qu'un autre musée, « ne pourrait donc courir le risque de décevoir ces visiteurs venus des quatre coins du monde, tout particulièrement pour une seule œuvre, qui serait hélas absente au moment de leur venue ».
Ce refus a été l'occasion d'une polémique, l'exposition organisée à Bois-le-Duc étant reconnue comme « exceptionnelle » par le fait que pratiquement toutes les œuvres attribuées au peintre y sont regroupées. Les responsables du musée du Prado se retranchent derrière les risques pour la conservation du triptyque. Néanmoins, l'exposition se transporte dans ses murs de mai à septembre 2016. Le Jardin des délices, encadré des images en radiographie et en réflectographie infrarouge en taille réelle, est alors accompagné des cinq autres œuvres que le musée possède également.
L'exposition est un succès populaire : si plus de 420 000 personnes se pressent à Bois-le-Duc, elles sont plus de 430 000 à se rendre au musée du Prado en quelques semaines. L'affluence est telle que les organisateurs doivent repousser la clôture de l'exposition de quinze jours pour y répondre.